# Световно първенство по шахмат 2012
|                                              |                                                 |
| Вишванатан Ананд · Индия                     | Борис Гелфанд · Израел                          |
| Световен шампион 2012                        | Вицешампион                                     |
| Победител на Световното първенство през 2010 | Победител на Турнира на претендентите през 2011 |
| 2817 (№ 2 в света)                           | 2746 (№ 12 в света)                             |

Световното първенство по шахмат през 2012 г. е мач от 16 партии между световен шампион по шахмат през 2010 г. Вишванатан Ананд (Индия) и победителя от Турнира на претендентите Борис Гелфанд (Израел), проведен под егидата на ФИДЕ от 11 до 30 май 2012 г. в Москва. Наградният фонд е 2,55 милиона щатски долара. Победител е Вишванатан Ананд.

## Турнир на претендентите
Турнирът на претендентите за световната титла на ФИДЕ през 2012 г. е шахматен турнир, проведен от 5 до 26 май 2011 г. в град Казан (Русия), между осемте най-силни шахматисти в света, след Вишванатан Ананд.
Българският гросмайстор и световен шампион на ФИДЕ за 2005 – 2006 г. Веселин Топалов участва в турнира на претендентите, но отпада на четвъртфинала от Гата Камски (САЩ). На финала играят Борис Гелфанд от Израел срещу Александър Гришчук от Русия. В последната 6-а партия Гелфанд побеждава руския гросмайстор и така за пръв път в историята на световното първенство състезател от Израел отива да играе за световната титла.
| Веселин Топалов | ½ | 0 | ½ | ½ | 1½ |
| Гата Камски     | ½ | 1 | ½ | ½ | 2½ |

| Борис Гелфанд      | ½ | ½ | ½ | ½ | ½ | 1 | 3½ |
| Александър Гришчук | ½ | ½ | ½ | ½ | ½ | 0 | 2½ |

|   | a | b | c | d | e | f | g | h |   |
| 8 | черен цар на черно поле f8 · черна пешка на черно поле e7 · черна пешка на черно поле b6 · черен топ на черно поле f6 · черна пешка на черно поле a5 · черен топ на черно поле c5 · черна пешка на бяло поле f5 · черен кон на черно поле b4 · бял офицер на бяло поле c4 · черна пешка на бяло поле g4 · бяла дама на черно поле a3 · бяла пешка на бяло поле b3 · черна дама на черно поле c3 · бял офицер на черно поле e3 · бяла пешка на бяло поле a2 · бял кон на черно поле d2 · бяла пешка на черно поле f2 · бяла пешка на бяло поле g2 · бял цар на черно поле c1 · бял топ на бяло поле d1 | черен цар на черно поле f8 · черна пешка на черно поле e7 · черна пешка на черно поле b6 · черен топ на черно поле f6 · черна пешка на черно поле a5 · черен топ на черно поле c5 · черна пешка на бяло поле f5 · черен кон на черно поле b4 · бял офицер на бяло поле c4 · черна пешка на бяло поле g4 · бяла дама на черно поле a3 · бяла пешка на бяло поле b3 · черна дама на черно поле c3 · бял офицер на черно поле e3 · бяла пешка на бяло поле a2 · бял кон на черно поле d2 · бяла пешка на черно поле f2 · бяла пешка на бяло поле g2 · бял цар на черно поле c1 · бял топ на бяло поле d1 | черен цар на черно поле f8 · черна пешка на черно поле e7 · черна пешка на черно поле b6 · черен топ на черно поле f6 · черна пешка на черно поле a5 · черен топ на черно поле c5 · черна пешка на бяло поле f5 · черен кон на черно поле b4 · бял офицер на бяло поле c4 · черна пешка на бяло поле g4 · бяла дама на черно поле a3 · бяла пешка на бяло поле b3 · черна дама на черно поле c3 · бял офицер на черно поле e3 · бяла пешка на бяло поле a2 · бял кон на черно поле d2 · бяла пешка на черно поле f2 · бяла пешка на бяло поле g2 · бял цар на черно поле c1 · бял топ на бяло поле d1 | черен цар на черно поле f8 · черна пешка на черно поле e7 · черна пешка на черно поле b6 · черен топ на черно поле f6 · черна пешка на черно поле a5 · черен топ на черно поле c5 · черна пешка на бяло поле f5 · черен кон на черно поле b4 · бял офицер на бяло поле c4 · черна пешка на бяло поле g4 · бяла дама на черно поле a3 · бяла пешка на бяло поле b3 · черна дама на черно поле c3 · бял офицер на черно поле e3 · бяла пешка на бяло поле a2 · бял кон на черно поле d2 · бяла пешка на черно поле f2 · бяла пешка на бяло поле g2 · бял цар на черно поле c1 · бял топ на бяло поле d1 | черен цар на черно поле f8 · черна пешка на черно поле e7 · черна пешка на черно поле b6 · черен топ на черно поле f6 · черна пешка на черно поле a5 · черен топ на черно поле c5 · черна пешка на бяло поле f5 · черен кон на черно поле b4 · бял офицер на бяло поле c4 · черна пешка на бяло поле g4 · бяла дама на черно поле a3 · бяла пешка на бяло поле b3 · черна дама на черно поле c3 · бял офицер на черно поле e3 · бяла пешка на бяло поле a2 · бял кон на черно поле d2 · бяла пешка на черно поле f2 · бяла пешка на бяло поле g2 · бял цар на черно поле c1 · бял топ на бяло поле d1 | черен цар на черно поле f8 · черна пешка на черно поле e7 · черна пешка на черно поле b6 · черен топ на черно поле f6 · черна пешка на черно поле a5 · черен топ на черно поле c5 · черна пешка на бяло поле f5 · черен кон на черно поле b4 · бял офицер на бяло поле c4 · черна пешка на бяло поле g4 · бяла дама на черно поле a3 · бяла пешка на бяло поле b3 · черна дама на черно поле c3 · бял офицер на черно поле e3 · бяла пешка на бяло поле a2 · бял кон на черно поле d2 · бяла пешка на черно поле f2 · бяла пешка на бяло поле g2 · бял цар на черно поле c1 · бял топ на бяло поле d1 | черен цар на черно поле f8 · черна пешка на черно поле e7 · черна пешка на черно поле b6 · черен топ на черно поле f6 · черна пешка на черно поле a5 · черен топ на черно поле c5 · черна пешка на бяло поле f5 · черен кон на черно поле b4 · бял офицер на бяло поле c4 · черна пешка на бяло поле g4 · бяла дама на черно поле a3 · бяла пешка на бяло поле b3 · черна дама на черно поле c3 · бял офицер на черно поле e3 · бяла пешка на бяло поле a2 · бял кон на черно поле d2 · бяла пешка на черно поле f2 · бяла пешка на бяло поле g2 · бял цар на черно поле c1 · бял топ на бяло поле d1 | черен цар на черно поле f8 · черна пешка на черно поле e7 · черна пешка на черно поле b6 · черен топ на черно поле f6 · черна пешка на черно поле a5 · черен топ на черно поле c5 · черна пешка на бяло поле f5 · черен кон на черно поле b4 · бял офицер на бяло поле c4 · черна пешка на бяло поле g4 · бяла дама на черно поле a3 · бяла пешка на бяло поле b3 · черна дама на черно поле c3 · бял офицер на черно поле e3 · бяла пешка на бяло поле a2 · бял кон на черно поле d2 · бяла пешка на черно поле f2 · бяла пешка на бяло поле g2 · бял цар на черно поле c1 · бял топ на бяло поле d1 | 8 |
| 7 | черен цар на черно поле f8 · черна пешка на черно поле e7 · черна пешка на черно поле b6 · черен топ на черно поле f6 · черна пешка на черно поле a5 · черен топ на черно поле c5 · черна пешка на бяло поле f5 · черен кон на черно поле b4 · бял офицер на бяло поле c4 · черна пешка на бяло поле g4 · бяла дама на черно поле a3 · бяла пешка на бяло поле b3 · черна дама на черно поле c3 · бял офицер на черно поле e3 · бяла пешка на бяло поле a2 · бял кон на черно поле d2 · бяла пешка на черно поле f2 · бяла пешка на бяло поле g2 · бял цар на черно поле c1 · бял топ на бяло поле d1 | черен цар на черно поле f8 · черна пешка на черно поле e7 · черна пешка на черно поле b6 · черен топ на черно поле f6 · черна пешка на черно поле a5 · черен топ на черно поле c5 · черна пешка на бяло поле f5 · черен кон на черно поле b4 · бял офицер на бяло поле c4 · черна пешка на бяло поле g4 · бяла дама на черно поле a3 · бяла пешка на бяло поле b3 · черна дама на черно поле c3 · бял офицер на черно поле e3 · бяла пешка на бяло поле a2 · бял кон на черно поле d2 · бяла пешка на черно поле f2 · бяла пешка на бяло поле g2 · бял цар на черно поле c1 · бял топ на бяло поле d1 | черен цар на черно поле f8 · черна пешка на черно поле e7 · черна пешка на черно поле b6 · черен топ на черно поле f6 · черна пешка на черно поле a5 · черен топ на черно поле c5 · черна пешка на бяло поле f5 · черен кон на черно поле b4 · бял офицер на бяло поле c4 · черна пешка на бяло поле g4 · бяла дама на черно поле a3 · бяла пешка на бяло поле b3 · черна дама на черно поле c3 · бял офицер на черно поле e3 · бяла пешка на бяло поле a2 · бял кон на черно поле d2 · бяла пешка на черно поле f2 · бяла пешка на бяло поле g2 · бял цар на черно поле c1 · бял топ на бяло поле d1 | черен цар на черно поле f8 · черна пешка на черно поле e7 · черна пешка на черно поле b6 · черен топ на черно поле f6 · черна пешка на черно поле a5 · черен топ на черно поле c5 · черна пешка на бяло поле f5 · черен кон на черно поле b4 · бял офицер на бяло поле c4 · черна пешка на бяло поле g4 · бяла дама на черно поле a3 · бяла пешка на бяло поле b3 · черна дама на черно поле c3 · бял офицер на черно поле e3 · бяла пешка на бяло поле a2 · бял кон на черно поле d2 · бяла пешка на черно поле f2 · бяла пешка на бяло поле g2 · бял цар на черно поле c1 · бял топ на бяло поле d1 | черен цар на черно поле f8 · черна пешка на черно поле e7 · черна пешка на черно поле b6 · черен топ на черно поле f6 · черна пешка на черно поле a5 · черен топ на черно поле c5 · черна пешка на бяло поле f5 · черен кон на черно поле b4 · бял офицер на бяло поле c4 · черна пешка на бяло поле g4 · бяла дама на черно поле a3 · бяла пешка на бяло поле b3 · черна дама на черно поле c3 · бял офицер на черно поле e3 · бяла пешка на бяло поле a2 · бял кон на черно поле d2 · бяла пешка на черно поле f2 · бяла пешка на бяло поле g2 · бял цар на черно поле c1 · бял топ на бяло поле d1 | черен цар на черно поле f8 · черна пешка на черно поле e7 · черна пешка на черно поле b6 · черен топ на черно поле f6 · черна пешка на черно поле a5 · черен топ на черно поле c5 · черна пешка на бяло поле f5 · черен кон на черно поле b4 · бял офицер на бяло поле c4 · черна пешка на бяло поле g4 · бяла дама на черно поле a3 · бяла пешка на бяло поле b3 · черна дама на черно поле c3 · бял офицер на черно поле e3 · бяла пешка на бяло поле a2 · бял кон на черно поле d2 · бяла пешка на черно поле f2 · бяла пешка на бяло поле g2 · бял цар на черно поле c1 · бял топ на бяло поле d1 | черен цар на черно поле f8 · черна пешка на черно поле e7 · черна пешка на черно поле b6 · черен топ на черно поле f6 · черна пешка на черно поле a5 · черен топ на черно поле c5 · черна пешка на бяло поле f5 · черен кон на черно поле b4 · бял офицер на бяло поле c4 · черна пешка на бяло поле g4 · бяла дама на черно поле a3 · бяла пешка на бяло поле b3 · черна дама на черно поле c3 · бял офицер на черно поле e3 · бяла пешка на бяло поле a2 · бял кон на черно поле d2 · бяла пешка на черно поле f2 · бяла пешка на бяло поле g2 · бял цар на черно поле c1 · бял топ на бяло поле d1 | черен цар на черно поле f8 · черна пешка на черно поле e7 · черна пешка на черно поле b6 · черен топ на черно поле f6 · черна пешка на черно поле a5 · черен топ на черно поле c5 · черна пешка на бяло поле f5 · черен кон на черно поле b4 · бял офицер на бяло поле c4 · черна пешка на бяло поле g4 · бяла дама на черно поле a3 · бяла пешка на бяло поле b3 · черна дама на черно поле c3 · бял офицер на черно поле e3 · бяла пешка на бяло поле a2 · бял кон на черно поле d2 · бяла пешка на черно поле f2 · бяла пешка на бяло поле g2 · бял цар на черно поле c1 · бял топ на бяло поле d1 | 7 |
| 6 | черен цар на черно поле f8 · черна пешка на черно поле e7 · черна пешка на черно поле b6 · черен топ на черно поле f6 · черна пешка на черно поле a5 · черен топ на черно поле c5 · черна пешка на бяло поле f5 · черен кон на черно поле b4 · бял офицер на бяло поле c4 · черна пешка на бяло поле g4 · бяла дама на черно поле a3 · бяла пешка на бяло поле b3 · черна дама на черно поле c3 · бял офицер на черно поле e3 · бяла пешка на бяло поле a2 · бял кон на черно поле d2 · бяла пешка на черно поле f2 · бяла пешка на бяло поле g2 · бял цар на черно поле c1 · бял топ на бяло поле d1 | черен цар на черно поле f8 · черна пешка на черно поле e7 · черна пешка на черно поле b6 · черен топ на черно поле f6 · черна пешка на черно поле a5 · черен топ на черно поле c5 · черна пешка на бяло поле f5 · черен кон на черно поле b4 · бял офицер на бяло поле c4 · черна пешка на бяло поле g4 · бяла дама на черно поле a3 · бяла пешка на бяло поле b3 · черна дама на черно поле c3 · бял офицер на черно поле e3 · бяла пешка на бяло поле a2 · бял кон на черно поле d2 · бяла пешка на черно поле f2 · бяла пешка на бяло поле g2 · бял цар на черно поле c1 · бял топ на бяло поле d1 | черен цар на черно поле f8 · черна пешка на черно поле e7 · черна пешка на черно поле b6 · черен топ на черно поле f6 · черна пешка на черно поле a5 · черен топ на черно поле c5 · черна пешка на бяло поле f5 · черен кон на черно поле b4 · бял офицер на бяло поле c4 · черна пешка на бяло поле g4 · бяла дама на черно поле a3 · бяла пешка на бяло поле b3 · черна дама на черно поле c3 · бял офицер на черно поле e3 · бяла пешка на бяло поле a2 · бял кон на черно поле d2 · бяла пешка на черно поле f2 · бяла пешка на бяло поле g2 · бял цар на черно поле c1 · бял топ на бяло поле d1 | черен цар на черно поле f8 · черна пешка на черно поле e7 · черна пешка на черно поле b6 · черен топ на черно поле f6 · черна пешка на черно поле a5 · черен топ на черно поле c5 · черна пешка на бяло поле f5 · черен кон на черно поле b4 · бял офицер на бяло поле c4 · черна пешка на бяло поле g4 · бяла дама на черно поле a3 · бяла пешка на бяло поле b3 · черна дама на черно поле c3 · бял офицер на черно поле e3 · бяла пешка на бяло поле a2 · бял кон на черно поле d2 · бяла пешка на черно поле f2 · бяла пешка на бяло поле g2 · бял цар на черно поле c1 · бял топ на бяло поле d1 | черен цар на черно поле f8 · черна пешка на черно поле e7 · черна пешка на черно поле b6 · черен топ на черно поле f6 · черна пешка на черно поле a5 · черен топ на черно поле c5 · черна пешка на бяло поле f5 · черен кон на черно поле b4 · бял офицер на бяло поле c4 · черна пешка на бяло поле g4 · бяла дама на черно поле a3 · бяла пешка на бяло поле b3 · черна дама на черно поле c3 · бял офицер на черно поле e3 · бяла пешка на бяло поле a2 · бял кон на черно поле d2 · бяла пешка на черно поле f2 · бяла пешка на бяло поле g2 · бял цар на черно поле c1 · бял топ на бяло поле d1 | черен цар на черно поле f8 · черна пешка на черно поле e7 · черна пешка на черно поле b6 · черен топ на черно поле f6 · черна пешка на черно поле a5 · черен топ на черно поле c5 · черна пешка на бяло поле f5 · черен кон на черно поле b4 · бял офицер на бяло поле c4 · черна пешка на бяло поле g4 · бяла дама на черно поле a3 · бяла пешка на бяло поле b3 · черна дама на черно поле c3 · бял офицер на черно поле e3 · бяла пешка на бяло поле a2 · бял кон на черно поле d2 · бяла пешка на черно поле f2 · бяла пешка на бяло поле g2 · бял цар на черно поле c1 · бял топ на бяло поле d1 | черен цар на черно поле f8 · черна пешка на черно поле e7 · черна пешка на черно поле b6 · черен топ на черно поле f6 · черна пешка на черно поле a5 · черен топ на черно поле c5 · черна пешка на бяло поле f5 · черен кон на черно поле b4 · бял офицер на бяло поле c4 · черна пешка на бяло поле g4 · бяла дама на черно поле a3 · бяла пешка на бяло поле b3 · черна дама на черно поле c3 · бял офицер на черно поле e3 · бяла пешка на бяло поле a2 · бял кон на черно поле d2 · бяла пешка на черно поле f2 · бяла пешка на бяло поле g2 · бял цар на черно поле c1 · бял топ на бяло поле d1 | черен цар на черно поле f8 · черна пешка на черно поле e7 · черна пешка на черно поле b6 · черен топ на черно поле f6 · черна пешка на черно поле a5 · черен топ на черно поле c5 · черна пешка на бяло поле f5 · черен кон на черно поле b4 · бял офицер на бяло поле c4 · черна пешка на бяло поле g4 · бяла дама на черно поле a3 · бяла пешка на бяло поле b3 · черна дама на черно поле c3 · бял офицер на черно поле e3 · бяла пешка на бяло поле a2 · бял кон на черно поле d2 · бяла пешка на черно поле f2 · бяла пешка на бяло поле g2 · бял цар на черно поле c1 · бял топ на бяло поле d1 | 6 |
| 5 | черен цар на черно поле f8 · черна пешка на черно поле e7 · черна пешка на черно поле b6 · черен топ на черно поле f6 · черна пешка на черно поле a5 · черен топ на черно поле c5 · черна пешка на бяло поле f5 · черен кон на черно поле b4 · бял офицер на бяло поле c4 · черна пешка на бяло поле g4 · бяла дама на черно поле a3 · бяла пешка на бяло поле b3 · черна дама на черно поле c3 · бял офицер на черно поле e3 · бяла пешка на бяло поле a2 · бял кон на черно поле d2 · бяла пешка на черно поле f2 · бяла пешка на бяло поле g2 · бял цар на черно поле c1 · бял топ на бяло поле d1 | черен цар на черно поле f8 · черна пешка на черно поле e7 · черна пешка на черно поле b6 · черен топ на черно поле f6 · черна пешка на черно поле a5 · черен топ на черно поле c5 · черна пешка на бяло поле f5 · черен кон на черно поле b4 · бял офицер на бяло поле c4 · черна пешка на бяло поле g4 · бяла дама на черно поле a3 · бяла пешка на бяло поле b3 · черна дама на черно поле c3 · бял офицер на черно поле e3 · бяла пешка на бяло поле a2 · бял кон на черно поле d2 · бяла пешка на черно поле f2 · бяла пешка на бяло поле g2 · бял цар на черно поле c1 · бял топ на бяло поле d1 | черен цар на черно поле f8 · черна пешка на черно поле e7 · черна пешка на черно поле b6 · черен топ на черно поле f6 · черна пешка на черно поле a5 · черен топ на черно поле c5 · черна пешка на бяло поле f5 · черен кон на черно поле b4 · бял офицер на бяло поле c4 · черна пешка на бяло поле g4 · бяла дама на черно поле a3 · бяла пешка на бяло поле b3 · черна дама на черно поле c3 · бял офицер на черно поле e3 · бяла пешка на бяло поле a2 · бял кон на черно поле d2 · бяла пешка на черно поле f2 · бяла пешка на бяло поле g2 · бял цар на черно поле c1 · бял топ на бяло поле d1 | черен цар на черно поле f8 · черна пешка на черно поле e7 · черна пешка на черно поле b6 · черен топ на черно поле f6 · черна пешка на черно поле a5 · черен топ на черно поле c5 · черна пешка на бяло поле f5 · черен кон на черно поле b4 · бял офицер на бяло поле c4 · черна пешка на бяло поле g4 · бяла дама на черно поле a3 · бяла пешка на бяло поле b3 · черна дама на черно поле c3 · бял офицер на черно поле e3 · бяла пешка на бяло поле a2 · бял кон на черно поле d2 · бяла пешка на черно поле f2 · бяла пешка на бяло поле g2 · бял цар на черно поле c1 · бял топ на бяло поле d1 | черен цар на черно поле f8 · черна пешка на черно поле e7 · черна пешка на черно поле b6 · черен топ на черно поле f6 · черна пешка на черно поле a5 · черен топ на черно поле c5 · черна пешка на бяло поле f5 · черен кон на черно поле b4 · бял офицер на бяло поле c4 · черна пешка на бяло поле g4 · бяла дама на черно поле a3 · бяла пешка на бяло поле b3 · черна дама на черно поле c3 · бял офицер на черно поле e3 · бяла пешка на бяло поле a2 · бял кон на черно поле d2 · бяла пешка на черно поле f2 · бяла пешка на бяло поле g2 · бял цар на черно поле c1 · бял топ на бяло поле d1 | черен цар на черно поле f8 · черна пешка на черно поле e7 · черна пешка на черно поле b6 · черен топ на черно поле f6 · черна пешка на черно поле a5 · черен топ на черно поле c5 · черна пешка на бяло поле f5 · черен кон на черно поле b4 · бял офицер на бяло поле c4 · черна пешка на бяло поле g4 · бяла дама на черно поле a3 · бяла пешка на бяло поле b3 · черна дама на черно поле c3 · бял офицер на черно поле e3 · бяла пешка на бяло поле a2 · бял кон на черно поле d2 · бяла пешка на черно поле f2 · бяла пешка на бяло поле g2 · бял цар на черно поле c1 · бял топ на бяло поле d1 | черен цар на черно поле f8 · черна пешка на черно поле e7 · черна пешка на черно поле b6 · черен топ на черно поле f6 · черна пешка на черно поле a5 · черен топ на черно поле c5 · черна пешка на бяло поле f5 · черен кон на черно поле b4 · бял офицер на бяло поле c4 · черна пешка на бяло поле g4 · бяла дама на черно поле a3 · бяла пешка на бяло поле b3 · черна дама на черно поле c3 · бял офицер на черно поле e3 · бяла пешка на бяло поле a2 · бял кон на черно поле d2 · бяла пешка на черно поле f2 · бяла пешка на бяло поле g2 · бял цар на черно поле c1 · бял топ на бяло поле d1 | черен цар на черно поле f8 · черна пешка на черно поле e7 · черна пешка на черно поле b6 · черен топ на черно поле f6 · черна пешка на черно поле a5 · черен топ на черно поле c5 · черна пешка на бяло поле f5 · черен кон на черно поле b4 · бял офицер на бяло поле c4 · черна пешка на бяло поле g4 · бяла дама на черно поле a3 · бяла пешка на бяло поле b3 · черна дама на черно поле c3 · бял офицер на черно поле e3 · бяла пешка на бяло поле a2 · бял кон на черно поле d2 · бяла пешка на черно поле f2 · бяла пешка на бяло поле g2 · бял цар на черно поле c1 · бял топ на бяло поле d1 | 5 |
| 4 | черен цар на черно поле f8 · черна пешка на черно поле e7 · черна пешка на черно поле b6 · черен топ на черно поле f6 · черна пешка на черно поле a5 · черен топ на черно поле c5 · черна пешка на бяло поле f5 · черен кон на черно поле b4 · бял офицер на бяло поле c4 · черна пешка на бяло поле g4 · бяла дама на черно поле a3 · бяла пешка на бяло поле b3 · черна дама на черно поле c3 · бял офицер на черно поле e3 · бяла пешка на бяло поле a2 · бял кон на черно поле d2 · бяла пешка на черно поле f2 · бяла пешка на бяло поле g2 · бял цар на черно поле c1 · бял топ на бяло поле d1 | черен цар на черно поле f8 · черна пешка на черно поле e7 · черна пешка на черно поле b6 · черен топ на черно поле f6 · черна пешка на черно поле a5 · черен топ на черно поле c5 · черна пешка на бяло поле f5 · черен кон на черно поле b4 · бял офицер на бяло поле c4 · черна пешка на бяло поле g4 · бяла дама на черно поле a3 · бяла пешка на бяло поле b3 · черна дама на черно поле c3 · бял офицер на черно поле e3 · бяла пешка на бяло поле a2 · бял кон на черно поле d2 · бяла пешка на черно поле f2 · бяла пешка на бяло поле g2 · бял цар на черно поле c1 · бял топ на бяло поле d1 | черен цар на черно поле f8 · черна пешка на черно поле e7 · черна пешка на черно поле b6 · черен топ на черно поле f6 · черна пешка на черно поле a5 · черен топ на черно поле c5 · черна пешка на бяло поле f5 · черен кон на черно поле b4 · бял офицер на бяло поле c4 · черна пешка на бяло поле g4 · бяла дама на черно поле a3 · бяла пешка на бяло поле b3 · черна дама на черно поле c3 · бял офицер на черно поле e3 · бяла пешка на бяло поле a2 · бял кон на черно поле d2 · бяла пешка на черно поле f2 · бяла пешка на бяло поле g2 · бял цар на черно поле c1 · бял топ на бяло поле d1 | черен цар на черно поле f8 · черна пешка на черно поле e7 · черна пешка на черно поле b6 · черен топ на черно поле f6 · черна пешка на черно поле a5 · черен топ на черно поле c5 · черна пешка на бяло поле f5 · черен кон на черно поле b4 · бял офицер на бяло поле c4 · черна пешка на бяло поле g4 · бяла дама на черно поле a3 · бяла пешка на бяло поле b3 · черна дама на черно поле c3 · бял офицер на черно поле e3 · бяла пешка на бяло поле a2 · бял кон на черно поле d2 · бяла пешка на черно поле f2 · бяла пешка на бяло поле g2 · бял цар на черно поле c1 · бял топ на бяло поле d1 | черен цар на черно поле f8 · черна пешка на черно поле e7 · черна пешка на черно поле b6 · черен топ на черно поле f6 · черна пешка на черно поле a5 · черен топ на черно поле c5 · черна пешка на бяло поле f5 · черен кон на черно поле b4 · бял офицер на бяло поле c4 · черна пешка на бяло поле g4 · бяла дама на черно поле a3 · бяла пешка на бяло поле b3 · черна дама на черно поле c3 · бял офицер на черно поле e3 · бяла пешка на бяло поле a2 · бял кон на черно поле d2 · бяла пешка на черно поле f2 · бяла пешка на бяло поле g2 · бял цар на черно поле c1 · бял топ на бяло поле d1 | черен цар на черно поле f8 · черна пешка на черно поле e7 · черна пешка на черно поле b6 · черен топ на черно поле f6 · черна пешка на черно поле a5 · черен топ на черно поле c5 · черна пешка на бяло поле f5 · черен кон на черно поле b4 · бял офицер на бяло поле c4 · черна пешка на бяло поле g4 · бяла дама на черно поле a3 · бяла пешка на бяло поле b3 · черна дама на черно поле c3 · бял офицер на черно поле e3 · бяла пешка на бяло поле a2 · бял кон на черно поле d2 · бяла пешка на черно поле f2 · бяла пешка на бяло поле g2 · бял цар на черно поле c1 · бял топ на бяло поле d1 | черен цар на черно поле f8 · черна пешка на черно поле e7 · черна пешка на черно поле b6 · черен топ на черно поле f6 · черна пешка на черно поле a5 · черен топ на черно поле c5 · черна пешка на бяло поле f5 · черен кон на черно поле b4 · бял офицер на бяло поле c4 · черна пешка на бяло поле g4 · бяла дама на черно поле a3 · бяла пешка на бяло поле b3 · черна дама на черно поле c3 · бял офицер на черно поле e3 · бяла пешка на бяло поле a2 · бял кон на черно поле d2 · бяла пешка на черно поле f2 · бяла пешка на бяло поле g2 · бял цар на черно поле c1 · бял топ на бяло поле d1 | черен цар на черно поле f8 · черна пешка на черно поле e7 · черна пешка на черно поле b6 · черен топ на черно поле f6 · черна пешка на черно поле a5 · черен топ на черно поле c5 · черна пешка на бяло поле f5 · черен кон на черно поле b4 · бял офицер на бяло поле c4 · черна пешка на бяло поле g4 · бяла дама на черно поле a3 · бяла пешка на бяло поле b3 · черна дама на черно поле c3 · бял офицер на черно поле e3 · бяла пешка на бяло поле a2 · бял кон на черно поле d2 · бяла пешка на черно поле f2 · бяла пешка на бяло поле g2 · бял цар на черно поле c1 · бял топ на бяло поле d1 | 4 |
| 3 | черен цар на черно поле f8 · черна пешка на черно поле e7 · черна пешка на черно поле b6 · черен топ на черно поле f6 · черна пешка на черно поле a5 · черен топ на черно поле c5 · черна пешка на бяло поле f5 · черен кон на черно поле b4 · бял офицер на бяло поле c4 · черна пешка на бяло поле g4 · бяла дама на черно поле a3 · бяла пешка на бяло поле b3 · черна дама на черно поле c3 · бял офицер на черно поле e3 · бяла пешка на бяло поле a2 · бял кон на черно поле d2 · бяла пешка на черно поле f2 · бяла пешка на бяло поле g2 · бял цар на черно поле c1 · бял топ на бяло поле d1 | черен цар на черно поле f8 · черна пешка на черно поле e7 · черна пешка на черно поле b6 · черен топ на черно поле f6 · черна пешка на черно поле a5 · черен топ на черно поле c5 · черна пешка на бяло поле f5 · черен кон на черно поле b4 · бял офицер на бяло поле c4 · черна пешка на бяло поле g4 · бяла дама на черно поле a3 · бяла пешка на бяло поле b3 · черна дама на черно поле c3 · бял офицер на черно поле e3 · бяла пешка на бяло поле a2 · бял кон на черно поле d2 · бяла пешка на черно поле f2 · бяла пешка на бяло поле g2 · бял цар на черно поле c1 · бял топ на бяло поле d1 | черен цар на черно поле f8 · черна пешка на черно поле e7 · черна пешка на черно поле b6 · черен топ на черно поле f6 · черна пешка на черно поле a5 · черен топ на черно поле c5 · черна пешка на бяло поле f5 · черен кон на черно поле b4 · бял офицер на бяло поле c4 · черна пешка на бяло поле g4 · бяла дама на черно поле a3 · бяла пешка на бяло поле b3 · черна дама на черно поле c3 · бял офицер на черно поле e3 · бяла пешка на бяло поле a2 · бял кон на черно поле d2 · бяла пешка на черно поле f2 · бяла пешка на бяло поле g2 · бял цар на черно поле c1 · бял топ на бяло поле d1 | черен цар на черно поле f8 · черна пешка на черно поле e7 · черна пешка на черно поле b6 · черен топ на черно поле f6 · черна пешка на черно поле a5 · черен топ на черно поле c5 · черна пешка на бяло поле f5 · черен кон на черно поле b4 · бял офицер на бяло поле c4 · черна пешка на бяло поле g4 · бяла дама на черно поле a3 · бяла пешка на бяло поле b3 · черна дама на черно поле c3 · бял офицер на черно поле e3 · бяла пешка на бяло поле a2 · бял кон на черно поле d2 · бяла пешка на черно поле f2 · бяла пешка на бяло поле g2 · бял цар на черно поле c1 · бял топ на бяло поле d1 | черен цар на черно поле f8 · черна пешка на черно поле e7 · черна пешка на черно поле b6 · черен топ на черно поле f6 · черна пешка на черно поле a5 · черен топ на черно поле c5 · черна пешка на бяло поле f5 · черен кон на черно поле b4 · бял офицер на бяло поле c4 · черна пешка на бяло поле g4 · бяла дама на черно поле a3 · бяла пешка на бяло поле b3 · черна дама на черно поле c3 · бял офицер на черно поле e3 · бяла пешка на бяло поле a2 · бял кон на черно поле d2 · бяла пешка на черно поле f2 · бяла пешка на бяло поле g2 · бял цар на черно поле c1 · бял топ на бяло поле d1 | черен цар на черно поле f8 · черна пешка на черно поле e7 · черна пешка на черно поле b6 · черен топ на черно поле f6 · черна пешка на черно поле a5 · черен топ на черно поле c5 · черна пешка на бяло поле f5 · черен кон на черно поле b4 · бял офицер на бяло поле c4 · черна пешка на бяло поле g4 · бяла дама на черно поле a3 · бяла пешка на бяло поле b3 · черна дама на черно поле c3 · бял офицер на черно поле e3 · бяла пешка на бяло поле a2 · бял кон на черно поле d2 · бяла пешка на черно поле f2 · бяла пешка на бяло поле g2 · бял цар на черно поле c1 · бял топ на бяло поле d1 | черен цар на черно поле f8 · черна пешка на черно поле e7 · черна пешка на черно поле b6 · черен топ на черно поле f6 · черна пешка на черно поле a5 · черен топ на черно поле c5 · черна пешка на бяло поле f5 · черен кон на черно поле b4 · бял офицер на бяло поле c4 · черна пешка на бяло поле g4 · бяла дама на черно поле a3 · бяла пешка на бяло поле b3 · черна дама на черно поле c3 · бял офицер на черно поле e3 · бяла пешка на бяло поле a2 · бял кон на черно поле d2 · бяла пешка на черно поле f2 · бяла пешка на бяло поле g2 · бял цар на черно поле c1 · бял топ на бяло поле d1 | черен цар на черно поле f8 · черна пешка на черно поле e7 · черна пешка на черно поле b6 · черен топ на черно поле f6 · черна пешка на черно поле a5 · черен топ на черно поле c5 · черна пешка на бяло поле f5 · черен кон на черно поле b4 · бял офицер на бяло поле c4 · черна пешка на бяло поле g4 · бяла дама на черно поле a3 · бяла пешка на бяло поле b3 · черна дама на черно поле c3 · бял офицер на черно поле e3 · бяла пешка на бяло поле a2 · бял кон на черно поле d2 · бяла пешка на черно поле f2 · бяла пешка на бяло поле g2 · бял цар на черно поле c1 · бял топ на бяло поле d1 | 3 |
| 2 | черен цар на черно поле f8 · черна пешка на черно поле e7 · черна пешка на черно поле b6 · черен топ на черно поле f6 · черна пешка на черно поле a5 · черен топ на черно поле c5 · черна пешка на бяло поле f5 · черен кон на черно поле b4 · бял офицер на бяло поле c4 · черна пешка на бяло поле g4 · бяла дама на черно поле a3 · бяла пешка на бяло поле b3 · черна дама на черно поле c3 · бял офицер на черно поле e3 · бяла пешка на бяло поле a2 · бял кон на черно поле d2 · бяла пешка на черно поле f2 · бяла пешка на бяло поле g2 · бял цар на черно поле c1 · бял топ на бяло поле d1 | черен цар на черно поле f8 · черна пешка на черно поле e7 · черна пешка на черно поле b6 · черен топ на черно поле f6 · черна пешка на черно поле a5 · черен топ на черно поле c5 · черна пешка на бяло поле f5 · черен кон на черно поле b4 · бял офицер на бяло поле c4 · черна пешка на бяло поле g4 · бяла дама на черно поле a3 · бяла пешка на бяло поле b3 · черна дама на черно поле c3 · бял офицер на черно поле e3 · бяла пешка на бяло поле a2 · бял кон на черно поле d2 · бяла пешка на черно поле f2 · бяла пешка на бяло поле g2 · бял цар на черно поле c1 · бял топ на бяло поле d1 | черен цар на черно поле f8 · черна пешка на черно поле e7 · черна пешка на черно поле b6 · черен топ на черно поле f6 · черна пешка на черно поле a5 · черен топ на черно поле c5 · черна пешка на бяло поле f5 · черен кон на черно поле b4 · бял офицер на бяло поле c4 · черна пешка на бяло поле g4 · бяла дама на черно поле a3 · бяла пешка на бяло поле b3 · черна дама на черно поле c3 · бял офицер на черно поле e3 · бяла пешка на бяло поле a2 · бял кон на черно поле d2 · бяла пешка на черно поле f2 · бяла пешка на бяло поле g2 · бял цар на черно поле c1 · бял топ на бяло поле d1 | черен цар на черно поле f8 · черна пешка на черно поле e7 · черна пешка на черно поле b6 · черен топ на черно поле f6 · черна пешка на черно поле a5 · черен топ на черно поле c5 · черна пешка на бяло поле f5 · черен кон на черно поле b4 · бял офицер на бяло поле c4 · черна пешка на бяло поле g4 · бяла дама на черно поле a3 · бяла пешка на бяло поле b3 · черна дама на черно поле c3 · бял офицер на черно поле e3 · бяла пешка на бяло поле a2 · бял кон на черно поле d2 · бяла пешка на черно поле f2 · бяла пешка на бяло поле g2 · бял цар на черно поле c1 · бял топ на бяло поле d1 | черен цар на черно поле f8 · черна пешка на черно поле e7 · черна пешка на черно поле b6 · черен топ на черно поле f6 · черна пешка на черно поле a5 · черен топ на черно поле c5 · черна пешка на бяло поле f5 · черен кон на черно поле b4 · бял офицер на бяло поле c4 · черна пешка на бяло поле g4 · бяла дама на черно поле a3 · бяла пешка на бяло поле b3 · черна дама на черно поле c3 · бял офицер на черно поле e3 · бяла пешка на бяло поле a2 · бял кон на черно поле d2 · бяла пешка на черно поле f2 · бяла пешка на бяло поле g2 · бял цар на черно поле c1 · бял топ на бяло поле d1 | черен цар на черно поле f8 · черна пешка на черно поле e7 · черна пешка на черно поле b6 · черен топ на черно поле f6 · черна пешка на черно поле a5 · черен топ на черно поле c5 · черна пешка на бяло поле f5 · черен кон на черно поле b4 · бял офицер на бяло поле c4 · черна пешка на бяло поле g4 · бяла дама на черно поле a3 · бяла пешка на бяло поле b3 · черна дама на черно поле c3 · бял офицер на черно поле e3 · бяла пешка на бяло поле a2 · бял кон на черно поле d2 · бяла пешка на черно поле f2 · бяла пешка на бяло поле g2 · бял цар на черно поле c1 · бял топ на бяло поле d1 | черен цар на черно поле f8 · черна пешка на черно поле e7 · черна пешка на черно поле b6 · черен топ на черно поле f6 · черна пешка на черно поле a5 · черен топ на черно поле c5 · черна пешка на бяло поле f5 · черен кон на черно поле b4 · бял офицер на бяло поле c4 · черна пешка на бяло поле g4 · бяла дама на черно поле a3 · бяла пешка на бяло поле b3 · черна дама на черно поле c3 · бял офицер на черно поле e3 · бяла пешка на бяло поле a2 · бял кон на черно поле d2 · бяла пешка на черно поле f2 · бяла пешка на бяло поле g2 · бял цар на черно поле c1 · бял топ на бяло поле d1 | черен цар на черно поле f8 · черна пешка на черно поле e7 · черна пешка на черно поле b6 · черен топ на черно поле f6 · черна пешка на черно поле a5 · черен топ на черно поле c5 · черна пешка на бяло поле f5 · черен кон на черно поле b4 · бял офицер на бяло поле c4 · черна пешка на бяло поле g4 · бяла дама на черно поле a3 · бяла пешка на бяло поле b3 · черна дама на черно поле c3 · бял офицер на черно поле e3 · бяла пешка на бяло поле a2 · бял кон на черно поле d2 · бяла пешка на черно поле f2 · бяла пешка на бяло поле g2 · бял цар на черно поле c1 · бял топ на бяло поле d1 | 2 |
| 1 | черен цар на черно поле f8 · черна пешка на черно поле e7 · черна пешка на черно поле b6 · черен топ на черно поле f6 · черна пешка на черно поле a5 · черен топ на черно поле c5 · черна пешка на бяло поле f5 · черен кон на черно поле b4 · бял офицер на бяло поле c4 · черна пешка на бяло поле g4 · бяла дама на черно поле a3 · бяла пешка на бяло поле b3 · черна дама на черно поле c3 · бял офицер на черно поле e3 · бяла пешка на бяло поле a2 · бял кон на черно поле d2 · бяла пешка на черно поле f2 · бяла пешка на бяло поле g2 · бял цар на черно поле c1 · бял топ на бяло поле d1 | черен цар на черно поле f8 · черна пешка на черно поле e7 · черна пешка на черно поле b6 · черен топ на черно поле f6 · черна пешка на черно поле a5 · черен топ на черно поле c5 · черна пешка на бяло поле f5 · черен кон на черно поле b4 · бял офицер на бяло поле c4 · черна пешка на бяло поле g4 · бяла дама на черно поле a3 · бяла пешка на бяло поле b3 · черна дама на черно поле c3 · бял офицер на черно поле e3 · бяла пешка на бяло поле a2 · бял кон на черно поле d2 · бяла пешка на черно поле f2 · бяла пешка на бяло поле g2 · бял цар на черно поле c1 · бял топ на бяло поле d1 | черен цар на черно поле f8 · черна пешка на черно поле e7 · черна пешка на черно поле b6 · черен топ на черно поле f6 · черна пешка на черно поле a5 · черен топ на черно поле c5 · черна пешка на бяло поле f5 · черен кон на черно поле b4 · бял офицер на бяло поле c4 · черна пешка на бяло поле g4 · бяла дама на черно поле a3 · бяла пешка на бяло поле b3 · черна дама на черно поле c3 · бял офицер на черно поле e3 · бяла пешка на бяло поле a2 · бял кон на черно поле d2 · бяла пешка на черно поле f2 · бяла пешка на бяло поле g2 · бял цар на черно поле c1 · бял топ на бяло поле d1 | черен цар на черно поле f8 · черна пешка на черно поле e7 · черна пешка на черно поле b6 · черен топ на черно поле f6 · черна пешка на черно поле a5 · черен топ на черно поле c5 · черна пешка на бяло поле f5 · черен кон на черно поле b4 · бял офицер на бяло поле c4 · черна пешка на бяло поле g4 · бяла дама на черно поле a3 · бяла пешка на бяло поле b3 · черна дама на черно поле c3 · бял офицер на черно поле e3 · бяла пешка на бяло поле a2 · бял кон на черно поле d2 · бяла пешка на черно поле f2 · бяла пешка на бяло поле g2 · бял цар на черно поле c1 · бял топ на бяло поле d1 | черен цар на черно поле f8 · черна пешка на черно поле e7 · черна пешка на черно поле b6 · черен топ на черно поле f6 · черна пешка на черно поле a5 · черен топ на черно поле c5 · черна пешка на бяло поле f5 · черен кон на черно поле b4 · бял офицер на бяло поле c4 · черна пешка на бяло поле g4 · бяла дама на черно поле a3 · бяла пешка на бяло поле b3 · черна дама на черно поле c3 · бял офицер на черно поле e3 · бяла пешка на бяло поле a2 · бял кон на черно поле d2 · бяла пешка на черно поле f2 · бяла пешка на бяло поле g2 · бял цар на черно поле c1 · бял топ на бяло поле d1 | черен цар на черно поле f8 · черна пешка на черно поле e7 · черна пешка на черно поле b6 · черен топ на черно поле f6 · черна пешка на черно поле a5 · черен топ на черно поле c5 · черна пешка на бяло поле f5 · черен кон на черно поле b4 · бял офицер на бяло поле c4 · черна пешка на бяло поле g4 · бяла дама на черно поле a3 · бяла пешка на бяло поле b3 · черна дама на черно поле c3 · бял офицер на черно поле e3 · бяла пешка на бяло поле a2 · бял кон на черно поле d2 · бяла пешка на черно поле f2 · бяла пешка на бяло поле g2 · бял цар на черно поле c1 · бял топ на бяло поле d1 | черен цар на черно поле f8 · черна пешка на черно поле e7 · черна пешка на черно поле b6 · черен топ на черно поле f6 · черна пешка на черно поле a5 · черен топ на черно поле c5 · черна пешка на бяло поле f5 · черен кон на черно поле b4 · бял офицер на бяло поле c4 · черна пешка на бяло поле g4 · бяла дама на черно поле a3 · бяла пешка на бяло поле b3 · черна дама на черно поле c3 · бял офицер на черно поле e3 · бяла пешка на бяло поле a2 · бял кон на черно поле d2 · бяла пешка на черно поле f2 · бяла пешка на бяло поле g2 · бял цар на черно поле c1 · бял топ на бяло поле d1 | черен цар на черно поле f8 · черна пешка на черно поле e7 · черна пешка на черно поле b6 · черен топ на черно поле f6 · черна пешка на черно поле a5 · черен топ на черно поле c5 · черна пешка на бяло поле f5 · черен кон на черно поле b4 · бял офицер на бяло поле c4 · черна пешка на бяло поле g4 · бяла дама на черно поле a3 · бяла пешка на бяло поле b3 · черна дама на черно поле c3 · бял офицер на черно поле e3 · бяла пешка на бяло поле a2 · бял кон на черно поле d2 · бяла пешка на черно поле f2 · бяла пешка на бяло поле g2 · бял цар на черно поле c1 · бял топ на бяло поле d1 | 1 |
|   | a | b | c | d | e | f | g | h |   |

|   | a | b | c | d | e | f | g | h |   |
| 8 | черен топ на черно поле d8 · черен цар на бяло поле g8 · черна дама на черно поле c7 · черна пешка на черно поле e7 · черна пешка на бяло поле h7 · черна пешка на черно поле f6 · черна пешка на бяло поле g6 · черна пешка на черно поле c5 · бяла пешка на черно поле e5 · бяла дама на бяло поле c4 · черен кон на черно поле d4 · бяла пешка на черно поле f4 · бяла пешка на черно поле h4 · бял топ на бяло поле b3 · бяла пешка на бяло поле h3 · бял офицер на бяло поле g2 · бял цар на черно поле h2 · бял офицер на черно поле a1 | черен топ на черно поле d8 · черен цар на бяло поле g8 · черна дама на черно поле c7 · черна пешка на черно поле e7 · черна пешка на бяло поле h7 · черна пешка на черно поле f6 · черна пешка на бяло поле g6 · черна пешка на черно поле c5 · бяла пешка на черно поле e5 · бяла дама на бяло поле c4 · черен кон на черно поле d4 · бяла пешка на черно поле f4 · бяла пешка на черно поле h4 · бял топ на бяло поле b3 · бяла пешка на бяло поле h3 · бял офицер на бяло поле g2 · бял цар на черно поле h2 · бял офицер на черно поле a1 | черен топ на черно поле d8 · черен цар на бяло поле g8 · черна дама на черно поле c7 · черна пешка на черно поле e7 · черна пешка на бяло поле h7 · черна пешка на черно поле f6 · черна пешка на бяло поле g6 · черна пешка на черно поле c5 · бяла пешка на черно поле e5 · бяла дама на бяло поле c4 · черен кон на черно поле d4 · бяла пешка на черно поле f4 · бяла пешка на черно поле h4 · бял топ на бяло поле b3 · бяла пешка на бяло поле h3 · бял офицер на бяло поле g2 · бял цар на черно поле h2 · бял офицер на черно поле a1 | черен топ на черно поле d8 · черен цар на бяло поле g8 · черна дама на черно поле c7 · черна пешка на черно поле e7 · черна пешка на бяло поле h7 · черна пешка на черно поле f6 · черна пешка на бяло поле g6 · черна пешка на черно поле c5 · бяла пешка на черно поле e5 · бяла дама на бяло поле c4 · черен кон на черно поле d4 · бяла пешка на черно поле f4 · бяла пешка на черно поле h4 · бял топ на бяло поле b3 · бяла пешка на бяло поле h3 · бял офицер на бяло поле g2 · бял цар на черно поле h2 · бял офицер на черно поле a1 | черен топ на черно поле d8 · черен цар на бяло поле g8 · черна дама на черно поле c7 · черна пешка на черно поле e7 · черна пешка на бяло поле h7 · черна пешка на черно поле f6 · черна пешка на бяло поле g6 · черна пешка на черно поле c5 · бяла пешка на черно поле e5 · бяла дама на бяло поле c4 · черен кон на черно поле d4 · бяла пешка на черно поле f4 · бяла пешка на черно поле h4 · бял топ на бяло поле b3 · бяла пешка на бяло поле h3 · бял офицер на бяло поле g2 · бял цар на черно поле h2 · бял офицер на черно поле a1 | черен топ на черно поле d8 · черен цар на бяло поле g8 · черна дама на черно поле c7 · черна пешка на черно поле e7 · черна пешка на бяло поле h7 · черна пешка на черно поле f6 · черна пешка на бяло поле g6 · черна пешка на черно поле c5 · бяла пешка на черно поле e5 · бяла дама на бяло поле c4 · черен кон на черно поле d4 · бяла пешка на черно поле f4 · бяла пешка на черно поле h4 · бял топ на бяло поле b3 · бяла пешка на бяло поле h3 · бял офицер на бяло поле g2 · бял цар на черно поле h2 · бял офицер на черно поле a1 | черен топ на черно поле d8 · черен цар на бяло поле g8 · черна дама на черно поле c7 · черна пешка на черно поле e7 · черна пешка на бяло поле h7 · черна пешка на черно поле f6 · черна пешка на бяло поле g6 · черна пешка на черно поле c5 · бяла пешка на черно поле e5 · бяла дама на бяло поле c4 · черен кон на черно поле d4 · бяла пешка на черно поле f4 · бяла пешка на черно поле h4 · бял топ на бяло поле b3 · бяла пешка на бяло поле h3 · бял офицер на бяло поле g2 · бял цар на черно поле h2 · бял офицер на черно поле a1 | черен топ на черно поле d8 · черен цар на бяло поле g8 · черна дама на черно поле c7 · черна пешка на черно поле e7 · черна пешка на бяло поле h7 · черна пешка на черно поле f6 · черна пешка на бяло поле g6 · черна пешка на черно поле c5 · бяла пешка на черно поле e5 · бяла дама на бяло поле c4 · черен кон на черно поле d4 · бяла пешка на черно поле f4 · бяла пешка на черно поле h4 · бял топ на бяло поле b3 · бяла пешка на бяло поле h3 · бял офицер на бяло поле g2 · бял цар на черно поле h2 · бял офицер на черно поле a1 | 8 |
| 7 | черен топ на черно поле d8 · черен цар на бяло поле g8 · черна дама на черно поле c7 · черна пешка на черно поле e7 · черна пешка на бяло поле h7 · черна пешка на черно поле f6 · черна пешка на бяло поле g6 · черна пешка на черно поле c5 · бяла пешка на черно поле e5 · бяла дама на бяло поле c4 · черен кон на черно поле d4 · бяла пешка на черно поле f4 · бяла пешка на черно поле h4 · бял топ на бяло поле b3 · бяла пешка на бяло поле h3 · бял офицер на бяло поле g2 · бял цар на черно поле h2 · бял офицер на черно поле a1 | черен топ на черно поле d8 · черен цар на бяло поле g8 · черна дама на черно поле c7 · черна пешка на черно поле e7 · черна пешка на бяло поле h7 · черна пешка на черно поле f6 · черна пешка на бяло поле g6 · черна пешка на черно поле c5 · бяла пешка на черно поле e5 · бяла дама на бяло поле c4 · черен кон на черно поле d4 · бяла пешка на черно поле f4 · бяла пешка на черно поле h4 · бял топ на бяло поле b3 · бяла пешка на бяло поле h3 · бял офицер на бяло поле g2 · бял цар на черно поле h2 · бял офицер на черно поле a1 | черен топ на черно поле d8 · черен цар на бяло поле g8 · черна дама на черно поле c7 · черна пешка на черно поле e7 · черна пешка на бяло поле h7 · черна пешка на черно поле f6 · черна пешка на бяло поле g6 · черна пешка на черно поле c5 · бяла пешка на черно поле e5 · бяла дама на бяло поле c4 · черен кон на черно поле d4 · бяла пешка на черно поле f4 · бяла пешка на черно поле h4 · бял топ на бяло поле b3 · бяла пешка на бяло поле h3 · бял офицер на бяло поле g2 · бял цар на черно поле h2 · бял офицер на черно поле a1 | черен топ на черно поле d8 · черен цар на бяло поле g8 · черна дама на черно поле c7 · черна пешка на черно поле e7 · черна пешка на бяло поле h7 · черна пешка на черно поле f6 · черна пешка на бяло поле g6 · черна пешка на черно поле c5 · бяла пешка на черно поле e5 · бяла дама на бяло поле c4 · черен кон на черно поле d4 · бяла пешка на черно поле f4 · бяла пешка на черно поле h4 · бял топ на бяло поле b3 · бяла пешка на бяло поле h3 · бял офицер на бяло поле g2 · бял цар на черно поле h2 · бял офицер на черно поле a1 | черен топ на черно поле d8 · черен цар на бяло поле g8 · черна дама на черно поле c7 · черна пешка на черно поле e7 · черна пешка на бяло поле h7 · черна пешка на черно поле f6 · черна пешка на бяло поле g6 · черна пешка на черно поле c5 · бяла пешка на черно поле e5 · бяла дама на бяло поле c4 · черен кон на черно поле d4 · бяла пешка на черно поле f4 · бяла пешка на черно поле h4 · бял топ на бяло поле b3 · бяла пешка на бяло поле h3 · бял офицер на бяло поле g2 · бял цар на черно поле h2 · бял офицер на черно поле a1 | черен топ на черно поле d8 · черен цар на бяло поле g8 · черна дама на черно поле c7 · черна пешка на черно поле e7 · черна пешка на бяло поле h7 · черна пешка на черно поле f6 · черна пешка на бяло поле g6 · черна пешка на черно поле c5 · бяла пешка на черно поле e5 · бяла дама на бяло поле c4 · черен кон на черно поле d4 · бяла пешка на черно поле f4 · бяла пешка на черно поле h4 · бял топ на бяло поле b3 · бяла пешка на бяло поле h3 · бял офицер на бяло поле g2 · бял цар на черно поле h2 · бял офицер на черно поле a1 | черен топ на черно поле d8 · черен цар на бяло поле g8 · черна дама на черно поле c7 · черна пешка на черно поле e7 · черна пешка на бяло поле h7 · черна пешка на черно поле f6 · черна пешка на бяло поле g6 · черна пешка на черно поле c5 · бяла пешка на черно поле e5 · бяла дама на бяло поле c4 · черен кон на черно поле d4 · бяла пешка на черно поле f4 · бяла пешка на черно поле h4 · бял топ на бяло поле b3 · бяла пешка на бяло поле h3 · бял офицер на бяло поле g2 · бял цар на черно поле h2 · бял офицер на черно поле a1 | черен топ на черно поле d8 · черен цар на бяло поле g8 · черна дама на черно поле c7 · черна пешка на черно поле e7 · черна пешка на бяло поле h7 · черна пешка на черно поле f6 · черна пешка на бяло поле g6 · черна пешка на черно поле c5 · бяла пешка на черно поле e5 · бяла дама на бяло поле c4 · черен кон на черно поле d4 · бяла пешка на черно поле f4 · бяла пешка на черно поле h4 · бял топ на бяло поле b3 · бяла пешка на бяло поле h3 · бял офицер на бяло поле g2 · бял цар на черно поле h2 · бял офицер на черно поле a1 | 7 |
| 6 | черен топ на черно поле d8 · черен цар на бяло поле g8 · черна дама на черно поле c7 · черна пешка на черно поле e7 · черна пешка на бяло поле h7 · черна пешка на черно поле f6 · черна пешка на бяло поле g6 · черна пешка на черно поле c5 · бяла пешка на черно поле e5 · бяла дама на бяло поле c4 · черен кон на черно поле d4 · бяла пешка на черно поле f4 · бяла пешка на черно поле h4 · бял топ на бяло поле b3 · бяла пешка на бяло поле h3 · бял офицер на бяло поле g2 · бял цар на черно поле h2 · бял офицер на черно поле a1 | черен топ на черно поле d8 · черен цар на бяло поле g8 · черна дама на черно поле c7 · черна пешка на черно поле e7 · черна пешка на бяло поле h7 · черна пешка на черно поле f6 · черна пешка на бяло поле g6 · черна пешка на черно поле c5 · бяла пешка на черно поле e5 · бяла дама на бяло поле c4 · черен кон на черно поле d4 · бяла пешка на черно поле f4 · бяла пешка на черно поле h4 · бял топ на бяло поле b3 · бяла пешка на бяло поле h3 · бял офицер на бяло поле g2 · бял цар на черно поле h2 · бял офицер на черно поле a1 | черен топ на черно поле d8 · черен цар на бяло поле g8 · черна дама на черно поле c7 · черна пешка на черно поле e7 · черна пешка на бяло поле h7 · черна пешка на черно поле f6 · черна пешка на бяло поле g6 · черна пешка на черно поле c5 · бяла пешка на черно поле e5 · бяла дама на бяло поле c4 · черен кон на черно поле d4 · бяла пешка на черно поле f4 · бяла пешка на черно поле h4 · бял топ на бяло поле b3 · бяла пешка на бяло поле h3 · бял офицер на бяло поле g2 · бял цар на черно поле h2 · бял офицер на черно поле a1 | черен топ на черно поле d8 · черен цар на бяло поле g8 · черна дама на черно поле c7 · черна пешка на черно поле e7 · черна пешка на бяло поле h7 · черна пешка на черно поле f6 · черна пешка на бяло поле g6 · черна пешка на черно поле c5 · бяла пешка на черно поле e5 · бяла дама на бяло поле c4 · черен кон на черно поле d4 · бяла пешка на черно поле f4 · бяла пешка на черно поле h4 · бял топ на бяло поле b3 · бяла пешка на бяло поле h3 · бял офицер на бяло поле g2 · бял цар на черно поле h2 · бял офицер на черно поле a1 | черен топ на черно поле d8 · черен цар на бяло поле g8 · черна дама на черно поле c7 · черна пешка на черно поле e7 · черна пешка на бяло поле h7 · черна пешка на черно поле f6 · черна пешка на бяло поле g6 · черна пешка на черно поле c5 · бяла пешка на черно поле e5 · бяла дама на бяло поле c4 · черен кон на черно поле d4 · бяла пешка на черно поле f4 · бяла пешка на черно поле h4 · бял топ на бяло поле b3 · бяла пешка на бяло поле h3 · бял офицер на бяло поле g2 · бял цар на черно поле h2 · бял офицер на черно поле a1 | черен топ на черно поле d8 · черен цар на бяло поле g8 · черна дама на черно поле c7 · черна пешка на черно поле e7 · черна пешка на бяло поле h7 · черна пешка на черно поле f6 · черна пешка на бяло поле g6 · черна пешка на черно поле c5 · бяла пешка на черно поле e5 · бяла дама на бяло поле c4 · черен кон на черно поле d4 · бяла пешка на черно поле f4 · бяла пешка на черно поле h4 · бял топ на бяло поле b3 · бяла пешка на бяло поле h3 · бял офицер на бяло поле g2 · бял цар на черно поле h2 · бял офицер на черно поле a1 | черен топ на черно поле d8 · черен цар на бяло поле g8 · черна дама на черно поле c7 · черна пешка на черно поле e7 · черна пешка на бяло поле h7 · черна пешка на черно поле f6 · черна пешка на бяло поле g6 · черна пешка на черно поле c5 · бяла пешка на черно поле e5 · бяла дама на бяло поле c4 · черен кон на черно поле d4 · бяла пешка на черно поле f4 · бяла пешка на черно поле h4 · бял топ на бяло поле b3 · бяла пешка на бяло поле h3 · бял офицер на бяло поле g2 · бял цар на черно поле h2 · бял офицер на черно поле a1 | черен топ на черно поле d8 · черен цар на бяло поле g8 · черна дама на черно поле c7 · черна пешка на черно поле e7 · черна пешка на бяло поле h7 · черна пешка на черно поле f6 · черна пешка на бяло поле g6 · черна пешка на черно поле c5 · бяла пешка на черно поле e5 · бяла дама на бяло поле c4 · черен кон на черно поле d4 · бяла пешка на черно поле f4 · бяла пешка на черно поле h4 · бял топ на бяло поле b3 · бяла пешка на бяло поле h3 · бял офицер на бяло поле g2 · бял цар на черно поле h2 · бял офицер на черно поле a1 | 6 |
| 5 | черен топ на черно поле d8 · черен цар на бяло поле g8 · черна дама на черно поле c7 · черна пешка на черно поле e7 · черна пешка на бяло поле h7 · черна пешка на черно поле f6 · черна пешка на бяло поле g6 · черна пешка на черно поле c5 · бяла пешка на черно поле e5 · бяла дама на бяло поле c4 · черен кон на черно поле d4 · бяла пешка на черно поле f4 · бяла пешка на черно поле h4 · бял топ на бяло поле b3 · бяла пешка на бяло поле h3 · бял офицер на бяло поле g2 · бял цар на черно поле h2 · бял офицер на черно поле a1 | черен топ на черно поле d8 · черен цар на бяло поле g8 · черна дама на черно поле c7 · черна пешка на черно поле e7 · черна пешка на бяло поле h7 · черна пешка на черно поле f6 · черна пешка на бяло поле g6 · черна пешка на черно поле c5 · бяла пешка на черно поле e5 · бяла дама на бяло поле c4 · черен кон на черно поле d4 · бяла пешка на черно поле f4 · бяла пешка на черно поле h4 · бял топ на бяло поле b3 · бяла пешка на бяло поле h3 · бял офицер на бяло поле g2 · бял цар на черно поле h2 · бял офицер на черно поле a1 | черен топ на черно поле d8 · черен цар на бяло поле g8 · черна дама на черно поле c7 · черна пешка на черно поле e7 · черна пешка на бяло поле h7 · черна пешка на черно поле f6 · черна пешка на бяло поле g6 · черна пешка на черно поле c5 · бяла пешка на черно поле e5 · бяла дама на бяло поле c4 · черен кон на черно поле d4 · бяла пешка на черно поле f4 · бяла пешка на черно поле h4 · бял топ на бяло поле b3 · бяла пешка на бяло поле h3 · бял офицер на бяло поле g2 · бял цар на черно поле h2 · бял офицер на черно поле a1 | черен топ на черно поле d8 · черен цар на бяло поле g8 · черна дама на черно поле c7 · черна пешка на черно поле e7 · черна пешка на бяло поле h7 · черна пешка на черно поле f6 · черна пешка на бяло поле g6 · черна пешка на черно поле c5 · бяла пешка на черно поле e5 · бяла дама на бяло поле c4 · черен кон на черно поле d4 · бяла пешка на черно поле f4 · бяла пешка на черно поле h4 · бял топ на бяло поле b3 · бяла пешка на бяло поле h3 · бял офицер на бяло поле g2 · бял цар на черно поле h2 · бял офицер на черно поле a1 | черен топ на черно поле d8 · черен цар на бяло поле g8 · черна дама на черно поле c7 · черна пешка на черно поле e7 · черна пешка на бяло поле h7 · черна пешка на черно поле f6 · черна пешка на бяло поле g6 · черна пешка на черно поле c5 · бяла пешка на черно поле e5 · бяла дама на бяло поле c4 · черен кон на черно поле d4 · бяла пешка на черно поле f4 · бяла пешка на черно поле h4 · бял топ на бяло поле b3 · бяла пешка на бяло поле h3 · бял офицер на бяло поле g2 · бял цар на черно поле h2 · бял офицер на черно поле a1 | черен топ на черно поле d8 · черен цар на бяло поле g8 · черна дама на черно поле c7 · черна пешка на черно поле e7 · черна пешка на бяло поле h7 · черна пешка на черно поле f6 · черна пешка на бяло поле g6 · черна пешка на черно поле c5 · бяла пешка на черно поле e5 · бяла дама на бяло поле c4 · черен кон на черно поле d4 · бяла пешка на черно поле f4 · бяла пешка на черно поле h4 · бял топ на бяло поле b3 · бяла пешка на бяло поле h3 · бял офицер на бяло поле g2 · бял цар на черно поле h2 · бял офицер на черно поле a1 | черен топ на черно поле d8 · черен цар на бяло поле g8 · черна дама на черно поле c7 · черна пешка на черно поле e7 · черна пешка на бяло поле h7 · черна пешка на черно поле f6 · черна пешка на бяло поле g6 · черна пешка на черно поле c5 · бяла пешка на черно поле e5 · бяла дама на бяло поле c4 · черен кон на черно поле d4 · бяла пешка на черно поле f4 · бяла пешка на черно поле h4 · бял топ на бяло поле b3 · бяла пешка на бяло поле h3 · бял офицер на бяло поле g2 · бял цар на черно поле h2 · бял офицер на черно поле a1 | черен топ на черно поле d8 · черен цар на бяло поле g8 · черна дама на черно поле c7 · черна пешка на черно поле e7 · черна пешка на бяло поле h7 · черна пешка на черно поле f6 · черна пешка на бяло поле g6 · черна пешка на черно поле c5 · бяла пешка на черно поле e5 · бяла дама на бяло поле c4 · черен кон на черно поле d4 · бяла пешка на черно поле f4 · бяла пешка на черно поле h4 · бял топ на бяло поле b3 · бяла пешка на бяло поле h3 · бял офицер на бяло поле g2 · бял цар на черно поле h2 · бял офицер на черно поле a1 | 5 |
| 4 | черен топ на черно поле d8 · черен цар на бяло поле g8 · черна дама на черно поле c7 · черна пешка на черно поле e7 · черна пешка на бяло поле h7 · черна пешка на черно поле f6 · черна пешка на бяло поле g6 · черна пешка на черно поле c5 · бяла пешка на черно поле e5 · бяла дама на бяло поле c4 · черен кон на черно поле d4 · бяла пешка на черно поле f4 · бяла пешка на черно поле h4 · бял топ на бяло поле b3 · бяла пешка на бяло поле h3 · бял офицер на бяло поле g2 · бял цар на черно поле h2 · бял офицер на черно поле a1 | черен топ на черно поле d8 · черен цар на бяло поле g8 · черна дама на черно поле c7 · черна пешка на черно поле e7 · черна пешка на бяло поле h7 · черна пешка на черно поле f6 · черна пешка на бяло поле g6 · черна пешка на черно поле c5 · бяла пешка на черно поле e5 · бяла дама на бяло поле c4 · черен кон на черно поле d4 · бяла пешка на черно поле f4 · бяла пешка на черно поле h4 · бял топ на бяло поле b3 · бяла пешка на бяло поле h3 · бял офицер на бяло поле g2 · бял цар на черно поле h2 · бял офицер на черно поле a1 | черен топ на черно поле d8 · черен цар на бяло поле g8 · черна дама на черно поле c7 · черна пешка на черно поле e7 · черна пешка на бяло поле h7 · черна пешка на черно поле f6 · черна пешка на бяло поле g6 · черна пешка на черно поле c5 · бяла пешка на черно поле e5 · бяла дама на бяло поле c4 · черен кон на черно поле d4 · бяла пешка на черно поле f4 · бяла пешка на черно поле h4 · бял топ на бяло поле b3 · бяла пешка на бяло поле h3 · бял офицер на бяло поле g2 · бял цар на черно поле h2 · бял офицер на черно поле a1 | черен топ на черно поле d8 · черен цар на бяло поле g8 · черна дама на черно поле c7 · черна пешка на черно поле e7 · черна пешка на бяло поле h7 · черна пешка на черно поле f6 · черна пешка на бяло поле g6 · черна пешка на черно поле c5 · бяла пешка на черно поле e5 · бяла дама на бяло поле c4 · черен кон на черно поле d4 · бяла пешка на черно поле f4 · бяла пешка на черно поле h4 · бял топ на бяло поле b3 · бяла пешка на бяло поле h3 · бял офицер на бяло поле g2 · бял цар на черно поле h2 · бял офицер на черно поле a1 | черен топ на черно поле d8 · черен цар на бяло поле g8 · черна дама на черно поле c7 · черна пешка на черно поле e7 · черна пешка на бяло поле h7 · черна пешка на черно поле f6 · черна пешка на бяло поле g6 · черна пешка на черно поле c5 · бяла пешка на черно поле e5 · бяла дама на бяло поле c4 · черен кон на черно поле d4 · бяла пешка на черно поле f4 · бяла пешка на черно поле h4 · бял топ на бяло поле b3 · бяла пешка на бяло поле h3 · бял офицер на бяло поле g2 · бял цар на черно поле h2 · бял офицер на черно поле a1 | черен топ на черно поле d8 · черен цар на бяло поле g8 · черна дама на черно поле c7 · черна пешка на черно поле e7 · черна пешка на бяло поле h7 · черна пешка на черно поле f6 · черна пешка на бяло поле g6 · черна пешка на черно поле c5 · бяла пешка на черно поле e5 · бяла дама на бяло поле c4 · черен кон на черно поле d4 · бяла пешка на черно поле f4 · бяла пешка на черно поле h4 · бял топ на бяло поле b3 · бяла пешка на бяло поле h3 · бял офицер на бяло поле g2 · бял цар на черно поле h2 · бял офицер на черно поле a1 | черен топ на черно поле d8 · черен цар на бяло поле g8 · черна дама на черно поле c7 · черна пешка на черно поле e7 · черна пешка на бяло поле h7 · черна пешка на черно поле f6 · черна пешка на бяло поле g6 · черна пешка на черно поле c5 · бяла пешка на черно поле e5 · бяла дама на бяло поле c4 · черен кон на черно поле d4 · бяла пешка на черно поле f4 · бяла пешка на черно поле h4 · бял топ на бяло поле b3 · бяла пешка на бяло поле h3 · бял офицер на бяло поле g2 · бял цар на черно поле h2 · бял офицер на черно поле a1 | черен топ на черно поле d8 · черен цар на бяло поле g8 · черна дама на черно поле c7 · черна пешка на черно поле e7 · черна пешка на бяло поле h7 · черна пешка на черно поле f6 · черна пешка на бяло поле g6 · черна пешка на черно поле c5 · бяла пешка на черно поле e5 · бяла дама на бяло поле c4 · черен кон на черно поле d4 · бяла пешка на черно поле f4 · бяла пешка на черно поле h4 · бял топ на бяло поле b3 · бяла пешка на бяло поле h3 · бял офицер на бяло поле g2 · бял цар на черно поле h2 · бял офицер на черно поле a1 | 4 |
| 3 | черен топ на черно поле d8 · черен цар на бяло поле g8 · черна дама на черно поле c7 · черна пешка на черно поле e7 · черна пешка на бяло поле h7 · черна пешка на черно поле f6 · черна пешка на бяло поле g6 · черна пешка на черно поле c5 · бяла пешка на черно поле e5 · бяла дама на бяло поле c4 · черен кон на черно поле d4 · бяла пешка на черно поле f4 · бяла пешка на черно поле h4 · бял топ на бяло поле b3 · бяла пешка на бяло поле h3 · бял офицер на бяло поле g2 · бял цар на черно поле h2 · бял офицер на черно поле a1 | черен топ на черно поле d8 · черен цар на бяло поле g8 · черна дама на черно поле c7 · черна пешка на черно поле e7 · черна пешка на бяло поле h7 · черна пешка на черно поле f6 · черна пешка на бяло поле g6 · черна пешка на черно поле c5 · бяла пешка на черно поле e5 · бяла дама на бяло поле c4 · черен кон на черно поле d4 · бяла пешка на черно поле f4 · бяла пешка на черно поле h4 · бял топ на бяло поле b3 · бяла пешка на бяло поле h3 · бял офицер на бяло поле g2 · бял цар на черно поле h2 · бял офицер на черно поле a1 | черен топ на черно поле d8 · черен цар на бяло поле g8 · черна дама на черно поле c7 · черна пешка на черно поле e7 · черна пешка на бяло поле h7 · черна пешка на черно поле f6 · черна пешка на бяло поле g6 · черна пешка на черно поле c5 · бяла пешка на черно поле e5 · бяла дама на бяло поле c4 · черен кон на черно поле d4 · бяла пешка на черно поле f4 · бяла пешка на черно поле h4 · бял топ на бяло поле b3 · бяла пешка на бяло поле h3 · бял офицер на бяло поле g2 · бял цар на черно поле h2 · бял офицер на черно поле a1 | черен топ на черно поле d8 · черен цар на бяло поле g8 · черна дама на черно поле c7 · черна пешка на черно поле e7 · черна пешка на бяло поле h7 · черна пешка на черно поле f6 · черна пешка на бяло поле g6 · черна пешка на черно поле c5 · бяла пешка на черно поле e5 · бяла дама на бяло поле c4 · черен кон на черно поле d4 · бяла пешка на черно поле f4 · бяла пешка на черно поле h4 · бял топ на бяло поле b3 · бяла пешка на бяло поле h3 · бял офицер на бяло поле g2 · бял цар на черно поле h2 · бял офицер на черно поле a1 | черен топ на черно поле d8 · черен цар на бяло поле g8 · черна дама на черно поле c7 · черна пешка на черно поле e7 · черна пешка на бяло поле h7 · черна пешка на черно поле f6 · черна пешка на бяло поле g6 · черна пешка на черно поле c5 · бяла пешка на черно поле e5 · бяла дама на бяло поле c4 · черен кон на черно поле d4 · бяла пешка на черно поле f4 · бяла пешка на черно поле h4 · бял топ на бяло поле b3 · бяла пешка на бяло поле h3 · бял офицер на бяло поле g2 · бял цар на черно поле h2 · бял офицер на черно поле a1 | черен топ на черно поле d8 · черен цар на бяло поле g8 · черна дама на черно поле c7 · черна пешка на черно поле e7 · черна пешка на бяло поле h7 · черна пешка на черно поле f6 · черна пешка на бяло поле g6 · черна пешка на черно поле c5 · бяла пешка на черно поле e5 · бяла дама на бяло поле c4 · черен кон на черно поле d4 · бяла пешка на черно поле f4 · бяла пешка на черно поле h4 · бял топ на бяло поле b3 · бяла пешка на бяло поле h3 · бял офицер на бяло поле g2 · бял цар на черно поле h2 · бял офицер на черно поле a1 | черен топ на черно поле d8 · черен цар на бяло поле g8 · черна дама на черно поле c7 · черна пешка на черно поле e7 · черна пешка на бяло поле h7 · черна пешка на черно поле f6 · черна пешка на бяло поле g6 · черна пешка на черно поле c5 · бяла пешка на черно поле e5 · бяла дама на бяло поле c4 · черен кон на черно поле d4 · бяла пешка на черно поле f4 · бяла пешка на черно поле h4 · бял топ на бяло поле b3 · бяла пешка на бяло поле h3 · бял офицер на бяло поле g2 · бял цар на черно поле h2 · бял офицер на черно поле a1 | черен топ на черно поле d8 · черен цар на бяло поле g8 · черна дама на черно поле c7 · черна пешка на черно поле e7 · черна пешка на бяло поле h7 · черна пешка на черно поле f6 · черна пешка на бяло поле g6 · черна пешка на черно поле c5 · бяла пешка на черно поле e5 · бяла дама на бяло поле c4 · черен кон на черно поле d4 · бяла пешка на черно поле f4 · бяла пешка на черно поле h4 · бял топ на бяло поле b3 · бяла пешка на бяло поле h3 · бял офицер на бяло поле g2 · бял цар на черно поле h2 · бял офицер на черно поле a1 | 3 |
| 2 | черен топ на черно поле d8 · черен цар на бяло поле g8 · черна дама на черно поле c7 · черна пешка на черно поле e7 · черна пешка на бяло поле h7 · черна пешка на черно поле f6 · черна пешка на бяло поле g6 · черна пешка на черно поле c5 · бяла пешка на черно поле e5 · бяла дама на бяло поле c4 · черен кон на черно поле d4 · бяла пешка на черно поле f4 · бяла пешка на черно поле h4 · бял топ на бяло поле b3 · бяла пешка на бяло поле h3 · бял офицер на бяло поле g2 · бял цар на черно поле h2 · бял офицер на черно поле a1 | черен топ на черно поле d8 · черен цар на бяло поле g8 · черна дама на черно поле c7 · черна пешка на черно поле e7 · черна пешка на бяло поле h7 · черна пешка на черно поле f6 · черна пешка на бяло поле g6 · черна пешка на черно поле c5 · бяла пешка на черно поле e5 · бяла дама на бяло поле c4 · черен кон на черно поле d4 · бяла пешка на черно поле f4 · бяла пешка на черно поле h4 · бял топ на бяло поле b3 · бяла пешка на бяло поле h3 · бял офицер на бяло поле g2 · бял цар на черно поле h2 · бял офицер на черно поле a1 | черен топ на черно поле d8 · черен цар на бяло поле g8 · черна дама на черно поле c7 · черна пешка на черно поле e7 · черна пешка на бяло поле h7 · черна пешка на черно поле f6 · черна пешка на бяло поле g6 · черна пешка на черно поле c5 · бяла пешка на черно поле e5 · бяла дама на бяло поле c4 · черен кон на черно поле d4 · бяла пешка на черно поле f4 · бяла пешка на черно поле h4 · бял топ на бяло поле b3 · бяла пешка на бяло поле h3 · бял офицер на бяло поле g2 · бял цар на черно поле h2 · бял офицер на черно поле a1 | черен топ на черно поле d8 · черен цар на бяло поле g8 · черна дама на черно поле c7 · черна пешка на черно поле e7 · черна пешка на бяло поле h7 · черна пешка на черно поле f6 · черна пешка на бяло поле g6 · черна пешка на черно поле c5 · бяла пешка на черно поле e5 · бяла дама на бяло поле c4 · черен кон на черно поле d4 · бяла пешка на черно поле f4 · бяла пешка на черно поле h4 · бял топ на бяло поле b3 · бяла пешка на бяло поле h3 · бял офицер на бяло поле g2 · бял цар на черно поле h2 · бял офицер на черно поле a1 | черен топ на черно поле d8 · черен цар на бяло поле g8 · черна дама на черно поле c7 · черна пешка на черно поле e7 · черна пешка на бяло поле h7 · черна пешка на черно поле f6 · черна пешка на бяло поле g6 · черна пешка на черно поле c5 · бяла пешка на черно поле e5 · бяла дама на бяло поле c4 · черен кон на черно поле d4 · бяла пешка на черно поле f4 · бяла пешка на черно поле h4 · бял топ на бяло поле b3 · бяла пешка на бяло поле h3 · бял офицер на бяло поле g2 · бял цар на черно поле h2 · бял офицер на черно поле a1 | черен топ на черно поле d8 · черен цар на бяло поле g8 · черна дама на черно поле c7 · черна пешка на черно поле e7 · черна пешка на бяло поле h7 · черна пешка на черно поле f6 · черна пешка на бяло поле g6 · черна пешка на черно поле c5 · бяла пешка на черно поле e5 · бяла дама на бяло поле c4 · черен кон на черно поле d4 · бяла пешка на черно поле f4 · бяла пешка на черно поле h4 · бял топ на бяло поле b3 · бяла пешка на бяло поле h3 · бял офицер на бяло поле g2 · бял цар на черно поле h2 · бял офицер на черно поле a1 | черен топ на черно поле d8 · черен цар на бяло поле g8 · черна дама на черно поле c7 · черна пешка на черно поле e7 · черна пешка на бяло поле h7 · черна пешка на черно поле f6 · черна пешка на бяло поле g6 · черна пешка на черно поле c5 · бяла пешка на черно поле e5 · бяла дама на бяло поле c4 · черен кон на черно поле d4 · бяла пешка на черно поле f4 · бяла пешка на черно поле h4 · бял топ на бяло поле b3 · бяла пешка на бяло поле h3 · бял офицер на бяло поле g2 · бял цар на черно поле h2 · бял офицер на черно поле a1 | черен топ на черно поле d8 · черен цар на бяло поле g8 · черна дама на черно поле c7 · черна пешка на черно поле e7 · черна пешка на бяло поле h7 · черна пешка на черно поле f6 · черна пешка на бяло поле g6 · черна пешка на черно поле c5 · бяла пешка на черно поле e5 · бяла дама на бяло поле c4 · черен кон на черно поле d4 · бяла пешка на черно поле f4 · бяла пешка на черно поле h4 · бял топ на бяло поле b3 · бяла пешка на бяло поле h3 · бял офицер на бяло поле g2 · бял цар на черно поле h2 · бял офицер на черно поле a1 | 2 |
| 1 | черен топ на черно поле d8 · черен цар на бяло поле g8 · черна дама на черно поле c7 · черна пешка на черно поле e7 · черна пешка на бяло поле h7 · черна пешка на черно поле f6 · черна пешка на бяло поле g6 · черна пешка на черно поле c5 · бяла пешка на черно поле e5 · бяла дама на бяло поле c4 · черен кон на черно поле d4 · бяла пешка на черно поле f4 · бяла пешка на черно поле h4 · бял топ на бяло поле b3 · бяла пешка на бяло поле h3 · бял офицер на бяло поле g2 · бял цар на черно поле h2 · бял офицер на черно поле a1 | черен топ на черно поле d8 · черен цар на бяло поле g8 · черна дама на черно поле c7 · черна пешка на черно поле e7 · черна пешка на бяло поле h7 · черна пешка на черно поле f6 · черна пешка на бяло поле g6 · черна пешка на черно поле c5 · бяла пешка на черно поле e5 · бяла дама на бяло поле c4 · черен кон на черно поле d4 · бяла пешка на черно поле f4 · бяла пешка на черно поле h4 · бял топ на бяло поле b3 · бяла пешка на бяло поле h3 · бял офицер на бяло поле g2 · бял цар на черно поле h2 · бял офицер на черно поле a1 | черен топ на черно поле d8 · черен цар на бяло поле g8 · черна дама на черно поле c7 · черна пешка на черно поле e7 · черна пешка на бяло поле h7 · черна пешка на черно поле f6 · черна пешка на бяло поле g6 · черна пешка на черно поле c5 · бяла пешка на черно поле e5 · бяла дама на бяло поле c4 · черен кон на черно поле d4 · бяла пешка на черно поле f4 · бяла пешка на черно поле h4 · бял топ на бяло поле b3 · бяла пешка на бяло поле h3 · бял офицер на бяло поле g2 · бял цар на черно поле h2 · бял офицер на черно поле a1 | черен топ на черно поле d8 · черен цар на бяло поле g8 · черна дама на черно поле c7 · черна пешка на черно поле e7 · черна пешка на бяло поле h7 · черна пешка на черно поле f6 · черна пешка на бяло поле g6 · черна пешка на черно поле c5 · бяла пешка на черно поле e5 · бяла дама на бяло поле c4 · черен кон на черно поле d4 · бяла пешка на черно поле f4 · бяла пешка на черно поле h4 · бял топ на бяло поле b3 · бяла пешка на бяло поле h3 · бял офицер на бяло поле g2 · бял цар на черно поле h2 · бял офицер на черно поле a1 | черен топ на черно поле d8 · черен цар на бяло поле g8 · черна дама на черно поле c7 · черна пешка на черно поле e7 · черна пешка на бяло поле h7 · черна пешка на черно поле f6 · черна пешка на бяло поле g6 · черна пешка на черно поле c5 · бяла пешка на черно поле e5 · бяла дама на бяло поле c4 · черен кон на черно поле d4 · бяла пешка на черно поле f4 · бяла пешка на черно поле h4 · бял топ на бяло поле b3 · бяла пешка на бяло поле h3 · бял офицер на бяло поле g2 · бял цар на черно поле h2 · бял офицер на черно поле a1 | черен топ на черно поле d8 · черен цар на бяло поле g8 · черна дама на черно поле c7 · черна пешка на черно поле e7 · черна пешка на бяло поле h7 · черна пешка на черно поле f6 · черна пешка на бяло поле g6 · черна пешка на черно поле c5 · бяла пешка на черно поле e5 · бяла дама на бяло поле c4 · черен кон на черно поле d4 · бяла пешка на черно поле f4 · бяла пешка на черно поле h4 · бял топ на бяло поле b3 · бяла пешка на бяло поле h3 · бял офицер на бяло поле g2 · бял цар на черно поле h2 · бял офицер на черно поле a1 | черен топ на черно поле d8 · черен цар на бяло поле g8 · черна дама на черно поле c7 · черна пешка на черно поле e7 · черна пешка на бяло поле h7 · черна пешка на черно поле f6 · черна пешка на бяло поле g6 · черна пешка на черно поле c5 · бяла пешка на черно поле e5 · бяла дама на бяло поле c4 · черен кон на черно поле d4 · бяла пешка на черно поле f4 · бяла пешка на черно поле h4 · бял топ на бяло поле b3 · бяла пешка на бяло поле h3 · бял офицер на бяло поле g2 · бял цар на черно поле h2 · бял офицер на черно поле a1 | черен топ на черно поле d8 · черен цар на бяло поле g8 · черна дама на черно поле c7 · черна пешка на черно поле e7 · черна пешка на бяло поле h7 · черна пешка на черно поле f6 · черна пешка на бяло поле g6 · черна пешка на черно поле c5 · бяла пешка на черно поле e5 · бяла дама на бяло поле c4 · черен кон на черно поле d4 · бяла пешка на черно поле f4 · бяла пешка на черно поле h4 · бял топ на бяло поле b3 · бяла пешка на бяло поле h3 · бял офицер на бяло поле g2 · бял цар на черно поле h2 · бял офицер на черно поле a1 | 1 |
|   | a | b | c | d | e | f | g | h |   |

## Правила
Мачът за световната титла ще протече в 12 партии с контрола 120 минути за първите 40 хода и добавяне на още 60 минути след 41-вия ход, за следващите 20 хода. След 61-вия ход се добавят еднократно още 15 минути и след това по още 30 секунди, след всеки извършен ход. За победа се присъжда 1 точка, за равенство – ½, а за загуба не се присъждат точки.
Победител е играчът, който пръв събере 6,5 точки от възможните 12.
- ако в 12-те игри не се излъчи победител, следва тайбрек от четири партии с контрола 25 минути и добавяне на 10 секунди след всеки извършен ход;
- ако и в тайбрека не се излъчи победител, се играят серии от по две блиц партии с контрола 5 минути и добавяне на 3 секунди след всеки извършен ход;
- ако в пет блиц серии не се излъчи победител, се играе последна партия, в която белите фигури получават 5 минути, черните 4 минути и след 61-вия ход се добавят по 3 секунди след всеки извършен ход;
- ако и тази партия завърши наравно, победител е играчът, който участва в нея с черните фигури.[4]

## График и резултати
|                  | редовни партии | редовни партии | редовни партии | редовни партии | редовни партии | редовни партии | редовни партии | редовни партии | редовни партии | редовни партии | редовни партии | редовни партии | редовни партии | тайбрек | тайбрек | тайбрек | тайбрек | тайбрек  | краен резултат |
| Партия №         | 1              | 2              | 3              | 4              | 5              | 6              | 7              | 8              | 9              | 10             | 11             | 12             | резултат       | 1       | 2       | 3       | 4       | резултат | краен резултат |
| Дата (май)       | 11             | 12             | 14             | 15             | 17             | 18             | 20             | 21             | 23             | 24             | 26             | 28             | резултат       | 30      | 30      | 30      | 30      | резултат | краен резултат |
| Вишванатан Ананд | ½              | ½              | ½              | ½              | ½              | ½              | 0              | 1              | ½              | ½              | ½              | ½              | 6              | ½       | 1       | ½       | ½       | 2,5      | 8,5            |
| Борис Гелфанд    | ½              | ½              | ½              | ½              | ½              | ½              | 1              | 0              | ½              | ½              | ½              | ½              | 6              | ½       | 0       | ½       | ½       | 1,5      | 7,5            |

## Партии
|   | a | b | c | d | e | f | g | h |   |
| 8 | черен офицер на бяло поле c8 · черен цар на бяло поле e8 · черен топ на черно поле h8 · черен топ на черно поле a7 · черна пешка на черно поле e7 · черна пешка на бяло поле f7 · черен офицер на черно поле g7 · черна пешка на бяло поле h7 · черна пешка на бяло поле a6 · черна пешка на бяло поле c6 · бяла пешка на черно поле d6 · черна пешка на бяло поле g6 · черна дама на черно поле a5 · черна пешка на черно поле c5 · бяла пешка на бяло поле e4 · бяла пешка на черно поле c3 · бял кон на бяло поле f3 · бял топ на черно поле b2 · бяла пешка на черно поле f2 · бяла пешка на бяло поле g2 · бяла пешка на черно поле h2 · бял офицер на черно поле c1 · бяла дама на бяло поле d1 · бял топ на бяло поле f1 · бял цар на черно поле g1 | черен офицер на бяло поле c8 · черен цар на бяло поле e8 · черен топ на черно поле h8 · черен топ на черно поле a7 · черна пешка на черно поле e7 · черна пешка на бяло поле f7 · черен офицер на черно поле g7 · черна пешка на бяло поле h7 · черна пешка на бяло поле a6 · черна пешка на бяло поле c6 · бяла пешка на черно поле d6 · черна пешка на бяло поле g6 · черна дама на черно поле a5 · черна пешка на черно поле c5 · бяла пешка на бяло поле e4 · бяла пешка на черно поле c3 · бял кон на бяло поле f3 · бял топ на черно поле b2 · бяла пешка на черно поле f2 · бяла пешка на бяло поле g2 · бяла пешка на черно поле h2 · бял офицер на черно поле c1 · бяла дама на бяло поле d1 · бял топ на бяло поле f1 · бял цар на черно поле g1 | черен офицер на бяло поле c8 · черен цар на бяло поле e8 · черен топ на черно поле h8 · черен топ на черно поле a7 · черна пешка на черно поле e7 · черна пешка на бяло поле f7 · черен офицер на черно поле g7 · черна пешка на бяло поле h7 · черна пешка на бяло поле a6 · черна пешка на бяло поле c6 · бяла пешка на черно поле d6 · черна пешка на бяло поле g6 · черна дама на черно поле a5 · черна пешка на черно поле c5 · бяла пешка на бяло поле e4 · бяла пешка на черно поле c3 · бял кон на бяло поле f3 · бял топ на черно поле b2 · бяла пешка на черно поле f2 · бяла пешка на бяло поле g2 · бяла пешка на черно поле h2 · бял офицер на черно поле c1 · бяла дама на бяло поле d1 · бял топ на бяло поле f1 · бял цар на черно поле g1 | черен офицер на бяло поле c8 · черен цар на бяло поле e8 · черен топ на черно поле h8 · черен топ на черно поле a7 · черна пешка на черно поле e7 · черна пешка на бяло поле f7 · черен офицер на черно поле g7 · черна пешка на бяло поле h7 · черна пешка на бяло поле a6 · черна пешка на бяло поле c6 · бяла пешка на черно поле d6 · черна пешка на бяло поле g6 · черна дама на черно поле a5 · черна пешка на черно поле c5 · бяла пешка на бяло поле e4 · бяла пешка на черно поле c3 · бял кон на бяло поле f3 · бял топ на черно поле b2 · бяла пешка на черно поле f2 · бяла пешка на бяло поле g2 · бяла пешка на черно поле h2 · бял офицер на черно поле c1 · бяла дама на бяло поле d1 · бял топ на бяло поле f1 · бял цар на черно поле g1 | черен офицер на бяло поле c8 · черен цар на бяло поле e8 · черен топ на черно поле h8 · черен топ на черно поле a7 · черна пешка на черно поле e7 · черна пешка на бяло поле f7 · черен офицер на черно поле g7 · черна пешка на бяло поле h7 · черна пешка на бяло поле a6 · черна пешка на бяло поле c6 · бяла пешка на черно поле d6 · черна пешка на бяло поле g6 · черна дама на черно поле a5 · черна пешка на черно поле c5 · бяла пешка на бяло поле e4 · бяла пешка на черно поле c3 · бял кон на бяло поле f3 · бял топ на черно поле b2 · бяла пешка на черно поле f2 · бяла пешка на бяло поле g2 · бяла пешка на черно поле h2 · бял офицер на черно поле c1 · бяла дама на бяло поле d1 · бял топ на бяло поле f1 · бял цар на черно поле g1 | черен офицер на бяло поле c8 · черен цар на бяло поле e8 · черен топ на черно поле h8 · черен топ на черно поле a7 · черна пешка на черно поле e7 · черна пешка на бяло поле f7 · черен офицер на черно поле g7 · черна пешка на бяло поле h7 · черна пешка на бяло поле a6 · черна пешка на бяло поле c6 · бяла пешка на черно поле d6 · черна пешка на бяло поле g6 · черна дама на черно поле a5 · черна пешка на черно поле c5 · бяла пешка на бяло поле e4 · бяла пешка на черно поле c3 · бял кон на бяло поле f3 · бял топ на черно поле b2 · бяла пешка на черно поле f2 · бяла пешка на бяло поле g2 · бяла пешка на черно поле h2 · бял офицер на черно поле c1 · бяла дама на бяло поле d1 · бял топ на бяло поле f1 · бял цар на черно поле g1 | черен офицер на бяло поле c8 · черен цар на бяло поле e8 · черен топ на черно поле h8 · черен топ на черно поле a7 · черна пешка на черно поле e7 · черна пешка на бяло поле f7 · черен офицер на черно поле g7 · черна пешка на бяло поле h7 · черна пешка на бяло поле a6 · черна пешка на бяло поле c6 · бяла пешка на черно поле d6 · черна пешка на бяло поле g6 · черна дама на черно поле a5 · черна пешка на черно поле c5 · бяла пешка на бяло поле e4 · бяла пешка на черно поле c3 · бял кон на бяло поле f3 · бял топ на черно поле b2 · бяла пешка на черно поле f2 · бяла пешка на бяло поле g2 · бяла пешка на черно поле h2 · бял офицер на черно поле c1 · бяла дама на бяло поле d1 · бял топ на бяло поле f1 · бял цар на черно поле g1 | черен офицер на бяло поле c8 · черен цар на бяло поле e8 · черен топ на черно поле h8 · черен топ на черно поле a7 · черна пешка на черно поле e7 · черна пешка на бяло поле f7 · черен офицер на черно поле g7 · черна пешка на бяло поле h7 · черна пешка на бяло поле a6 · черна пешка на бяло поле c6 · бяла пешка на черно поле d6 · черна пешка на бяло поле g6 · черна дама на черно поле a5 · черна пешка на черно поле c5 · бяла пешка на бяло поле e4 · бяла пешка на черно поле c3 · бял кон на бяло поле f3 · бял топ на черно поле b2 · бяла пешка на черно поле f2 · бяла пешка на бяло поле g2 · бяла пешка на черно поле h2 · бял офицер на черно поле c1 · бяла дама на бяло поле d1 · бял топ на бяло поле f1 · бял цар на черно поле g1 | 8 |
| 7 | черен офицер на бяло поле c8 · черен цар на бяло поле e8 · черен топ на черно поле h8 · черен топ на черно поле a7 · черна пешка на черно поле e7 · черна пешка на бяло поле f7 · черен офицер на черно поле g7 · черна пешка на бяло поле h7 · черна пешка на бяло поле a6 · черна пешка на бяло поле c6 · бяла пешка на черно поле d6 · черна пешка на бяло поле g6 · черна дама на черно поле a5 · черна пешка на черно поле c5 · бяла пешка на бяло поле e4 · бяла пешка на черно поле c3 · бял кон на бяло поле f3 · бял топ на черно поле b2 · бяла пешка на черно поле f2 · бяла пешка на бяло поле g2 · бяла пешка на черно поле h2 · бял офицер на черно поле c1 · бяла дама на бяло поле d1 · бял топ на бяло поле f1 · бял цар на черно поле g1 | черен офицер на бяло поле c8 · черен цар на бяло поле e8 · черен топ на черно поле h8 · черен топ на черно поле a7 · черна пешка на черно поле e7 · черна пешка на бяло поле f7 · черен офицер на черно поле g7 · черна пешка на бяло поле h7 · черна пешка на бяло поле a6 · черна пешка на бяло поле c6 · бяла пешка на черно поле d6 · черна пешка на бяло поле g6 · черна дама на черно поле a5 · черна пешка на черно поле c5 · бяла пешка на бяло поле e4 · бяла пешка на черно поле c3 · бял кон на бяло поле f3 · бял топ на черно поле b2 · бяла пешка на черно поле f2 · бяла пешка на бяло поле g2 · бяла пешка на черно поле h2 · бял офицер на черно поле c1 · бяла дама на бяло поле d1 · бял топ на бяло поле f1 · бял цар на черно поле g1 | черен офицер на бяло поле c8 · черен цар на бяло поле e8 · черен топ на черно поле h8 · черен топ на черно поле a7 · черна пешка на черно поле e7 · черна пешка на бяло поле f7 · черен офицер на черно поле g7 · черна пешка на бяло поле h7 · черна пешка на бяло поле a6 · черна пешка на бяло поле c6 · бяла пешка на черно поле d6 · черна пешка на бяло поле g6 · черна дама на черно поле a5 · черна пешка на черно поле c5 · бяла пешка на бяло поле e4 · бяла пешка на черно поле c3 · бял кон на бяло поле f3 · бял топ на черно поле b2 · бяла пешка на черно поле f2 · бяла пешка на бяло поле g2 · бяла пешка на черно поле h2 · бял офицер на черно поле c1 · бяла дама на бяло поле d1 · бял топ на бяло поле f1 · бял цар на черно поле g1 | черен офицер на бяло поле c8 · черен цар на бяло поле e8 · черен топ на черно поле h8 · черен топ на черно поле a7 · черна пешка на черно поле e7 · черна пешка на бяло поле f7 · черен офицер на черно поле g7 · черна пешка на бяло поле h7 · черна пешка на бяло поле a6 · черна пешка на бяло поле c6 · бяла пешка на черно поле d6 · черна пешка на бяло поле g6 · черна дама на черно поле a5 · черна пешка на черно поле c5 · бяла пешка на бяло поле e4 · бяла пешка на черно поле c3 · бял кон на бяло поле f3 · бял топ на черно поле b2 · бяла пешка на черно поле f2 · бяла пешка на бяло поле g2 · бяла пешка на черно поле h2 · бял офицер на черно поле c1 · бяла дама на бяло поле d1 · бял топ на бяло поле f1 · бял цар на черно поле g1 | черен офицер на бяло поле c8 · черен цар на бяло поле e8 · черен топ на черно поле h8 · черен топ на черно поле a7 · черна пешка на черно поле e7 · черна пешка на бяло поле f7 · черен офицер на черно поле g7 · черна пешка на бяло поле h7 · черна пешка на бяло поле a6 · черна пешка на бяло поле c6 · бяла пешка на черно поле d6 · черна пешка на бяло поле g6 · черна дама на черно поле a5 · черна пешка на черно поле c5 · бяла пешка на бяло поле e4 · бяла пешка на черно поле c3 · бял кон на бяло поле f3 · бял топ на черно поле b2 · бяла пешка на черно поле f2 · бяла пешка на бяло поле g2 · бяла пешка на черно поле h2 · бял офицер на черно поле c1 · бяла дама на бяло поле d1 · бял топ на бяло поле f1 · бял цар на черно поле g1 | черен офицер на бяло поле c8 · черен цар на бяло поле e8 · черен топ на черно поле h8 · черен топ на черно поле a7 · черна пешка на черно поле e7 · черна пешка на бяло поле f7 · черен офицер на черно поле g7 · черна пешка на бяло поле h7 · черна пешка на бяло поле a6 · черна пешка на бяло поле c6 · бяла пешка на черно поле d6 · черна пешка на бяло поле g6 · черна дама на черно поле a5 · черна пешка на черно поле c5 · бяла пешка на бяло поле e4 · бяла пешка на черно поле c3 · бял кон на бяло поле f3 · бял топ на черно поле b2 · бяла пешка на черно поле f2 · бяла пешка на бяло поле g2 · бяла пешка на черно поле h2 · бял офицер на черно поле c1 · бяла дама на бяло поле d1 · бял топ на бяло поле f1 · бял цар на черно поле g1 | черен офицер на бяло поле c8 · черен цар на бяло поле e8 · черен топ на черно поле h8 · черен топ на черно поле a7 · черна пешка на черно поле e7 · черна пешка на бяло поле f7 · черен офицер на черно поле g7 · черна пешка на бяло поле h7 · черна пешка на бяло поле a6 · черна пешка на бяло поле c6 · бяла пешка на черно поле d6 · черна пешка на бяло поле g6 · черна дама на черно поле a5 · черна пешка на черно поле c5 · бяла пешка на бяло поле e4 · бяла пешка на черно поле c3 · бял кон на бяло поле f3 · бял топ на черно поле b2 · бяла пешка на черно поле f2 · бяла пешка на бяло поле g2 · бяла пешка на черно поле h2 · бял офицер на черно поле c1 · бяла дама на бяло поле d1 · бял топ на бяло поле f1 · бял цар на черно поле g1 | черен офицер на бяло поле c8 · черен цар на бяло поле e8 · черен топ на черно поле h8 · черен топ на черно поле a7 · черна пешка на черно поле e7 · черна пешка на бяло поле f7 · черен офицер на черно поле g7 · черна пешка на бяло поле h7 · черна пешка на бяло поле a6 · черна пешка на бяло поле c6 · бяла пешка на черно поле d6 · черна пешка на бяло поле g6 · черна дама на черно поле a5 · черна пешка на черно поле c5 · бяла пешка на бяло поле e4 · бяла пешка на черно поле c3 · бял кон на бяло поле f3 · бял топ на черно поле b2 · бяла пешка на черно поле f2 · бяла пешка на бяло поле g2 · бяла пешка на черно поле h2 · бял офицер на черно поле c1 · бяла дама на бяло поле d1 · бял топ на бяло поле f1 · бял цар на черно поле g1 | 7 |
| 6 | черен офицер на бяло поле c8 · черен цар на бяло поле e8 · черен топ на черно поле h8 · черен топ на черно поле a7 · черна пешка на черно поле e7 · черна пешка на бяло поле f7 · черен офицер на черно поле g7 · черна пешка на бяло поле h7 · черна пешка на бяло поле a6 · черна пешка на бяло поле c6 · бяла пешка на черно поле d6 · черна пешка на бяло поле g6 · черна дама на черно поле a5 · черна пешка на черно поле c5 · бяла пешка на бяло поле e4 · бяла пешка на черно поле c3 · бял кон на бяло поле f3 · бял топ на черно поле b2 · бяла пешка на черно поле f2 · бяла пешка на бяло поле g2 · бяла пешка на черно поле h2 · бял офицер на черно поле c1 · бяла дама на бяло поле d1 · бял топ на бяло поле f1 · бял цар на черно поле g1 | черен офицер на бяло поле c8 · черен цар на бяло поле e8 · черен топ на черно поле h8 · черен топ на черно поле a7 · черна пешка на черно поле e7 · черна пешка на бяло поле f7 · черен офицер на черно поле g7 · черна пешка на бяло поле h7 · черна пешка на бяло поле a6 · черна пешка на бяло поле c6 · бяла пешка на черно поле d6 · черна пешка на бяло поле g6 · черна дама на черно поле a5 · черна пешка на черно поле c5 · бяла пешка на бяло поле e4 · бяла пешка на черно поле c3 · бял кон на бяло поле f3 · бял топ на черно поле b2 · бяла пешка на черно поле f2 · бяла пешка на бяло поле g2 · бяла пешка на черно поле h2 · бял офицер на черно поле c1 · бяла дама на бяло поле d1 · бял топ на бяло поле f1 · бял цар на черно поле g1 | черен офицер на бяло поле c8 · черен цар на бяло поле e8 · черен топ на черно поле h8 · черен топ на черно поле a7 · черна пешка на черно поле e7 · черна пешка на бяло поле f7 · черен офицер на черно поле g7 · черна пешка на бяло поле h7 · черна пешка на бяло поле a6 · черна пешка на бяло поле c6 · бяла пешка на черно поле d6 · черна пешка на бяло поле g6 · черна дама на черно поле a5 · черна пешка на черно поле c5 · бяла пешка на бяло поле e4 · бяла пешка на черно поле c3 · бял кон на бяло поле f3 · бял топ на черно поле b2 · бяла пешка на черно поле f2 · бяла пешка на бяло поле g2 · бяла пешка на черно поле h2 · бял офицер на черно поле c1 · бяла дама на бяло поле d1 · бял топ на бяло поле f1 · бял цар на черно поле g1 | черен офицер на бяло поле c8 · черен цар на бяло поле e8 · черен топ на черно поле h8 · черен топ на черно поле a7 · черна пешка на черно поле e7 · черна пешка на бяло поле f7 · черен офицер на черно поле g7 · черна пешка на бяло поле h7 · черна пешка на бяло поле a6 · черна пешка на бяло поле c6 · бяла пешка на черно поле d6 · черна пешка на бяло поле g6 · черна дама на черно поле a5 · черна пешка на черно поле c5 · бяла пешка на бяло поле e4 · бяла пешка на черно поле c3 · бял кон на бяло поле f3 · бял топ на черно поле b2 · бяла пешка на черно поле f2 · бяла пешка на бяло поле g2 · бяла пешка на черно поле h2 · бял офицер на черно поле c1 · бяла дама на бяло поле d1 · бял топ на бяло поле f1 · бял цар на черно поле g1 | черен офицер на бяло поле c8 · черен цар на бяло поле e8 · черен топ на черно поле h8 · черен топ на черно поле a7 · черна пешка на черно поле e7 · черна пешка на бяло поле f7 · черен офицер на черно поле g7 · черна пешка на бяло поле h7 · черна пешка на бяло поле a6 · черна пешка на бяло поле c6 · бяла пешка на черно поле d6 · черна пешка на бяло поле g6 · черна дама на черно поле a5 · черна пешка на черно поле c5 · бяла пешка на бяло поле e4 · бяла пешка на черно поле c3 · бял кон на бяло поле f3 · бял топ на черно поле b2 · бяла пешка на черно поле f2 · бяла пешка на бяло поле g2 · бяла пешка на черно поле h2 · бял офицер на черно поле c1 · бяла дама на бяло поле d1 · бял топ на бяло поле f1 · бял цар на черно поле g1 | черен офицер на бяло поле c8 · черен цар на бяло поле e8 · черен топ на черно поле h8 · черен топ на черно поле a7 · черна пешка на черно поле e7 · черна пешка на бяло поле f7 · черен офицер на черно поле g7 · черна пешка на бяло поле h7 · черна пешка на бяло поле a6 · черна пешка на бяло поле c6 · бяла пешка на черно поле d6 · черна пешка на бяло поле g6 · черна дама на черно поле a5 · черна пешка на черно поле c5 · бяла пешка на бяло поле e4 · бяла пешка на черно поле c3 · бял кон на бяло поле f3 · бял топ на черно поле b2 · бяла пешка на черно поле f2 · бяла пешка на бяло поле g2 · бяла пешка на черно поле h2 · бял офицер на черно поле c1 · бяла дама на бяло поле d1 · бял топ на бяло поле f1 · бял цар на черно поле g1 | черен офицер на бяло поле c8 · черен цар на бяло поле e8 · черен топ на черно поле h8 · черен топ на черно поле a7 · черна пешка на черно поле e7 · черна пешка на бяло поле f7 · черен офицер на черно поле g7 · черна пешка на бяло поле h7 · черна пешка на бяло поле a6 · черна пешка на бяло поле c6 · бяла пешка на черно поле d6 · черна пешка на бяло поле g6 · черна дама на черно поле a5 · черна пешка на черно поле c5 · бяла пешка на бяло поле e4 · бяла пешка на черно поле c3 · бял кон на бяло поле f3 · бял топ на черно поле b2 · бяла пешка на черно поле f2 · бяла пешка на бяло поле g2 · бяла пешка на черно поле h2 · бял офицер на черно поле c1 · бяла дама на бяло поле d1 · бял топ на бяло поле f1 · бял цар на черно поле g1 | черен офицер на бяло поле c8 · черен цар на бяло поле e8 · черен топ на черно поле h8 · черен топ на черно поле a7 · черна пешка на черно поле e7 · черна пешка на бяло поле f7 · черен офицер на черно поле g7 · черна пешка на бяло поле h7 · черна пешка на бяло поле a6 · черна пешка на бяло поле c6 · бяла пешка на черно поле d6 · черна пешка на бяло поле g6 · черна дама на черно поле a5 · черна пешка на черно поле c5 · бяла пешка на бяло поле e4 · бяла пешка на черно поле c3 · бял кон на бяло поле f3 · бял топ на черно поле b2 · бяла пешка на черно поле f2 · бяла пешка на бяло поле g2 · бяла пешка на черно поле h2 · бял офицер на черно поле c1 · бяла дама на бяло поле d1 · бял топ на бяло поле f1 · бял цар на черно поле g1 | 6 |
| 5 | черен офицер на бяло поле c8 · черен цар на бяло поле e8 · черен топ на черно поле h8 · черен топ на черно поле a7 · черна пешка на черно поле e7 · черна пешка на бяло поле f7 · черен офицер на черно поле g7 · черна пешка на бяло поле h7 · черна пешка на бяло поле a6 · черна пешка на бяло поле c6 · бяла пешка на черно поле d6 · черна пешка на бяло поле g6 · черна дама на черно поле a5 · черна пешка на черно поле c5 · бяла пешка на бяло поле e4 · бяла пешка на черно поле c3 · бял кон на бяло поле f3 · бял топ на черно поле b2 · бяла пешка на черно поле f2 · бяла пешка на бяло поле g2 · бяла пешка на черно поле h2 · бял офицер на черно поле c1 · бяла дама на бяло поле d1 · бял топ на бяло поле f1 · бял цар на черно поле g1 | черен офицер на бяло поле c8 · черен цар на бяло поле e8 · черен топ на черно поле h8 · черен топ на черно поле a7 · черна пешка на черно поле e7 · черна пешка на бяло поле f7 · черен офицер на черно поле g7 · черна пешка на бяло поле h7 · черна пешка на бяло поле a6 · черна пешка на бяло поле c6 · бяла пешка на черно поле d6 · черна пешка на бяло поле g6 · черна дама на черно поле a5 · черна пешка на черно поле c5 · бяла пешка на бяло поле e4 · бяла пешка на черно поле c3 · бял кон на бяло поле f3 · бял топ на черно поле b2 · бяла пешка на черно поле f2 · бяла пешка на бяло поле g2 · бяла пешка на черно поле h2 · бял офицер на черно поле c1 · бяла дама на бяло поле d1 · бял топ на бяло поле f1 · бял цар на черно поле g1 | черен офицер на бяло поле c8 · черен цар на бяло поле e8 · черен топ на черно поле h8 · черен топ на черно поле a7 · черна пешка на черно поле e7 · черна пешка на бяло поле f7 · черен офицер на черно поле g7 · черна пешка на бяло поле h7 · черна пешка на бяло поле a6 · черна пешка на бяло поле c6 · бяла пешка на черно поле d6 · черна пешка на бяло поле g6 · черна дама на черно поле a5 · черна пешка на черно поле c5 · бяла пешка на бяло поле e4 · бяла пешка на черно поле c3 · бял кон на бяло поле f3 · бял топ на черно поле b2 · бяла пешка на черно поле f2 · бяла пешка на бяло поле g2 · бяла пешка на черно поле h2 · бял офицер на черно поле c1 · бяла дама на бяло поле d1 · бял топ на бяло поле f1 · бял цар на черно поле g1 | черен офицер на бяло поле c8 · черен цар на бяло поле e8 · черен топ на черно поле h8 · черен топ на черно поле a7 · черна пешка на черно поле e7 · черна пешка на бяло поле f7 · черен офицер на черно поле g7 · черна пешка на бяло поле h7 · черна пешка на бяло поле a6 · черна пешка на бяло поле c6 · бяла пешка на черно поле d6 · черна пешка на бяло поле g6 · черна дама на черно поле a5 · черна пешка на черно поле c5 · бяла пешка на бяло поле e4 · бяла пешка на черно поле c3 · бял кон на бяло поле f3 · бял топ на черно поле b2 · бяла пешка на черно поле f2 · бяла пешка на бяло поле g2 · бяла пешка на черно поле h2 · бял офицер на черно поле c1 · бяла дама на бяло поле d1 · бял топ на бяло поле f1 · бял цар на черно поле g1 | черен офицер на бяло поле c8 · черен цар на бяло поле e8 · черен топ на черно поле h8 · черен топ на черно поле a7 · черна пешка на черно поле e7 · черна пешка на бяло поле f7 · черен офицер на черно поле g7 · черна пешка на бяло поле h7 · черна пешка на бяло поле a6 · черна пешка на бяло поле c6 · бяла пешка на черно поле d6 · черна пешка на бяло поле g6 · черна дама на черно поле a5 · черна пешка на черно поле c5 · бяла пешка на бяло поле e4 · бяла пешка на черно поле c3 · бял кон на бяло поле f3 · бял топ на черно поле b2 · бяла пешка на черно поле f2 · бяла пешка на бяло поле g2 · бяла пешка на черно поле h2 · бял офицер на черно поле c1 · бяла дама на бяло поле d1 · бял топ на бяло поле f1 · бял цар на черно поле g1 | черен офицер на бяло поле c8 · черен цар на бяло поле e8 · черен топ на черно поле h8 · черен топ на черно поле a7 · черна пешка на черно поле e7 · черна пешка на бяло поле f7 · черен офицер на черно поле g7 · черна пешка на бяло поле h7 · черна пешка на бяло поле a6 · черна пешка на бяло поле c6 · бяла пешка на черно поле d6 · черна пешка на бяло поле g6 · черна дама на черно поле a5 · черна пешка на черно поле c5 · бяла пешка на бяло поле e4 · бяла пешка на черно поле c3 · бял кон на бяло поле f3 · бял топ на черно поле b2 · бяла пешка на черно поле f2 · бяла пешка на бяло поле g2 · бяла пешка на черно поле h2 · бял офицер на черно поле c1 · бяла дама на бяло поле d1 · бял топ на бяло поле f1 · бял цар на черно поле g1 | черен офицер на бяло поле c8 · черен цар на бяло поле e8 · черен топ на черно поле h8 · черен топ на черно поле a7 · черна пешка на черно поле e7 · черна пешка на бяло поле f7 · черен офицер на черно поле g7 · черна пешка на бяло поле h7 · черна пешка на бяло поле a6 · черна пешка на бяло поле c6 · бяла пешка на черно поле d6 · черна пешка на бяло поле g6 · черна дама на черно поле a5 · черна пешка на черно поле c5 · бяла пешка на бяло поле e4 · бяла пешка на черно поле c3 · бял кон на бяло поле f3 · бял топ на черно поле b2 · бяла пешка на черно поле f2 · бяла пешка на бяло поле g2 · бяла пешка на черно поле h2 · бял офицер на черно поле c1 · бяла дама на бяло поле d1 · бял топ на бяло поле f1 · бял цар на черно поле g1 | черен офицер на бяло поле c8 · черен цар на бяло поле e8 · черен топ на черно поле h8 · черен топ на черно поле a7 · черна пешка на черно поле e7 · черна пешка на бяло поле f7 · черен офицер на черно поле g7 · черна пешка на бяло поле h7 · черна пешка на бяло поле a6 · черна пешка на бяло поле c6 · бяла пешка на черно поле d6 · черна пешка на бяло поле g6 · черна дама на черно поле a5 · черна пешка на черно поле c5 · бяла пешка на бяло поле e4 · бяла пешка на черно поле c3 · бял кон на бяло поле f3 · бял топ на черно поле b2 · бяла пешка на черно поле f2 · бяла пешка на бяло поле g2 · бяла пешка на черно поле h2 · бял офицер на черно поле c1 · бяла дама на бяло поле d1 · бял топ на бяло поле f1 · бял цар на черно поле g1 | 5 |
| 4 | черен офицер на бяло поле c8 · черен цар на бяло поле e8 · черен топ на черно поле h8 · черен топ на черно поле a7 · черна пешка на черно поле e7 · черна пешка на бяло поле f7 · черен офицер на черно поле g7 · черна пешка на бяло поле h7 · черна пешка на бяло поле a6 · черна пешка на бяло поле c6 · бяла пешка на черно поле d6 · черна пешка на бяло поле g6 · черна дама на черно поле a5 · черна пешка на черно поле c5 · бяла пешка на бяло поле e4 · бяла пешка на черно поле c3 · бял кон на бяло поле f3 · бял топ на черно поле b2 · бяла пешка на черно поле f2 · бяла пешка на бяло поле g2 · бяла пешка на черно поле h2 · бял офицер на черно поле c1 · бяла дама на бяло поле d1 · бял топ на бяло поле f1 · бял цар на черно поле g1 | черен офицер на бяло поле c8 · черен цар на бяло поле e8 · черен топ на черно поле h8 · черен топ на черно поле a7 · черна пешка на черно поле e7 · черна пешка на бяло поле f7 · черен офицер на черно поле g7 · черна пешка на бяло поле h7 · черна пешка на бяло поле a6 · черна пешка на бяло поле c6 · бяла пешка на черно поле d6 · черна пешка на бяло поле g6 · черна дама на черно поле a5 · черна пешка на черно поле c5 · бяла пешка на бяло поле e4 · бяла пешка на черно поле c3 · бял кон на бяло поле f3 · бял топ на черно поле b2 · бяла пешка на черно поле f2 · бяла пешка на бяло поле g2 · бяла пешка на черно поле h2 · бял офицер на черно поле c1 · бяла дама на бяло поле d1 · бял топ на бяло поле f1 · бял цар на черно поле g1 | черен офицер на бяло поле c8 · черен цар на бяло поле e8 · черен топ на черно поле h8 · черен топ на черно поле a7 · черна пешка на черно поле e7 · черна пешка на бяло поле f7 · черен офицер на черно поле g7 · черна пешка на бяло поле h7 · черна пешка на бяло поле a6 · черна пешка на бяло поле c6 · бяла пешка на черно поле d6 · черна пешка на бяло поле g6 · черна дама на черно поле a5 · черна пешка на черно поле c5 · бяла пешка на бяло поле e4 · бяла пешка на черно поле c3 · бял кон на бяло поле f3 · бял топ на черно поле b2 · бяла пешка на черно поле f2 · бяла пешка на бяло поле g2 · бяла пешка на черно поле h2 · бял офицер на черно поле c1 · бяла дама на бяло поле d1 · бял топ на бяло поле f1 · бял цар на черно поле g1 | черен офицер на бяло поле c8 · черен цар на бяло поле e8 · черен топ на черно поле h8 · черен топ на черно поле a7 · черна пешка на черно поле e7 · черна пешка на бяло поле f7 · черен офицер на черно поле g7 · черна пешка на бяло поле h7 · черна пешка на бяло поле a6 · черна пешка на бяло поле c6 · бяла пешка на черно поле d6 · черна пешка на бяло поле g6 · черна дама на черно поле a5 · черна пешка на черно поле c5 · бяла пешка на бяло поле e4 · бяла пешка на черно поле c3 · бял кон на бяло поле f3 · бял топ на черно поле b2 · бяла пешка на черно поле f2 · бяла пешка на бяло поле g2 · бяла пешка на черно поле h2 · бял офицер на черно поле c1 · бяла дама на бяло поле d1 · бял топ на бяло поле f1 · бял цар на черно поле g1 | черен офицер на бяло поле c8 · черен цар на бяло поле e8 · черен топ на черно поле h8 · черен топ на черно поле a7 · черна пешка на черно поле e7 · черна пешка на бяло поле f7 · черен офицер на черно поле g7 · черна пешка на бяло поле h7 · черна пешка на бяло поле a6 · черна пешка на бяло поле c6 · бяла пешка на черно поле d6 · черна пешка на бяло поле g6 · черна дама на черно поле a5 · черна пешка на черно поле c5 · бяла пешка на бяло поле e4 · бяла пешка на черно поле c3 · бял кон на бяло поле f3 · бял топ на черно поле b2 · бяла пешка на черно поле f2 · бяла пешка на бяло поле g2 · бяла пешка на черно поле h2 · бял офицер на черно поле c1 · бяла дама на бяло поле d1 · бял топ на бяло поле f1 · бял цар на черно поле g1 | черен офицер на бяло поле c8 · черен цар на бяло поле e8 · черен топ на черно поле h8 · черен топ на черно поле a7 · черна пешка на черно поле e7 · черна пешка на бяло поле f7 · черен офицер на черно поле g7 · черна пешка на бяло поле h7 · черна пешка на бяло поле a6 · черна пешка на бяло поле c6 · бяла пешка на черно поле d6 · черна пешка на бяло поле g6 · черна дама на черно поле a5 · черна пешка на черно поле c5 · бяла пешка на бяло поле e4 · бяла пешка на черно поле c3 · бял кон на бяло поле f3 · бял топ на черно поле b2 · бяла пешка на черно поле f2 · бяла пешка на бяло поле g2 · бяла пешка на черно поле h2 · бял офицер на черно поле c1 · бяла дама на бяло поле d1 · бял топ на бяло поле f1 · бял цар на черно поле g1 | черен офицер на бяло поле c8 · черен цар на бяло поле e8 · черен топ на черно поле h8 · черен топ на черно поле a7 · черна пешка на черно поле e7 · черна пешка на бяло поле f7 · черен офицер на черно поле g7 · черна пешка на бяло поле h7 · черна пешка на бяло поле a6 · черна пешка на бяло поле c6 · бяла пешка на черно поле d6 · черна пешка на бяло поле g6 · черна дама на черно поле a5 · черна пешка на черно поле c5 · бяла пешка на бяло поле e4 · бяла пешка на черно поле c3 · бял кон на бяло поле f3 · бял топ на черно поле b2 · бяла пешка на черно поле f2 · бяла пешка на бяло поле g2 · бяла пешка на черно поле h2 · бял офицер на черно поле c1 · бяла дама на бяло поле d1 · бял топ на бяло поле f1 · бял цар на черно поле g1 | черен офицер на бяло поле c8 · черен цар на бяло поле e8 · черен топ на черно поле h8 · черен топ на черно поле a7 · черна пешка на черно поле e7 · черна пешка на бяло поле f7 · черен офицер на черно поле g7 · черна пешка на бяло поле h7 · черна пешка на бяло поле a6 · черна пешка на бяло поле c6 · бяла пешка на черно поле d6 · черна пешка на бяло поле g6 · черна дама на черно поле a5 · черна пешка на черно поле c5 · бяла пешка на бяло поле e4 · бяла пешка на черно поле c3 · бял кон на бяло поле f3 · бял топ на черно поле b2 · бяла пешка на черно поле f2 · бяла пешка на бяло поле g2 · бяла пешка на черно поле h2 · бял офицер на черно поле c1 · бяла дама на бяло поле d1 · бял топ на бяло поле f1 · бял цар на черно поле g1 | 4 |
| 3 | черен офицер на бяло поле c8 · черен цар на бяло поле e8 · черен топ на черно поле h8 · черен топ на черно поле a7 · черна пешка на черно поле e7 · черна пешка на бяло поле f7 · черен офицер на черно поле g7 · черна пешка на бяло поле h7 · черна пешка на бяло поле a6 · черна пешка на бяло поле c6 · бяла пешка на черно поле d6 · черна пешка на бяло поле g6 · черна дама на черно поле a5 · черна пешка на черно поле c5 · бяла пешка на бяло поле e4 · бяла пешка на черно поле c3 · бял кон на бяло поле f3 · бял топ на черно поле b2 · бяла пешка на черно поле f2 · бяла пешка на бяло поле g2 · бяла пешка на черно поле h2 · бял офицер на черно поле c1 · бяла дама на бяло поле d1 · бял топ на бяло поле f1 · бял цар на черно поле g1 | черен офицер на бяло поле c8 · черен цар на бяло поле e8 · черен топ на черно поле h8 · черен топ на черно поле a7 · черна пешка на черно поле e7 · черна пешка на бяло поле f7 · черен офицер на черно поле g7 · черна пешка на бяло поле h7 · черна пешка на бяло поле a6 · черна пешка на бяло поле c6 · бяла пешка на черно поле d6 · черна пешка на бяло поле g6 · черна дама на черно поле a5 · черна пешка на черно поле c5 · бяла пешка на бяло поле e4 · бяла пешка на черно поле c3 · бял кон на бяло поле f3 · бял топ на черно поле b2 · бяла пешка на черно поле f2 · бяла пешка на бяло поле g2 · бяла пешка на черно поле h2 · бял офицер на черно поле c1 · бяла дама на бяло поле d1 · бял топ на бяло поле f1 · бял цар на черно поле g1 | черен офицер на бяло поле c8 · черен цар на бяло поле e8 · черен топ на черно поле h8 · черен топ на черно поле a7 · черна пешка на черно поле e7 · черна пешка на бяло поле f7 · черен офицер на черно поле g7 · черна пешка на бяло поле h7 · черна пешка на бяло поле a6 · черна пешка на бяло поле c6 · бяла пешка на черно поле d6 · черна пешка на бяло поле g6 · черна дама на черно поле a5 · черна пешка на черно поле c5 · бяла пешка на бяло поле e4 · бяла пешка на черно поле c3 · бял кон на бяло поле f3 · бял топ на черно поле b2 · бяла пешка на черно поле f2 · бяла пешка на бяло поле g2 · бяла пешка на черно поле h2 · бял офицер на черно поле c1 · бяла дама на бяло поле d1 · бял топ на бяло поле f1 · бял цар на черно поле g1 | черен офицер на бяло поле c8 · черен цар на бяло поле e8 · черен топ на черно поле h8 · черен топ на черно поле a7 · черна пешка на черно поле e7 · черна пешка на бяло поле f7 · черен офицер на черно поле g7 · черна пешка на бяло поле h7 · черна пешка на бяло поле a6 · черна пешка на бяло поле c6 · бяла пешка на черно поле d6 · черна пешка на бяло поле g6 · черна дама на черно поле a5 · черна пешка на черно поле c5 · бяла пешка на бяло поле e4 · бяла пешка на черно поле c3 · бял кон на бяло поле f3 · бял топ на черно поле b2 · бяла пешка на черно поле f2 · бяла пешка на бяло поле g2 · бяла пешка на черно поле h2 · бял офицер на черно поле c1 · бяла дама на бяло поле d1 · бял топ на бяло поле f1 · бял цар на черно поле g1 | черен офицер на бяло поле c8 · черен цар на бяло поле e8 · черен топ на черно поле h8 · черен топ на черно поле a7 · черна пешка на черно поле e7 · черна пешка на бяло поле f7 · черен офицер на черно поле g7 · черна пешка на бяло поле h7 · черна пешка на бяло поле a6 · черна пешка на бяло поле c6 · бяла пешка на черно поле d6 · черна пешка на бяло поле g6 · черна дама на черно поле a5 · черна пешка на черно поле c5 · бяла пешка на бяло поле e4 · бяла пешка на черно поле c3 · бял кон на бяло поле f3 · бял топ на черно поле b2 · бяла пешка на черно поле f2 · бяла пешка на бяло поле g2 · бяла пешка на черно поле h2 · бял офицер на черно поле c1 · бяла дама на бяло поле d1 · бял топ на бяло поле f1 · бял цар на черно поле g1 | черен офицер на бяло поле c8 · черен цар на бяло поле e8 · черен топ на черно поле h8 · черен топ на черно поле a7 · черна пешка на черно поле e7 · черна пешка на бяло поле f7 · черен офицер на черно поле g7 · черна пешка на бяло поле h7 · черна пешка на бяло поле a6 · черна пешка на бяло поле c6 · бяла пешка на черно поле d6 · черна пешка на бяло поле g6 · черна дама на черно поле a5 · черна пешка на черно поле c5 · бяла пешка на бяло поле e4 · бяла пешка на черно поле c3 · бял кон на бяло поле f3 · бял топ на черно поле b2 · бяла пешка на черно поле f2 · бяла пешка на бяло поле g2 · бяла пешка на черно поле h2 · бял офицер на черно поле c1 · бяла дама на бяло поле d1 · бял топ на бяло поле f1 · бял цар на черно поле g1 | черен офицер на бяло поле c8 · черен цар на бяло поле e8 · черен топ на черно поле h8 · черен топ на черно поле a7 · черна пешка на черно поле e7 · черна пешка на бяло поле f7 · черен офицер на черно поле g7 · черна пешка на бяло поле h7 · черна пешка на бяло поле a6 · черна пешка на бяло поле c6 · бяла пешка на черно поле d6 · черна пешка на бяло поле g6 · черна дама на черно поле a5 · черна пешка на черно поле c5 · бяла пешка на бяло поле e4 · бяла пешка на черно поле c3 · бял кон на бяло поле f3 · бял топ на черно поле b2 · бяла пешка на черно поле f2 · бяла пешка на бяло поле g2 · бяла пешка на черно поле h2 · бял офицер на черно поле c1 · бяла дама на бяло поле d1 · бял топ на бяло поле f1 · бял цар на черно поле g1 | черен офицер на бяло поле c8 · черен цар на бяло поле e8 · черен топ на черно поле h8 · черен топ на черно поле a7 · черна пешка на черно поле e7 · черна пешка на бяло поле f7 · черен офицер на черно поле g7 · черна пешка на бяло поле h7 · черна пешка на бяло поле a6 · черна пешка на бяло поле c6 · бяла пешка на черно поле d6 · черна пешка на бяло поле g6 · черна дама на черно поле a5 · черна пешка на черно поле c5 · бяла пешка на бяло поле e4 · бяла пешка на черно поле c3 · бял кон на бяло поле f3 · бял топ на черно поле b2 · бяла пешка на черно поле f2 · бяла пешка на бяло поле g2 · бяла пешка на черно поле h2 · бял офицер на черно поле c1 · бяла дама на бяло поле d1 · бял топ на бяло поле f1 · бял цар на черно поле g1 | 3 |
| 2 | черен офицер на бяло поле c8 · черен цар на бяло поле e8 · черен топ на черно поле h8 · черен топ на черно поле a7 · черна пешка на черно поле e7 · черна пешка на бяло поле f7 · черен офицер на черно поле g7 · черна пешка на бяло поле h7 · черна пешка на бяло поле a6 · черна пешка на бяло поле c6 · бяла пешка на черно поле d6 · черна пешка на бяло поле g6 · черна дама на черно поле a5 · черна пешка на черно поле c5 · бяла пешка на бяло поле e4 · бяла пешка на черно поле c3 · бял кон на бяло поле f3 · бял топ на черно поле b2 · бяла пешка на черно поле f2 · бяла пешка на бяло поле g2 · бяла пешка на черно поле h2 · бял офицер на черно поле c1 · бяла дама на бяло поле d1 · бял топ на бяло поле f1 · бял цар на черно поле g1 | черен офицер на бяло поле c8 · черен цар на бяло поле e8 · черен топ на черно поле h8 · черен топ на черно поле a7 · черна пешка на черно поле e7 · черна пешка на бяло поле f7 · черен офицер на черно поле g7 · черна пешка на бяло поле h7 · черна пешка на бяло поле a6 · черна пешка на бяло поле c6 · бяла пешка на черно поле d6 · черна пешка на бяло поле g6 · черна дама на черно поле a5 · черна пешка на черно поле c5 · бяла пешка на бяло поле e4 · бяла пешка на черно поле c3 · бял кон на бяло поле f3 · бял топ на черно поле b2 · бяла пешка на черно поле f2 · бяла пешка на бяло поле g2 · бяла пешка на черно поле h2 · бял офицер на черно поле c1 · бяла дама на бяло поле d1 · бял топ на бяло поле f1 · бял цар на черно поле g1 | черен офицер на бяло поле c8 · черен цар на бяло поле e8 · черен топ на черно поле h8 · черен топ на черно поле a7 · черна пешка на черно поле e7 · черна пешка на бяло поле f7 · черен офицер на черно поле g7 · черна пешка на бяло поле h7 · черна пешка на бяло поле a6 · черна пешка на бяло поле c6 · бяла пешка на черно поле d6 · черна пешка на бяло поле g6 · черна дама на черно поле a5 · черна пешка на черно поле c5 · бяла пешка на бяло поле e4 · бяла пешка на черно поле c3 · бял кон на бяло поле f3 · бял топ на черно поле b2 · бяла пешка на черно поле f2 · бяла пешка на бяло поле g2 · бяла пешка на черно поле h2 · бял офицер на черно поле c1 · бяла дама на бяло поле d1 · бял топ на бяло поле f1 · бял цар на черно поле g1 | черен офицер на бяло поле c8 · черен цар на бяло поле e8 · черен топ на черно поле h8 · черен топ на черно поле a7 · черна пешка на черно поле e7 · черна пешка на бяло поле f7 · черен офицер на черно поле g7 · черна пешка на бяло поле h7 · черна пешка на бяло поле a6 · черна пешка на бяло поле c6 · бяла пешка на черно поле d6 · черна пешка на бяло поле g6 · черна дама на черно поле a5 · черна пешка на черно поле c5 · бяла пешка на бяло поле e4 · бяла пешка на черно поле c3 · бял кон на бяло поле f3 · бял топ на черно поле b2 · бяла пешка на черно поле f2 · бяла пешка на бяло поле g2 · бяла пешка на черно поле h2 · бял офицер на черно поле c1 · бяла дама на бяло поле d1 · бял топ на бяло поле f1 · бял цар на черно поле g1 | черен офицер на бяло поле c8 · черен цар на бяло поле e8 · черен топ на черно поле h8 · черен топ на черно поле a7 · черна пешка на черно поле e7 · черна пешка на бяло поле f7 · черен офицер на черно поле g7 · черна пешка на бяло поле h7 · черна пешка на бяло поле a6 · черна пешка на бяло поле c6 · бяла пешка на черно поле d6 · черна пешка на бяло поле g6 · черна дама на черно поле a5 · черна пешка на черно поле c5 · бяла пешка на бяло поле e4 · бяла пешка на черно поле c3 · бял кон на бяло поле f3 · бял топ на черно поле b2 · бяла пешка на черно поле f2 · бяла пешка на бяло поле g2 · бяла пешка на черно поле h2 · бял офицер на черно поле c1 · бяла дама на бяло поле d1 · бял топ на бяло поле f1 · бял цар на черно поле g1 | черен офицер на бяло поле c8 · черен цар на бяло поле e8 · черен топ на черно поле h8 · черен топ на черно поле a7 · черна пешка на черно поле e7 · черна пешка на бяло поле f7 · черен офицер на черно поле g7 · черна пешка на бяло поле h7 · черна пешка на бяло поле a6 · черна пешка на бяло поле c6 · бяла пешка на черно поле d6 · черна пешка на бяло поле g6 · черна дама на черно поле a5 · черна пешка на черно поле c5 · бяла пешка на бяло поле e4 · бяла пешка на черно поле c3 · бял кон на бяло поле f3 · бял топ на черно поле b2 · бяла пешка на черно поле f2 · бяла пешка на бяло поле g2 · бяла пешка на черно поле h2 · бял офицер на черно поле c1 · бяла дама на бяло поле d1 · бял топ на бяло поле f1 · бял цар на черно поле g1 | черен офицер на бяло поле c8 · черен цар на бяло поле e8 · черен топ на черно поле h8 · черен топ на черно поле a7 · черна пешка на черно поле e7 · черна пешка на бяло поле f7 · черен офицер на черно поле g7 · черна пешка на бяло поле h7 · черна пешка на бяло поле a6 · черна пешка на бяло поле c6 · бяла пешка на черно поле d6 · черна пешка на бяло поле g6 · черна дама на черно поле a5 · черна пешка на черно поле c5 · бяла пешка на бяло поле e4 · бяла пешка на черно поле c3 · бял кон на бяло поле f3 · бял топ на черно поле b2 · бяла пешка на черно поле f2 · бяла пешка на бяло поле g2 · бяла пешка на черно поле h2 · бял офицер на черно поле c1 · бяла дама на бяло поле d1 · бял топ на бяло поле f1 · бял цар на черно поле g1 | черен офицер на бяло поле c8 · черен цар на бяло поле e8 · черен топ на черно поле h8 · черен топ на черно поле a7 · черна пешка на черно поле e7 · черна пешка на бяло поле f7 · черен офицер на черно поле g7 · черна пешка на бяло поле h7 · черна пешка на бяло поле a6 · черна пешка на бяло поле c6 · бяла пешка на черно поле d6 · черна пешка на бяло поле g6 · черна дама на черно поле a5 · черна пешка на черно поле c5 · бяла пешка на бяло поле e4 · бяла пешка на черно поле c3 · бял кон на бяло поле f3 · бял топ на черно поле b2 · бяла пешка на черно поле f2 · бяла пешка на бяло поле g2 · бяла пешка на черно поле h2 · бял офицер на черно поле c1 · бяла дама на бяло поле d1 · бял топ на бяло поле f1 · бял цар на черно поле g1 | 2 |
| 1 | черен офицер на бяло поле c8 · черен цар на бяло поле e8 · черен топ на черно поле h8 · черен топ на черно поле a7 · черна пешка на черно поле e7 · черна пешка на бяло поле f7 · черен офицер на черно поле g7 · черна пешка на бяло поле h7 · черна пешка на бяло поле a6 · черна пешка на бяло поле c6 · бяла пешка на черно поле d6 · черна пешка на бяло поле g6 · черна дама на черно поле a5 · черна пешка на черно поле c5 · бяла пешка на бяло поле e4 · бяла пешка на черно поле c3 · бял кон на бяло поле f3 · бял топ на черно поле b2 · бяла пешка на черно поле f2 · бяла пешка на бяло поле g2 · бяла пешка на черно поле h2 · бял офицер на черно поле c1 · бяла дама на бяло поле d1 · бял топ на бяло поле f1 · бял цар на черно поле g1 | черен офицер на бяло поле c8 · черен цар на бяло поле e8 · черен топ на черно поле h8 · черен топ на черно поле a7 · черна пешка на черно поле e7 · черна пешка на бяло поле f7 · черен офицер на черно поле g7 · черна пешка на бяло поле h7 · черна пешка на бяло поле a6 · черна пешка на бяло поле c6 · бяла пешка на черно поле d6 · черна пешка на бяло поле g6 · черна дама на черно поле a5 · черна пешка на черно поле c5 · бяла пешка на бяло поле e4 · бяла пешка на черно поле c3 · бял кон на бяло поле f3 · бял топ на черно поле b2 · бяла пешка на черно поле f2 · бяла пешка на бяло поле g2 · бяла пешка на черно поле h2 · бял офицер на черно поле c1 · бяла дама на бяло поле d1 · бял топ на бяло поле f1 · бял цар на черно поле g1 | черен офицер на бяло поле c8 · черен цар на бяло поле e8 · черен топ на черно поле h8 · черен топ на черно поле a7 · черна пешка на черно поле e7 · черна пешка на бяло поле f7 · черен офицер на черно поле g7 · черна пешка на бяло поле h7 · черна пешка на бяло поле a6 · черна пешка на бяло поле c6 · бяла пешка на черно поле d6 · черна пешка на бяло поле g6 · черна дама на черно поле a5 · черна пешка на черно поле c5 · бяла пешка на бяло поле e4 · бяла пешка на черно поле c3 · бял кон на бяло поле f3 · бял топ на черно поле b2 · бяла пешка на черно поле f2 · бяла пешка на бяло поле g2 · бяла пешка на черно поле h2 · бял офицер на черно поле c1 · бяла дама на бяло поле d1 · бял топ на бяло поле f1 · бял цар на черно поле g1 | черен офицер на бяло поле c8 · черен цар на бяло поле e8 · черен топ на черно поле h8 · черен топ на черно поле a7 · черна пешка на черно поле e7 · черна пешка на бяло поле f7 · черен офицер на черно поле g7 · черна пешка на бяло поле h7 · черна пешка на бяло поле a6 · черна пешка на бяло поле c6 · бяла пешка на черно поле d6 · черна пешка на бяло поле g6 · черна дама на черно поле a5 · черна пешка на черно поле c5 · бяла пешка на бяло поле e4 · бяла пешка на черно поле c3 · бял кон на бяло поле f3 · бял топ на черно поле b2 · бяла пешка на черно поле f2 · бяла пешка на бяло поле g2 · бяла пешка на черно поле h2 · бял офицер на черно поле c1 · бяла дама на бяло поле d1 · бял топ на бяло поле f1 · бял цар на черно поле g1 | черен офицер на бяло поле c8 · черен цар на бяло поле e8 · черен топ на черно поле h8 · черен топ на черно поле a7 · черна пешка на черно поле e7 · черна пешка на бяло поле f7 · черен офицер на черно поле g7 · черна пешка на бяло поле h7 · черна пешка на бяло поле a6 · черна пешка на бяло поле c6 · бяла пешка на черно поле d6 · черна пешка на бяло поле g6 · черна дама на черно поле a5 · черна пешка на черно поле c5 · бяла пешка на бяло поле e4 · бяла пешка на черно поле c3 · бял кон на бяло поле f3 · бял топ на черно поле b2 · бяла пешка на черно поле f2 · бяла пешка на бяло поле g2 · бяла пешка на черно поле h2 · бял офицер на черно поле c1 · бяла дама на бяло поле d1 · бял топ на бяло поле f1 · бял цар на черно поле g1 | черен офицер на бяло поле c8 · черен цар на бяло поле e8 · черен топ на черно поле h8 · черен топ на черно поле a7 · черна пешка на черно поле e7 · черна пешка на бяло поле f7 · черен офицер на черно поле g7 · черна пешка на бяло поле h7 · черна пешка на бяло поле a6 · черна пешка на бяло поле c6 · бяла пешка на черно поле d6 · черна пешка на бяло поле g6 · черна дама на черно поле a5 · черна пешка на черно поле c5 · бяла пешка на бяло поле e4 · бяла пешка на черно поле c3 · бял кон на бяло поле f3 · бял топ на черно поле b2 · бяла пешка на черно поле f2 · бяла пешка на бяло поле g2 · бяла пешка на черно поле h2 · бял офицер на черно поле c1 · бяла дама на бяло поле d1 · бял топ на бяло поле f1 · бял цар на черно поле g1 | черен офицер на бяло поле c8 · черен цар на бяло поле e8 · черен топ на черно поле h8 · черен топ на черно поле a7 · черна пешка на черно поле e7 · черна пешка на бяло поле f7 · черен офицер на черно поле g7 · черна пешка на бяло поле h7 · черна пешка на бяло поле a6 · черна пешка на бяло поле c6 · бяла пешка на черно поле d6 · черна пешка на бяло поле g6 · черна дама на черно поле a5 · черна пешка на черно поле c5 · бяла пешка на бяло поле e4 · бяла пешка на черно поле c3 · бял кон на бяло поле f3 · бял топ на черно поле b2 · бяла пешка на черно поле f2 · бяла пешка на бяло поле g2 · бяла пешка на черно поле h2 · бял офицер на черно поле c1 · бяла дама на бяло поле d1 · бял топ на бяло поле f1 · бял цар на черно поле g1 | черен офицер на бяло поле c8 · черен цар на бяло поле e8 · черен топ на черно поле h8 · черен топ на черно поле a7 · черна пешка на черно поле e7 · черна пешка на бяло поле f7 · черен офицер на черно поле g7 · черна пешка на бяло поле h7 · черна пешка на бяло поле a6 · черна пешка на бяло поле c6 · бяла пешка на черно поле d6 · черна пешка на бяло поле g6 · черна дама на черно поле a5 · черна пешка на черно поле c5 · бяла пешка на бяло поле e4 · бяла пешка на черно поле c3 · бял кон на бяло поле f3 · бял топ на черно поле b2 · бяла пешка на черно поле f2 · бяла пешка на бяло поле g2 · бяла пешка на черно поле h2 · бял офицер на черно поле c1 · бяла дама на бяло поле d1 · бял топ на бяло поле f1 · бял цар на черно поле g1 | 1 |
|   | a | b | c | d | e | f | g | h |   |

|   | a | b | c | d | e | f | g | h |   |
| 8 | черен топ на бяло поле c8 · черна пешка на черно поле a7 · черна пешка на бяло поле b7 · черен офицер на бяло поле d7 · черен цар на черно поле g7 · черна пешка на бяло поле h7 · бяла пешка на черно поле d6 · черна пешка на бяло поле g6 · черен топ на бяло поле f5 · черен кон на бяло поле a4 · бяла пешка на бяло поле f3 · бяла пешка на бяло поле a2 · бяла пешка на черно поле b2 · бял кон на бяло поле e2 · бяла пешка на бяло поле g2 · бял цар на черно поле a1 · бял топ на бяло поле d1 · бял офицер на бяло поле f1 · бял топ на бяло поле h1 | черен топ на бяло поле c8 · черна пешка на черно поле a7 · черна пешка на бяло поле b7 · черен офицер на бяло поле d7 · черен цар на черно поле g7 · черна пешка на бяло поле h7 · бяла пешка на черно поле d6 · черна пешка на бяло поле g6 · черен топ на бяло поле f5 · черен кон на бяло поле a4 · бяла пешка на бяло поле f3 · бяла пешка на бяло поле a2 · бяла пешка на черно поле b2 · бял кон на бяло поле e2 · бяла пешка на бяло поле g2 · бял цар на черно поле a1 · бял топ на бяло поле d1 · бял офицер на бяло поле f1 · бял топ на бяло поле h1 | черен топ на бяло поле c8 · черна пешка на черно поле a7 · черна пешка на бяло поле b7 · черен офицер на бяло поле d7 · черен цар на черно поле g7 · черна пешка на бяло поле h7 · бяла пешка на черно поле d6 · черна пешка на бяло поле g6 · черен топ на бяло поле f5 · черен кон на бяло поле a4 · бяла пешка на бяло поле f3 · бяла пешка на бяло поле a2 · бяла пешка на черно поле b2 · бял кон на бяло поле e2 · бяла пешка на бяло поле g2 · бял цар на черно поле a1 · бял топ на бяло поле d1 · бял офицер на бяло поле f1 · бял топ на бяло поле h1 | черен топ на бяло поле c8 · черна пешка на черно поле a7 · черна пешка на бяло поле b7 · черен офицер на бяло поле d7 · черен цар на черно поле g7 · черна пешка на бяло поле h7 · бяла пешка на черно поле d6 · черна пешка на бяло поле g6 · черен топ на бяло поле f5 · черен кон на бяло поле a4 · бяла пешка на бяло поле f3 · бяла пешка на бяло поле a2 · бяла пешка на черно поле b2 · бял кон на бяло поле e2 · бяла пешка на бяло поле g2 · бял цар на черно поле a1 · бял топ на бяло поле d1 · бял офицер на бяло поле f1 · бял топ на бяло поле h1 | черен топ на бяло поле c8 · черна пешка на черно поле a7 · черна пешка на бяло поле b7 · черен офицер на бяло поле d7 · черен цар на черно поле g7 · черна пешка на бяло поле h7 · бяла пешка на черно поле d6 · черна пешка на бяло поле g6 · черен топ на бяло поле f5 · черен кон на бяло поле a4 · бяла пешка на бяло поле f3 · бяла пешка на бяло поле a2 · бяла пешка на черно поле b2 · бял кон на бяло поле e2 · бяла пешка на бяло поле g2 · бял цар на черно поле a1 · бял топ на бяло поле d1 · бял офицер на бяло поле f1 · бял топ на бяло поле h1 | черен топ на бяло поле c8 · черна пешка на черно поле a7 · черна пешка на бяло поле b7 · черен офицер на бяло поле d7 · черен цар на черно поле g7 · черна пешка на бяло поле h7 · бяла пешка на черно поле d6 · черна пешка на бяло поле g6 · черен топ на бяло поле f5 · черен кон на бяло поле a4 · бяла пешка на бяло поле f3 · бяла пешка на бяло поле a2 · бяла пешка на черно поле b2 · бял кон на бяло поле e2 · бяла пешка на бяло поле g2 · бял цар на черно поле a1 · бял топ на бяло поле d1 · бял офицер на бяло поле f1 · бял топ на бяло поле h1 | черен топ на бяло поле c8 · черна пешка на черно поле a7 · черна пешка на бяло поле b7 · черен офицер на бяло поле d7 · черен цар на черно поле g7 · черна пешка на бяло поле h7 · бяла пешка на черно поле d6 · черна пешка на бяло поле g6 · черен топ на бяло поле f5 · черен кон на бяло поле a4 · бяла пешка на бяло поле f3 · бяла пешка на бяло поле a2 · бяла пешка на черно поле b2 · бял кон на бяло поле e2 · бяла пешка на бяло поле g2 · бял цар на черно поле a1 · бял топ на бяло поле d1 · бял офицер на бяло поле f1 · бял топ на бяло поле h1 | черен топ на бяло поле c8 · черна пешка на черно поле a7 · черна пешка на бяло поле b7 · черен офицер на бяло поле d7 · черен цар на черно поле g7 · черна пешка на бяло поле h7 · бяла пешка на черно поле d6 · черна пешка на бяло поле g6 · черен топ на бяло поле f5 · черен кон на бяло поле a4 · бяла пешка на бяло поле f3 · бяла пешка на бяло поле a2 · бяла пешка на черно поле b2 · бял кон на бяло поле e2 · бяла пешка на бяло поле g2 · бял цар на черно поле a1 · бял топ на бяло поле d1 · бял офицер на бяло поле f1 · бял топ на бяло поле h1 | 8 |
| 7 | черен топ на бяло поле c8 · черна пешка на черно поле a7 · черна пешка на бяло поле b7 · черен офицер на бяло поле d7 · черен цар на черно поле g7 · черна пешка на бяло поле h7 · бяла пешка на черно поле d6 · черна пешка на бяло поле g6 · черен топ на бяло поле f5 · черен кон на бяло поле a4 · бяла пешка на бяло поле f3 · бяла пешка на бяло поле a2 · бяла пешка на черно поле b2 · бял кон на бяло поле e2 · бяла пешка на бяло поле g2 · бял цар на черно поле a1 · бял топ на бяло поле d1 · бял офицер на бяло поле f1 · бял топ на бяло поле h1 | черен топ на бяло поле c8 · черна пешка на черно поле a7 · черна пешка на бяло поле b7 · черен офицер на бяло поле d7 · черен цар на черно поле g7 · черна пешка на бяло поле h7 · бяла пешка на черно поле d6 · черна пешка на бяло поле g6 · черен топ на бяло поле f5 · черен кон на бяло поле a4 · бяла пешка на бяло поле f3 · бяла пешка на бяло поле a2 · бяла пешка на черно поле b2 · бял кон на бяло поле e2 · бяла пешка на бяло поле g2 · бял цар на черно поле a1 · бял топ на бяло поле d1 · бял офицер на бяло поле f1 · бял топ на бяло поле h1 | черен топ на бяло поле c8 · черна пешка на черно поле a7 · черна пешка на бяло поле b7 · черен офицер на бяло поле d7 · черен цар на черно поле g7 · черна пешка на бяло поле h7 · бяла пешка на черно поле d6 · черна пешка на бяло поле g6 · черен топ на бяло поле f5 · черен кон на бяло поле a4 · бяла пешка на бяло поле f3 · бяла пешка на бяло поле a2 · бяла пешка на черно поле b2 · бял кон на бяло поле e2 · бяла пешка на бяло поле g2 · бял цар на черно поле a1 · бял топ на бяло поле d1 · бял офицер на бяло поле f1 · бял топ на бяло поле h1 | черен топ на бяло поле c8 · черна пешка на черно поле a7 · черна пешка на бяло поле b7 · черен офицер на бяло поле d7 · черен цар на черно поле g7 · черна пешка на бяло поле h7 · бяла пешка на черно поле d6 · черна пешка на бяло поле g6 · черен топ на бяло поле f5 · черен кон на бяло поле a4 · бяла пешка на бяло поле f3 · бяла пешка на бяло поле a2 · бяла пешка на черно поле b2 · бял кон на бяло поле e2 · бяла пешка на бяло поле g2 · бял цар на черно поле a1 · бял топ на бяло поле d1 · бял офицер на бяло поле f1 · бял топ на бяло поле h1 | черен топ на бяло поле c8 · черна пешка на черно поле a7 · черна пешка на бяло поле b7 · черен офицер на бяло поле d7 · черен цар на черно поле g7 · черна пешка на бяло поле h7 · бяла пешка на черно поле d6 · черна пешка на бяло поле g6 · черен топ на бяло поле f5 · черен кон на бяло поле a4 · бяла пешка на бяло поле f3 · бяла пешка на бяло поле a2 · бяла пешка на черно поле b2 · бял кон на бяло поле e2 · бяла пешка на бяло поле g2 · бял цар на черно поле a1 · бял топ на бяло поле d1 · бял офицер на бяло поле f1 · бял топ на бяло поле h1 | черен топ на бяло поле c8 · черна пешка на черно поле a7 · черна пешка на бяло поле b7 · черен офицер на бяло поле d7 · черен цар на черно поле g7 · черна пешка на бяло поле h7 · бяла пешка на черно поле d6 · черна пешка на бяло поле g6 · черен топ на бяло поле f5 · черен кон на бяло поле a4 · бяла пешка на бяло поле f3 · бяла пешка на бяло поле a2 · бяла пешка на черно поле b2 · бял кон на бяло поле e2 · бяла пешка на бяло поле g2 · бял цар на черно поле a1 · бял топ на бяло поле d1 · бял офицер на бяло поле f1 · бял топ на бяло поле h1 | черен топ на бяло поле c8 · черна пешка на черно поле a7 · черна пешка на бяло поле b7 · черен офицер на бяло поле d7 · черен цар на черно поле g7 · черна пешка на бяло поле h7 · бяла пешка на черно поле d6 · черна пешка на бяло поле g6 · черен топ на бяло поле f5 · черен кон на бяло поле a4 · бяла пешка на бяло поле f3 · бяла пешка на бяло поле a2 · бяла пешка на черно поле b2 · бял кон на бяло поле e2 · бяла пешка на бяло поле g2 · бял цар на черно поле a1 · бял топ на бяло поле d1 · бял офицер на бяло поле f1 · бял топ на бяло поле h1 | черен топ на бяло поле c8 · черна пешка на черно поле a7 · черна пешка на бяло поле b7 · черен офицер на бяло поле d7 · черен цар на черно поле g7 · черна пешка на бяло поле h7 · бяла пешка на черно поле d6 · черна пешка на бяло поле g6 · черен топ на бяло поле f5 · черен кон на бяло поле a4 · бяла пешка на бяло поле f3 · бяла пешка на бяло поле a2 · бяла пешка на черно поле b2 · бял кон на бяло поле e2 · бяла пешка на бяло поле g2 · бял цар на черно поле a1 · бял топ на бяло поле d1 · бял офицер на бяло поле f1 · бял топ на бяло поле h1 | 7 |
| 6 | черен топ на бяло поле c8 · черна пешка на черно поле a7 · черна пешка на бяло поле b7 · черен офицер на бяло поле d7 · черен цар на черно поле g7 · черна пешка на бяло поле h7 · бяла пешка на черно поле d6 · черна пешка на бяло поле g6 · черен топ на бяло поле f5 · черен кон на бяло поле a4 · бяла пешка на бяло поле f3 · бяла пешка на бяло поле a2 · бяла пешка на черно поле b2 · бял кон на бяло поле e2 · бяла пешка на бяло поле g2 · бял цар на черно поле a1 · бял топ на бяло поле d1 · бял офицер на бяло поле f1 · бял топ на бяло поле h1 | черен топ на бяло поле c8 · черна пешка на черно поле a7 · черна пешка на бяло поле b7 · черен офицер на бяло поле d7 · черен цар на черно поле g7 · черна пешка на бяло поле h7 · бяла пешка на черно поле d6 · черна пешка на бяло поле g6 · черен топ на бяло поле f5 · черен кон на бяло поле a4 · бяла пешка на бяло поле f3 · бяла пешка на бяло поле a2 · бяла пешка на черно поле b2 · бял кон на бяло поле e2 · бяла пешка на бяло поле g2 · бял цар на черно поле a1 · бял топ на бяло поле d1 · бял офицер на бяло поле f1 · бял топ на бяло поле h1 | черен топ на бяло поле c8 · черна пешка на черно поле a7 · черна пешка на бяло поле b7 · черен офицер на бяло поле d7 · черен цар на черно поле g7 · черна пешка на бяло поле h7 · бяла пешка на черно поле d6 · черна пешка на бяло поле g6 · черен топ на бяло поле f5 · черен кон на бяло поле a4 · бяла пешка на бяло поле f3 · бяла пешка на бяло поле a2 · бяла пешка на черно поле b2 · бял кон на бяло поле e2 · бяла пешка на бяло поле g2 · бял цар на черно поле a1 · бял топ на бяло поле d1 · бял офицер на бяло поле f1 · бял топ на бяло поле h1 | черен топ на бяло поле c8 · черна пешка на черно поле a7 · черна пешка на бяло поле b7 · черен офицер на бяло поле d7 · черен цар на черно поле g7 · черна пешка на бяло поле h7 · бяла пешка на черно поле d6 · черна пешка на бяло поле g6 · черен топ на бяло поле f5 · черен кон на бяло поле a4 · бяла пешка на бяло поле f3 · бяла пешка на бяло поле a2 · бяла пешка на черно поле b2 · бял кон на бяло поле e2 · бяла пешка на бяло поле g2 · бял цар на черно поле a1 · бял топ на бяло поле d1 · бял офицер на бяло поле f1 · бял топ на бяло поле h1 | черен топ на бяло поле c8 · черна пешка на черно поле a7 · черна пешка на бяло поле b7 · черен офицер на бяло поле d7 · черен цар на черно поле g7 · черна пешка на бяло поле h7 · бяла пешка на черно поле d6 · черна пешка на бяло поле g6 · черен топ на бяло поле f5 · черен кон на бяло поле a4 · бяла пешка на бяло поле f3 · бяла пешка на бяло поле a2 · бяла пешка на черно поле b2 · бял кон на бяло поле e2 · бяла пешка на бяло поле g2 · бял цар на черно поле a1 · бял топ на бяло поле d1 · бял офицер на бяло поле f1 · бял топ на бяло поле h1 | черен топ на бяло поле c8 · черна пешка на черно поле a7 · черна пешка на бяло поле b7 · черен офицер на бяло поле d7 · черен цар на черно поле g7 · черна пешка на бяло поле h7 · бяла пешка на черно поле d6 · черна пешка на бяло поле g6 · черен топ на бяло поле f5 · черен кон на бяло поле a4 · бяла пешка на бяло поле f3 · бяла пешка на бяло поле a2 · бяла пешка на черно поле b2 · бял кон на бяло поле e2 · бяла пешка на бяло поле g2 · бял цар на черно поле a1 · бял топ на бяло поле d1 · бял офицер на бяло поле f1 · бял топ на бяло поле h1 | черен топ на бяло поле c8 · черна пешка на черно поле a7 · черна пешка на бяло поле b7 · черен офицер на бяло поле d7 · черен цар на черно поле g7 · черна пешка на бяло поле h7 · бяла пешка на черно поле d6 · черна пешка на бяло поле g6 · черен топ на бяло поле f5 · черен кон на бяло поле a4 · бяла пешка на бяло поле f3 · бяла пешка на бяло поле a2 · бяла пешка на черно поле b2 · бял кон на бяло поле e2 · бяла пешка на бяло поле g2 · бял цар на черно поле a1 · бял топ на бяло поле d1 · бял офицер на бяло поле f1 · бял топ на бяло поле h1 | черен топ на бяло поле c8 · черна пешка на черно поле a7 · черна пешка на бяло поле b7 · черен офицер на бяло поле d7 · черен цар на черно поле g7 · черна пешка на бяло поле h7 · бяла пешка на черно поле d6 · черна пешка на бяло поле g6 · черен топ на бяло поле f5 · черен кон на бяло поле a4 · бяла пешка на бяло поле f3 · бяла пешка на бяло поле a2 · бяла пешка на черно поле b2 · бял кон на бяло поле e2 · бяла пешка на бяло поле g2 · бял цар на черно поле a1 · бял топ на бяло поле d1 · бял офицер на бяло поле f1 · бял топ на бяло поле h1 | 6 |
| 5 | черен топ на бяло поле c8 · черна пешка на черно поле a7 · черна пешка на бяло поле b7 · черен офицер на бяло поле d7 · черен цар на черно поле g7 · черна пешка на бяло поле h7 · бяла пешка на черно поле d6 · черна пешка на бяло поле g6 · черен топ на бяло поле f5 · черен кон на бяло поле a4 · бяла пешка на бяло поле f3 · бяла пешка на бяло поле a2 · бяла пешка на черно поле b2 · бял кон на бяло поле e2 · бяла пешка на бяло поле g2 · бял цар на черно поле a1 · бял топ на бяло поле d1 · бял офицер на бяло поле f1 · бял топ на бяло поле h1 | черен топ на бяло поле c8 · черна пешка на черно поле a7 · черна пешка на бяло поле b7 · черен офицер на бяло поле d7 · черен цар на черно поле g7 · черна пешка на бяло поле h7 · бяла пешка на черно поле d6 · черна пешка на бяло поле g6 · черен топ на бяло поле f5 · черен кон на бяло поле a4 · бяла пешка на бяло поле f3 · бяла пешка на бяло поле a2 · бяла пешка на черно поле b2 · бял кон на бяло поле e2 · бяла пешка на бяло поле g2 · бял цар на черно поле a1 · бял топ на бяло поле d1 · бял офицер на бяло поле f1 · бял топ на бяло поле h1 | черен топ на бяло поле c8 · черна пешка на черно поле a7 · черна пешка на бяло поле b7 · черен офицер на бяло поле d7 · черен цар на черно поле g7 · черна пешка на бяло поле h7 · бяла пешка на черно поле d6 · черна пешка на бяло поле g6 · черен топ на бяло поле f5 · черен кон на бяло поле a4 · бяла пешка на бяло поле f3 · бяла пешка на бяло поле a2 · бяла пешка на черно поле b2 · бял кон на бяло поле e2 · бяла пешка на бяло поле g2 · бял цар на черно поле a1 · бял топ на бяло поле d1 · бял офицер на бяло поле f1 · бял топ на бяло поле h1 | черен топ на бяло поле c8 · черна пешка на черно поле a7 · черна пешка на бяло поле b7 · черен офицер на бяло поле d7 · черен цар на черно поле g7 · черна пешка на бяло поле h7 · бяла пешка на черно поле d6 · черна пешка на бяло поле g6 · черен топ на бяло поле f5 · черен кон на бяло поле a4 · бяла пешка на бяло поле f3 · бяла пешка на бяло поле a2 · бяла пешка на черно поле b2 · бял кон на бяло поле e2 · бяла пешка на бяло поле g2 · бял цар на черно поле a1 · бял топ на бяло поле d1 · бял офицер на бяло поле f1 · бял топ на бяло поле h1 | черен топ на бяло поле c8 · черна пешка на черно поле a7 · черна пешка на бяло поле b7 · черен офицер на бяло поле d7 · черен цар на черно поле g7 · черна пешка на бяло поле h7 · бяла пешка на черно поле d6 · черна пешка на бяло поле g6 · черен топ на бяло поле f5 · черен кон на бяло поле a4 · бяла пешка на бяло поле f3 · бяла пешка на бяло поле a2 · бяла пешка на черно поле b2 · бял кон на бяло поле e2 · бяла пешка на бяло поле g2 · бял цар на черно поле a1 · бял топ на бяло поле d1 · бял офицер на бяло поле f1 · бял топ на бяло поле h1 | черен топ на бяло поле c8 · черна пешка на черно поле a7 · черна пешка на бяло поле b7 · черен офицер на бяло поле d7 · черен цар на черно поле g7 · черна пешка на бяло поле h7 · бяла пешка на черно поле d6 · черна пешка на бяло поле g6 · черен топ на бяло поле f5 · черен кон на бяло поле a4 · бяла пешка на бяло поле f3 · бяла пешка на бяло поле a2 · бяла пешка на черно поле b2 · бял кон на бяло поле e2 · бяла пешка на бяло поле g2 · бял цар на черно поле a1 · бял топ на бяло поле d1 · бял офицер на бяло поле f1 · бял топ на бяло поле h1 | черен топ на бяло поле c8 · черна пешка на черно поле a7 · черна пешка на бяло поле b7 · черен офицер на бяло поле d7 · черен цар на черно поле g7 · черна пешка на бяло поле h7 · бяла пешка на черно поле d6 · черна пешка на бяло поле g6 · черен топ на бяло поле f5 · черен кон на бяло поле a4 · бяла пешка на бяло поле f3 · бяла пешка на бяло поле a2 · бяла пешка на черно поле b2 · бял кон на бяло поле e2 · бяла пешка на бяло поле g2 · бял цар на черно поле a1 · бял топ на бяло поле d1 · бял офицер на бяло поле f1 · бял топ на бяло поле h1 | черен топ на бяло поле c8 · черна пешка на черно поле a7 · черна пешка на бяло поле b7 · черен офицер на бяло поле d7 · черен цар на черно поле g7 · черна пешка на бяло поле h7 · бяла пешка на черно поле d6 · черна пешка на бяло поле g6 · черен топ на бяло поле f5 · черен кон на бяло поле a4 · бяла пешка на бяло поле f3 · бяла пешка на бяло поле a2 · бяла пешка на черно поле b2 · бял кон на бяло поле e2 · бяла пешка на бяло поле g2 · бял цар на черно поле a1 · бял топ на бяло поле d1 · бял офицер на бяло поле f1 · бял топ на бяло поле h1 | 5 |
| 4 | черен топ на бяло поле c8 · черна пешка на черно поле a7 · черна пешка на бяло поле b7 · черен офицер на бяло поле d7 · черен цар на черно поле g7 · черна пешка на бяло поле h7 · бяла пешка на черно поле d6 · черна пешка на бяло поле g6 · черен топ на бяло поле f5 · черен кон на бяло поле a4 · бяла пешка на бяло поле f3 · бяла пешка на бяло поле a2 · бяла пешка на черно поле b2 · бял кон на бяло поле e2 · бяла пешка на бяло поле g2 · бял цар на черно поле a1 · бял топ на бяло поле d1 · бял офицер на бяло поле f1 · бял топ на бяло поле h1 | черен топ на бяло поле c8 · черна пешка на черно поле a7 · черна пешка на бяло поле b7 · черен офицер на бяло поле d7 · черен цар на черно поле g7 · черна пешка на бяло поле h7 · бяла пешка на черно поле d6 · черна пешка на бяло поле g6 · черен топ на бяло поле f5 · черен кон на бяло поле a4 · бяла пешка на бяло поле f3 · бяла пешка на бяло поле a2 · бяла пешка на черно поле b2 · бял кон на бяло поле e2 · бяла пешка на бяло поле g2 · бял цар на черно поле a1 · бял топ на бяло поле d1 · бял офицер на бяло поле f1 · бял топ на бяло поле h1 | черен топ на бяло поле c8 · черна пешка на черно поле a7 · черна пешка на бяло поле b7 · черен офицер на бяло поле d7 · черен цар на черно поле g7 · черна пешка на бяло поле h7 · бяла пешка на черно поле d6 · черна пешка на бяло поле g6 · черен топ на бяло поле f5 · черен кон на бяло поле a4 · бяла пешка на бяло поле f3 · бяла пешка на бяло поле a2 · бяла пешка на черно поле b2 · бял кон на бяло поле e2 · бяла пешка на бяло поле g2 · бял цар на черно поле a1 · бял топ на бяло поле d1 · бял офицер на бяло поле f1 · бял топ на бяло поле h1 | черен топ на бяло поле c8 · черна пешка на черно поле a7 · черна пешка на бяло поле b7 · черен офицер на бяло поле d7 · черен цар на черно поле g7 · черна пешка на бяло поле h7 · бяла пешка на черно поле d6 · черна пешка на бяло поле g6 · черен топ на бяло поле f5 · черен кон на бяло поле a4 · бяла пешка на бяло поле f3 · бяла пешка на бяло поле a2 · бяла пешка на черно поле b2 · бял кон на бяло поле e2 · бяла пешка на бяло поле g2 · бял цар на черно поле a1 · бял топ на бяло поле d1 · бял офицер на бяло поле f1 · бял топ на бяло поле h1 | черен топ на бяло поле c8 · черна пешка на черно поле a7 · черна пешка на бяло поле b7 · черен офицер на бяло поле d7 · черен цар на черно поле g7 · черна пешка на бяло поле h7 · бяла пешка на черно поле d6 · черна пешка на бяло поле g6 · черен топ на бяло поле f5 · черен кон на бяло поле a4 · бяла пешка на бяло поле f3 · бяла пешка на бяло поле a2 · бяла пешка на черно поле b2 · бял кон на бяло поле e2 · бяла пешка на бяло поле g2 · бял цар на черно поле a1 · бял топ на бяло поле d1 · бял офицер на бяло поле f1 · бял топ на бяло поле h1 | черен топ на бяло поле c8 · черна пешка на черно поле a7 · черна пешка на бяло поле b7 · черен офицер на бяло поле d7 · черен цар на черно поле g7 · черна пешка на бяло поле h7 · бяла пешка на черно поле d6 · черна пешка на бяло поле g6 · черен топ на бяло поле f5 · черен кон на бяло поле a4 · бяла пешка на бяло поле f3 · бяла пешка на бяло поле a2 · бяла пешка на черно поле b2 · бял кон на бяло поле e2 · бяла пешка на бяло поле g2 · бял цар на черно поле a1 · бял топ на бяло поле d1 · бял офицер на бяло поле f1 · бял топ на бяло поле h1 | черен топ на бяло поле c8 · черна пешка на черно поле a7 · черна пешка на бяло поле b7 · черен офицер на бяло поле d7 · черен цар на черно поле g7 · черна пешка на бяло поле h7 · бяла пешка на черно поле d6 · черна пешка на бяло поле g6 · черен топ на бяло поле f5 · черен кон на бяло поле a4 · бяла пешка на бяло поле f3 · бяла пешка на бяло поле a2 · бяла пешка на черно поле b2 · бял кон на бяло поле e2 · бяла пешка на бяло поле g2 · бял цар на черно поле a1 · бял топ на бяло поле d1 · бял офицер на бяло поле f1 · бял топ на бяло поле h1 | черен топ на бяло поле c8 · черна пешка на черно поле a7 · черна пешка на бяло поле b7 · черен офицер на бяло поле d7 · черен цар на черно поле g7 · черна пешка на бяло поле h7 · бяла пешка на черно поле d6 · черна пешка на бяло поле g6 · черен топ на бяло поле f5 · черен кон на бяло поле a4 · бяла пешка на бяло поле f3 · бяла пешка на бяло поле a2 · бяла пешка на черно поле b2 · бял кон на бяло поле e2 · бяла пешка на бяло поле g2 · бял цар на черно поле a1 · бял топ на бяло поле d1 · бял офицер на бяло поле f1 · бял топ на бяло поле h1 | 4 |
| 3 | черен топ на бяло поле c8 · черна пешка на черно поле a7 · черна пешка на бяло поле b7 · черен офицер на бяло поле d7 · черен цар на черно поле g7 · черна пешка на бяло поле h7 · бяла пешка на черно поле d6 · черна пешка на бяло поле g6 · черен топ на бяло поле f5 · черен кон на бяло поле a4 · бяла пешка на бяло поле f3 · бяла пешка на бяло поле a2 · бяла пешка на черно поле b2 · бял кон на бяло поле e2 · бяла пешка на бяло поле g2 · бял цар на черно поле a1 · бял топ на бяло поле d1 · бял офицер на бяло поле f1 · бял топ на бяло поле h1 | черен топ на бяло поле c8 · черна пешка на черно поле a7 · черна пешка на бяло поле b7 · черен офицер на бяло поле d7 · черен цар на черно поле g7 · черна пешка на бяло поле h7 · бяла пешка на черно поле d6 · черна пешка на бяло поле g6 · черен топ на бяло поле f5 · черен кон на бяло поле a4 · бяла пешка на бяло поле f3 · бяла пешка на бяло поле a2 · бяла пешка на черно поле b2 · бял кон на бяло поле e2 · бяла пешка на бяло поле g2 · бял цар на черно поле a1 · бял топ на бяло поле d1 · бял офицер на бяло поле f1 · бял топ на бяло поле h1 | черен топ на бяло поле c8 · черна пешка на черно поле a7 · черна пешка на бяло поле b7 · черен офицер на бяло поле d7 · черен цар на черно поле g7 · черна пешка на бяло поле h7 · бяла пешка на черно поле d6 · черна пешка на бяло поле g6 · черен топ на бяло поле f5 · черен кон на бяло поле a4 · бяла пешка на бяло поле f3 · бяла пешка на бяло поле a2 · бяла пешка на черно поле b2 · бял кон на бяло поле e2 · бяла пешка на бяло поле g2 · бял цар на черно поле a1 · бял топ на бяло поле d1 · бял офицер на бяло поле f1 · бял топ на бяло поле h1 | черен топ на бяло поле c8 · черна пешка на черно поле a7 · черна пешка на бяло поле b7 · черен офицер на бяло поле d7 · черен цар на черно поле g7 · черна пешка на бяло поле h7 · бяла пешка на черно поле d6 · черна пешка на бяло поле g6 · черен топ на бяло поле f5 · черен кон на бяло поле a4 · бяла пешка на бяло поле f3 · бяла пешка на бяло поле a2 · бяла пешка на черно поле b2 · бял кон на бяло поле e2 · бяла пешка на бяло поле g2 · бял цар на черно поле a1 · бял топ на бяло поле d1 · бял офицер на бяло поле f1 · бял топ на бяло поле h1 | черен топ на бяло поле c8 · черна пешка на черно поле a7 · черна пешка на бяло поле b7 · черен офицер на бяло поле d7 · черен цар на черно поле g7 · черна пешка на бяло поле h7 · бяла пешка на черно поле d6 · черна пешка на бяло поле g6 · черен топ на бяло поле f5 · черен кон на бяло поле a4 · бяла пешка на бяло поле f3 · бяла пешка на бяло поле a2 · бяла пешка на черно поле b2 · бял кон на бяло поле e2 · бяла пешка на бяло поле g2 · бял цар на черно поле a1 · бял топ на бяло поле d1 · бял офицер на бяло поле f1 · бял топ на бяло поле h1 | черен топ на бяло поле c8 · черна пешка на черно поле a7 · черна пешка на бяло поле b7 · черен офицер на бяло поле d7 · черен цар на черно поле g7 · черна пешка на бяло поле h7 · бяла пешка на черно поле d6 · черна пешка на бяло поле g6 · черен топ на бяло поле f5 · черен кон на бяло поле a4 · бяла пешка на бяло поле f3 · бяла пешка на бяло поле a2 · бяла пешка на черно поле b2 · бял кон на бяло поле e2 · бяла пешка на бяло поле g2 · бял цар на черно поле a1 · бял топ на бяло поле d1 · бял офицер на бяло поле f1 · бял топ на бяло поле h1 | черен топ на бяло поле c8 · черна пешка на черно поле a7 · черна пешка на бяло поле b7 · черен офицер на бяло поле d7 · черен цар на черно поле g7 · черна пешка на бяло поле h7 · бяла пешка на черно поле d6 · черна пешка на бяло поле g6 · черен топ на бяло поле f5 · черен кон на бяло поле a4 · бяла пешка на бяло поле f3 · бяла пешка на бяло поле a2 · бяла пешка на черно поле b2 · бял кон на бяло поле e2 · бяла пешка на бяло поле g2 · бял цар на черно поле a1 · бял топ на бяло поле d1 · бял офицер на бяло поле f1 · бял топ на бяло поле h1 | черен топ на бяло поле c8 · черна пешка на черно поле a7 · черна пешка на бяло поле b7 · черен офицер на бяло поле d7 · черен цар на черно поле g7 · черна пешка на бяло поле h7 · бяла пешка на черно поле d6 · черна пешка на бяло поле g6 · черен топ на бяло поле f5 · черен кон на бяло поле a4 · бяла пешка на бяло поле f3 · бяла пешка на бяло поле a2 · бяла пешка на черно поле b2 · бял кон на бяло поле e2 · бяла пешка на бяло поле g2 · бял цар на черно поле a1 · бял топ на бяло поле d1 · бял офицер на бяло поле f1 · бял топ на бяло поле h1 | 3 |
| 2 | черен топ на бяло поле c8 · черна пешка на черно поле a7 · черна пешка на бяло поле b7 · черен офицер на бяло поле d7 · черен цар на черно поле g7 · черна пешка на бяло поле h7 · бяла пешка на черно поле d6 · черна пешка на бяло поле g6 · черен топ на бяло поле f5 · черен кон на бяло поле a4 · бяла пешка на бяло поле f3 · бяла пешка на бяло поле a2 · бяла пешка на черно поле b2 · бял кон на бяло поле e2 · бяла пешка на бяло поле g2 · бял цар на черно поле a1 · бял топ на бяло поле d1 · бял офицер на бяло поле f1 · бял топ на бяло поле h1 | черен топ на бяло поле c8 · черна пешка на черно поле a7 · черна пешка на бяло поле b7 · черен офицер на бяло поле d7 · черен цар на черно поле g7 · черна пешка на бяло поле h7 · бяла пешка на черно поле d6 · черна пешка на бяло поле g6 · черен топ на бяло поле f5 · черен кон на бяло поле a4 · бяла пешка на бяло поле f3 · бяла пешка на бяло поле a2 · бяла пешка на черно поле b2 · бял кон на бяло поле e2 · бяла пешка на бяло поле g2 · бял цар на черно поле a1 · бял топ на бяло поле d1 · бял офицер на бяло поле f1 · бял топ на бяло поле h1 | черен топ на бяло поле c8 · черна пешка на черно поле a7 · черна пешка на бяло поле b7 · черен офицер на бяло поле d7 · черен цар на черно поле g7 · черна пешка на бяло поле h7 · бяла пешка на черно поле d6 · черна пешка на бяло поле g6 · черен топ на бяло поле f5 · черен кон на бяло поле a4 · бяла пешка на бяло поле f3 · бяла пешка на бяло поле a2 · бяла пешка на черно поле b2 · бял кон на бяло поле e2 · бяла пешка на бяло поле g2 · бял цар на черно поле a1 · бял топ на бяло поле d1 · бял офицер на бяло поле f1 · бял топ на бяло поле h1 | черен топ на бяло поле c8 · черна пешка на черно поле a7 · черна пешка на бяло поле b7 · черен офицер на бяло поле d7 · черен цар на черно поле g7 · черна пешка на бяло поле h7 · бяла пешка на черно поле d6 · черна пешка на бяло поле g6 · черен топ на бяло поле f5 · черен кон на бяло поле a4 · бяла пешка на бяло поле f3 · бяла пешка на бяло поле a2 · бяла пешка на черно поле b2 · бял кон на бяло поле e2 · бяла пешка на бяло поле g2 · бял цар на черно поле a1 · бял топ на бяло поле d1 · бял офицер на бяло поле f1 · бял топ на бяло поле h1 | черен топ на бяло поле c8 · черна пешка на черно поле a7 · черна пешка на бяло поле b7 · черен офицер на бяло поле d7 · черен цар на черно поле g7 · черна пешка на бяло поле h7 · бяла пешка на черно поле d6 · черна пешка на бяло поле g6 · черен топ на бяло поле f5 · черен кон на бяло поле a4 · бяла пешка на бяло поле f3 · бяла пешка на бяло поле a2 · бяла пешка на черно поле b2 · бял кон на бяло поле e2 · бяла пешка на бяло поле g2 · бял цар на черно поле a1 · бял топ на бяло поле d1 · бял офицер на бяло поле f1 · бял топ на бяло поле h1 | черен топ на бяло поле c8 · черна пешка на черно поле a7 · черна пешка на бяло поле b7 · черен офицер на бяло поле d7 · черен цар на черно поле g7 · черна пешка на бяло поле h7 · бяла пешка на черно поле d6 · черна пешка на бяло поле g6 · черен топ на бяло поле f5 · черен кон на бяло поле a4 · бяла пешка на бяло поле f3 · бяла пешка на бяло поле a2 · бяла пешка на черно поле b2 · бял кон на бяло поле e2 · бяла пешка на бяло поле g2 · бял цар на черно поле a1 · бял топ на бяло поле d1 · бял офицер на бяло поле f1 · бял топ на бяло поле h1 | черен топ на бяло поле c8 · черна пешка на черно поле a7 · черна пешка на бяло поле b7 · черен офицер на бяло поле d7 · черен цар на черно поле g7 · черна пешка на бяло поле h7 · бяла пешка на черно поле d6 · черна пешка на бяло поле g6 · черен топ на бяло поле f5 · черен кон на бяло поле a4 · бяла пешка на бяло поле f3 · бяла пешка на бяло поле a2 · бяла пешка на черно поле b2 · бял кон на бяло поле e2 · бяла пешка на бяло поле g2 · бял цар на черно поле a1 · бял топ на бяло поле d1 · бял офицер на бяло поле f1 · бял топ на бяло поле h1 | черен топ на бяло поле c8 · черна пешка на черно поле a7 · черна пешка на бяло поле b7 · черен офицер на бяло поле d7 · черен цар на черно поле g7 · черна пешка на бяло поле h7 · бяла пешка на черно поле d6 · черна пешка на бяло поле g6 · черен топ на бяло поле f5 · черен кон на бяло поле a4 · бяла пешка на бяло поле f3 · бяла пешка на бяло поле a2 · бяла пешка на черно поле b2 · бял кон на бяло поле e2 · бяла пешка на бяло поле g2 · бял цар на черно поле a1 · бял топ на бяло поле d1 · бял офицер на бяло поле f1 · бял топ на бяло поле h1 | 2 |
| 1 | черен топ на бяло поле c8 · черна пешка на черно поле a7 · черна пешка на бяло поле b7 · черен офицер на бяло поле d7 · черен цар на черно поле g7 · черна пешка на бяло поле h7 · бяла пешка на черно поле d6 · черна пешка на бяло поле g6 · черен топ на бяло поле f5 · черен кон на бяло поле a4 · бяла пешка на бяло поле f3 · бяла пешка на бяло поле a2 · бяла пешка на черно поле b2 · бял кон на бяло поле e2 · бяла пешка на бяло поле g2 · бял цар на черно поле a1 · бял топ на бяло поле d1 · бял офицер на бяло поле f1 · бял топ на бяло поле h1 | черен топ на бяло поле c8 · черна пешка на черно поле a7 · черна пешка на бяло поле b7 · черен офицер на бяло поле d7 · черен цар на черно поле g7 · черна пешка на бяло поле h7 · бяла пешка на черно поле d6 · черна пешка на бяло поле g6 · черен топ на бяло поле f5 · черен кон на бяло поле a4 · бяла пешка на бяло поле f3 · бяла пешка на бяло поле a2 · бяла пешка на черно поле b2 · бял кон на бяло поле e2 · бяла пешка на бяло поле g2 · бял цар на черно поле a1 · бял топ на бяло поле d1 · бял офицер на бяло поле f1 · бял топ на бяло поле h1 | черен топ на бяло поле c8 · черна пешка на черно поле a7 · черна пешка на бяло поле b7 · черен офицер на бяло поле d7 · черен цар на черно поле g7 · черна пешка на бяло поле h7 · бяла пешка на черно поле d6 · черна пешка на бяло поле g6 · черен топ на бяло поле f5 · черен кон на бяло поле a4 · бяла пешка на бяло поле f3 · бяла пешка на бяло поле a2 · бяла пешка на черно поле b2 · бял кон на бяло поле e2 · бяла пешка на бяло поле g2 · бял цар на черно поле a1 · бял топ на бяло поле d1 · бял офицер на бяло поле f1 · бял топ на бяло поле h1 | черен топ на бяло поле c8 · черна пешка на черно поле a7 · черна пешка на бяло поле b7 · черен офицер на бяло поле d7 · черен цар на черно поле g7 · черна пешка на бяло поле h7 · бяла пешка на черно поле d6 · черна пешка на бяло поле g6 · черен топ на бяло поле f5 · черен кон на бяло поле a4 · бяла пешка на бяло поле f3 · бяла пешка на бяло поле a2 · бяла пешка на черно поле b2 · бял кон на бяло поле e2 · бяла пешка на бяло поле g2 · бял цар на черно поле a1 · бял топ на бяло поле d1 · бял офицер на бяло поле f1 · бял топ на бяло поле h1 | черен топ на бяло поле c8 · черна пешка на черно поле a7 · черна пешка на бяло поле b7 · черен офицер на бяло поле d7 · черен цар на черно поле g7 · черна пешка на бяло поле h7 · бяла пешка на черно поле d6 · черна пешка на бяло поле g6 · черен топ на бяло поле f5 · черен кон на бяло поле a4 · бяла пешка на бяло поле f3 · бяла пешка на бяло поле a2 · бяла пешка на черно поле b2 · бял кон на бяло поле e2 · бяла пешка на бяло поле g2 · бял цар на черно поле a1 · бял топ на бяло поле d1 · бял офицер на бяло поле f1 · бял топ на бяло поле h1 | черен топ на бяло поле c8 · черна пешка на черно поле a7 · черна пешка на бяло поле b7 · черен офицер на бяло поле d7 · черен цар на черно поле g7 · черна пешка на бяло поле h7 · бяла пешка на черно поле d6 · черна пешка на бяло поле g6 · черен топ на бяло поле f5 · черен кон на бяло поле a4 · бяла пешка на бяло поле f3 · бяла пешка на бяло поле a2 · бяла пешка на черно поле b2 · бял кон на бяло поле e2 · бяла пешка на бяло поле g2 · бял цар на черно поле a1 · бял топ на бяло поле d1 · бял офицер на бяло поле f1 · бял топ на бяло поле h1 | черен топ на бяло поле c8 · черна пешка на черно поле a7 · черна пешка на бяло поле b7 · черен офицер на бяло поле d7 · черен цар на черно поле g7 · черна пешка на бяло поле h7 · бяла пешка на черно поле d6 · черна пешка на бяло поле g6 · черен топ на бяло поле f5 · черен кон на бяло поле a4 · бяла пешка на бяло поле f3 · бяла пешка на бяло поле a2 · бяла пешка на черно поле b2 · бял кон на бяло поле e2 · бяла пешка на бяло поле g2 · бял цар на черно поле a1 · бял топ на бяло поле d1 · бял офицер на бяло поле f1 · бял топ на бяло поле h1 | черен топ на бяло поле c8 · черна пешка на черно поле a7 · черна пешка на бяло поле b7 · черен офицер на бяло поле d7 · черен цар на черно поле g7 · черна пешка на бяло поле h7 · бяла пешка на черно поле d6 · черна пешка на бяло поле g6 · черен топ на бяло поле f5 · черен кон на бяло поле a4 · бяла пешка на бяло поле f3 · бяла пешка на бяло поле a2 · бяла пешка на черно поле b2 · бял кон на бяло поле e2 · бяла пешка на бяло поле g2 · бял цар на черно поле a1 · бял топ на бяло поле d1 · бял офицер на бяло поле f1 · бял топ на бяло поле h1 | 1 |
|   | a | b | c | d | e | f | g | h |   |

|   | a | b | c | d | e | f | g | h |   |
| 8 | черен топ на бяло поле a8 · черен кон на черно поле b8 · черен топ на бяло поле e8 · черен цар на бяло поле g8 · черна пешка на черно поле a7 · черна пешка на бяло поле b7 · черна пешка на бяло поле f7 · черна пешка на бяло поле h7 · черна пешка на черно поле d6 · черна пешка на бяло поле g6 · черна пешка на черно поле c5 · бяла пешка на бяло поле d5 · бяла пешка на бяло поле h5 · бяла пешка на бяло поле c4 · бял кон на черно поле c3 · бяла пешка на бяло поле a2 · бяла пешка на черно поле b2 · бял цар на бяло поле c2 · бяла дама на черно поле d2 · бяла пешка на черно поле h2 · бял топ на бяло поле b1 · бял офицер на бяло поле f1 · черна дама на бяло поле h1 | черен топ на бяло поле a8 · черен кон на черно поле b8 · черен топ на бяло поле e8 · черен цар на бяло поле g8 · черна пешка на черно поле a7 · черна пешка на бяло поле b7 · черна пешка на бяло поле f7 · черна пешка на бяло поле h7 · черна пешка на черно поле d6 · черна пешка на бяло поле g6 · черна пешка на черно поле c5 · бяла пешка на бяло поле d5 · бяла пешка на бяло поле h5 · бяла пешка на бяло поле c4 · бял кон на черно поле c3 · бяла пешка на бяло поле a2 · бяла пешка на черно поле b2 · бял цар на бяло поле c2 · бяла дама на черно поле d2 · бяла пешка на черно поле h2 · бял топ на бяло поле b1 · бял офицер на бяло поле f1 · черна дама на бяло поле h1 | черен топ на бяло поле a8 · черен кон на черно поле b8 · черен топ на бяло поле e8 · черен цар на бяло поле g8 · черна пешка на черно поле a7 · черна пешка на бяло поле b7 · черна пешка на бяло поле f7 · черна пешка на бяло поле h7 · черна пешка на черно поле d6 · черна пешка на бяло поле g6 · черна пешка на черно поле c5 · бяла пешка на бяло поле d5 · бяла пешка на бяло поле h5 · бяла пешка на бяло поле c4 · бял кон на черно поле c3 · бяла пешка на бяло поле a2 · бяла пешка на черно поле b2 · бял цар на бяло поле c2 · бяла дама на черно поле d2 · бяла пешка на черно поле h2 · бял топ на бяло поле b1 · бял офицер на бяло поле f1 · черна дама на бяло поле h1 | черен топ на бяло поле a8 · черен кон на черно поле b8 · черен топ на бяло поле e8 · черен цар на бяло поле g8 · черна пешка на черно поле a7 · черна пешка на бяло поле b7 · черна пешка на бяло поле f7 · черна пешка на бяло поле h7 · черна пешка на черно поле d6 · черна пешка на бяло поле g6 · черна пешка на черно поле c5 · бяла пешка на бяло поле d5 · бяла пешка на бяло поле h5 · бяла пешка на бяло поле c4 · бял кон на черно поле c3 · бяла пешка на бяло поле a2 · бяла пешка на черно поле b2 · бял цар на бяло поле c2 · бяла дама на черно поле d2 · бяла пешка на черно поле h2 · бял топ на бяло поле b1 · бял офицер на бяло поле f1 · черна дама на бяло поле h1 | черен топ на бяло поле a8 · черен кон на черно поле b8 · черен топ на бяло поле e8 · черен цар на бяло поле g8 · черна пешка на черно поле a7 · черна пешка на бяло поле b7 · черна пешка на бяло поле f7 · черна пешка на бяло поле h7 · черна пешка на черно поле d6 · черна пешка на бяло поле g6 · черна пешка на черно поле c5 · бяла пешка на бяло поле d5 · бяла пешка на бяло поле h5 · бяла пешка на бяло поле c4 · бял кон на черно поле c3 · бяла пешка на бяло поле a2 · бяла пешка на черно поле b2 · бял цар на бяло поле c2 · бяла дама на черно поле d2 · бяла пешка на черно поле h2 · бял топ на бяло поле b1 · бял офицер на бяло поле f1 · черна дама на бяло поле h1 | черен топ на бяло поле a8 · черен кон на черно поле b8 · черен топ на бяло поле e8 · черен цар на бяло поле g8 · черна пешка на черно поле a7 · черна пешка на бяло поле b7 · черна пешка на бяло поле f7 · черна пешка на бяло поле h7 · черна пешка на черно поле d6 · черна пешка на бяло поле g6 · черна пешка на черно поле c5 · бяла пешка на бяло поле d5 · бяла пешка на бяло поле h5 · бяла пешка на бяло поле c4 · бял кон на черно поле c3 · бяла пешка на бяло поле a2 · бяла пешка на черно поле b2 · бял цар на бяло поле c2 · бяла дама на черно поле d2 · бяла пешка на черно поле h2 · бял топ на бяло поле b1 · бял офицер на бяло поле f1 · черна дама на бяло поле h1 | черен топ на бяло поле a8 · черен кон на черно поле b8 · черен топ на бяло поле e8 · черен цар на бяло поле g8 · черна пешка на черно поле a7 · черна пешка на бяло поле b7 · черна пешка на бяло поле f7 · черна пешка на бяло поле h7 · черна пешка на черно поле d6 · черна пешка на бяло поле g6 · черна пешка на черно поле c5 · бяла пешка на бяло поле d5 · бяла пешка на бяло поле h5 · бяла пешка на бяло поле c4 · бял кон на черно поле c3 · бяла пешка на бяло поле a2 · бяла пешка на черно поле b2 · бял цар на бяло поле c2 · бяла дама на черно поле d2 · бяла пешка на черно поле h2 · бял топ на бяло поле b1 · бял офицер на бяло поле f1 · черна дама на бяло поле h1 | черен топ на бяло поле a8 · черен кон на черно поле b8 · черен топ на бяло поле e8 · черен цар на бяло поле g8 · черна пешка на черно поле a7 · черна пешка на бяло поле b7 · черна пешка на бяло поле f7 · черна пешка на бяло поле h7 · черна пешка на черно поле d6 · черна пешка на бяло поле g6 · черна пешка на черно поле c5 · бяла пешка на бяло поле d5 · бяла пешка на бяло поле h5 · бяла пешка на бяло поле c4 · бял кон на черно поле c3 · бяла пешка на бяло поле a2 · бяла пешка на черно поле b2 · бял цар на бяло поле c2 · бяла дама на черно поле d2 · бяла пешка на черно поле h2 · бял топ на бяло поле b1 · бял офицер на бяло поле f1 · черна дама на бяло поле h1 | 8 |
| 7 | черен топ на бяло поле a8 · черен кон на черно поле b8 · черен топ на бяло поле e8 · черен цар на бяло поле g8 · черна пешка на черно поле a7 · черна пешка на бяло поле b7 · черна пешка на бяло поле f7 · черна пешка на бяло поле h7 · черна пешка на черно поле d6 · черна пешка на бяло поле g6 · черна пешка на черно поле c5 · бяла пешка на бяло поле d5 · бяла пешка на бяло поле h5 · бяла пешка на бяло поле c4 · бял кон на черно поле c3 · бяла пешка на бяло поле a2 · бяла пешка на черно поле b2 · бял цар на бяло поле c2 · бяла дама на черно поле d2 · бяла пешка на черно поле h2 · бял топ на бяло поле b1 · бял офицер на бяло поле f1 · черна дама на бяло поле h1 | черен топ на бяло поле a8 · черен кон на черно поле b8 · черен топ на бяло поле e8 · черен цар на бяло поле g8 · черна пешка на черно поле a7 · черна пешка на бяло поле b7 · черна пешка на бяло поле f7 · черна пешка на бяло поле h7 · черна пешка на черно поле d6 · черна пешка на бяло поле g6 · черна пешка на черно поле c5 · бяла пешка на бяло поле d5 · бяла пешка на бяло поле h5 · бяла пешка на бяло поле c4 · бял кон на черно поле c3 · бяла пешка на бяло поле a2 · бяла пешка на черно поле b2 · бял цар на бяло поле c2 · бяла дама на черно поле d2 · бяла пешка на черно поле h2 · бял топ на бяло поле b1 · бял офицер на бяло поле f1 · черна дама на бяло поле h1 | черен топ на бяло поле a8 · черен кон на черно поле b8 · черен топ на бяло поле e8 · черен цар на бяло поле g8 · черна пешка на черно поле a7 · черна пешка на бяло поле b7 · черна пешка на бяло поле f7 · черна пешка на бяло поле h7 · черна пешка на черно поле d6 · черна пешка на бяло поле g6 · черна пешка на черно поле c5 · бяла пешка на бяло поле d5 · бяла пешка на бяло поле h5 · бяла пешка на бяло поле c4 · бял кон на черно поле c3 · бяла пешка на бяло поле a2 · бяла пешка на черно поле b2 · бял цар на бяло поле c2 · бяла дама на черно поле d2 · бяла пешка на черно поле h2 · бял топ на бяло поле b1 · бял офицер на бяло поле f1 · черна дама на бяло поле h1 | черен топ на бяло поле a8 · черен кон на черно поле b8 · черен топ на бяло поле e8 · черен цар на бяло поле g8 · черна пешка на черно поле a7 · черна пешка на бяло поле b7 · черна пешка на бяло поле f7 · черна пешка на бяло поле h7 · черна пешка на черно поле d6 · черна пешка на бяло поле g6 · черна пешка на черно поле c5 · бяла пешка на бяло поле d5 · бяла пешка на бяло поле h5 · бяла пешка на бяло поле c4 · бял кон на черно поле c3 · бяла пешка на бяло поле a2 · бяла пешка на черно поле b2 · бял цар на бяло поле c2 · бяла дама на черно поле d2 · бяла пешка на черно поле h2 · бял топ на бяло поле b1 · бял офицер на бяло поле f1 · черна дама на бяло поле h1 | черен топ на бяло поле a8 · черен кон на черно поле b8 · черен топ на бяло поле e8 · черен цар на бяло поле g8 · черна пешка на черно поле a7 · черна пешка на бяло поле b7 · черна пешка на бяло поле f7 · черна пешка на бяло поле h7 · черна пешка на черно поле d6 · черна пешка на бяло поле g6 · черна пешка на черно поле c5 · бяла пешка на бяло поле d5 · бяла пешка на бяло поле h5 · бяла пешка на бяло поле c4 · бял кон на черно поле c3 · бяла пешка на бяло поле a2 · бяла пешка на черно поле b2 · бял цар на бяло поле c2 · бяла дама на черно поле d2 · бяла пешка на черно поле h2 · бял топ на бяло поле b1 · бял офицер на бяло поле f1 · черна дама на бяло поле h1 | черен топ на бяло поле a8 · черен кон на черно поле b8 · черен топ на бяло поле e8 · черен цар на бяло поле g8 · черна пешка на черно поле a7 · черна пешка на бяло поле b7 · черна пешка на бяло поле f7 · черна пешка на бяло поле h7 · черна пешка на черно поле d6 · черна пешка на бяло поле g6 · черна пешка на черно поле c5 · бяла пешка на бяло поле d5 · бяла пешка на бяло поле h5 · бяла пешка на бяло поле c4 · бял кон на черно поле c3 · бяла пешка на бяло поле a2 · бяла пешка на черно поле b2 · бял цар на бяло поле c2 · бяла дама на черно поле d2 · бяла пешка на черно поле h2 · бял топ на бяло поле b1 · бял офицер на бяло поле f1 · черна дама на бяло поле h1 | черен топ на бяло поле a8 · черен кон на черно поле b8 · черен топ на бяло поле e8 · черен цар на бяло поле g8 · черна пешка на черно поле a7 · черна пешка на бяло поле b7 · черна пешка на бяло поле f7 · черна пешка на бяло поле h7 · черна пешка на черно поле d6 · черна пешка на бяло поле g6 · черна пешка на черно поле c5 · бяла пешка на бяло поле d5 · бяла пешка на бяло поле h5 · бяла пешка на бяло поле c4 · бял кон на черно поле c3 · бяла пешка на бяло поле a2 · бяла пешка на черно поле b2 · бял цар на бяло поле c2 · бяла дама на черно поле d2 · бяла пешка на черно поле h2 · бял топ на бяло поле b1 · бял офицер на бяло поле f1 · черна дама на бяло поле h1 | черен топ на бяло поле a8 · черен кон на черно поле b8 · черен топ на бяло поле e8 · черен цар на бяло поле g8 · черна пешка на черно поле a7 · черна пешка на бяло поле b7 · черна пешка на бяло поле f7 · черна пешка на бяло поле h7 · черна пешка на черно поле d6 · черна пешка на бяло поле g6 · черна пешка на черно поле c5 · бяла пешка на бяло поле d5 · бяла пешка на бяло поле h5 · бяла пешка на бяло поле c4 · бял кон на черно поле c3 · бяла пешка на бяло поле a2 · бяла пешка на черно поле b2 · бял цар на бяло поле c2 · бяла дама на черно поле d2 · бяла пешка на черно поле h2 · бял топ на бяло поле b1 · бял офицер на бяло поле f1 · черна дама на бяло поле h1 | 7 |
| 6 | черен топ на бяло поле a8 · черен кон на черно поле b8 · черен топ на бяло поле e8 · черен цар на бяло поле g8 · черна пешка на черно поле a7 · черна пешка на бяло поле b7 · черна пешка на бяло поле f7 · черна пешка на бяло поле h7 · черна пешка на черно поле d6 · черна пешка на бяло поле g6 · черна пешка на черно поле c5 · бяла пешка на бяло поле d5 · бяла пешка на бяло поле h5 · бяла пешка на бяло поле c4 · бял кон на черно поле c3 · бяла пешка на бяло поле a2 · бяла пешка на черно поле b2 · бял цар на бяло поле c2 · бяла дама на черно поле d2 · бяла пешка на черно поле h2 · бял топ на бяло поле b1 · бял офицер на бяло поле f1 · черна дама на бяло поле h1 | черен топ на бяло поле a8 · черен кон на черно поле b8 · черен топ на бяло поле e8 · черен цар на бяло поле g8 · черна пешка на черно поле a7 · черна пешка на бяло поле b7 · черна пешка на бяло поле f7 · черна пешка на бяло поле h7 · черна пешка на черно поле d6 · черна пешка на бяло поле g6 · черна пешка на черно поле c5 · бяла пешка на бяло поле d5 · бяла пешка на бяло поле h5 · бяла пешка на бяло поле c4 · бял кон на черно поле c3 · бяла пешка на бяло поле a2 · бяла пешка на черно поле b2 · бял цар на бяло поле c2 · бяла дама на черно поле d2 · бяла пешка на черно поле h2 · бял топ на бяло поле b1 · бял офицер на бяло поле f1 · черна дама на бяло поле h1 | черен топ на бяло поле a8 · черен кон на черно поле b8 · черен топ на бяло поле e8 · черен цар на бяло поле g8 · черна пешка на черно поле a7 · черна пешка на бяло поле b7 · черна пешка на бяло поле f7 · черна пешка на бяло поле h7 · черна пешка на черно поле d6 · черна пешка на бяло поле g6 · черна пешка на черно поле c5 · бяла пешка на бяло поле d5 · бяла пешка на бяло поле h5 · бяла пешка на бяло поле c4 · бял кон на черно поле c3 · бяла пешка на бяло поле a2 · бяла пешка на черно поле b2 · бял цар на бяло поле c2 · бяла дама на черно поле d2 · бяла пешка на черно поле h2 · бял топ на бяло поле b1 · бял офицер на бяло поле f1 · черна дама на бяло поле h1 | черен топ на бяло поле a8 · черен кон на черно поле b8 · черен топ на бяло поле e8 · черен цар на бяло поле g8 · черна пешка на черно поле a7 · черна пешка на бяло поле b7 · черна пешка на бяло поле f7 · черна пешка на бяло поле h7 · черна пешка на черно поле d6 · черна пешка на бяло поле g6 · черна пешка на черно поле c5 · бяла пешка на бяло поле d5 · бяла пешка на бяло поле h5 · бяла пешка на бяло поле c4 · бял кон на черно поле c3 · бяла пешка на бяло поле a2 · бяла пешка на черно поле b2 · бял цар на бяло поле c2 · бяла дама на черно поле d2 · бяла пешка на черно поле h2 · бял топ на бяло поле b1 · бял офицер на бяло поле f1 · черна дама на бяло поле h1 | черен топ на бяло поле a8 · черен кон на черно поле b8 · черен топ на бяло поле e8 · черен цар на бяло поле g8 · черна пешка на черно поле a7 · черна пешка на бяло поле b7 · черна пешка на бяло поле f7 · черна пешка на бяло поле h7 · черна пешка на черно поле d6 · черна пешка на бяло поле g6 · черна пешка на черно поле c5 · бяла пешка на бяло поле d5 · бяла пешка на бяло поле h5 · бяла пешка на бяло поле c4 · бял кон на черно поле c3 · бяла пешка на бяло поле a2 · бяла пешка на черно поле b2 · бял цар на бяло поле c2 · бяла дама на черно поле d2 · бяла пешка на черно поле h2 · бял топ на бяло поле b1 · бял офицер на бяло поле f1 · черна дама на бяло поле h1 | черен топ на бяло поле a8 · черен кон на черно поле b8 · черен топ на бяло поле e8 · черен цар на бяло поле g8 · черна пешка на черно поле a7 · черна пешка на бяло поле b7 · черна пешка на бяло поле f7 · черна пешка на бяло поле h7 · черна пешка на черно поле d6 · черна пешка на бяло поле g6 · черна пешка на черно поле c5 · бяла пешка на бяло поле d5 · бяла пешка на бяло поле h5 · бяла пешка на бяло поле c4 · бял кон на черно поле c3 · бяла пешка на бяло поле a2 · бяла пешка на черно поле b2 · бял цар на бяло поле c2 · бяла дама на черно поле d2 · бяла пешка на черно поле h2 · бял топ на бяло поле b1 · бял офицер на бяло поле f1 · черна дама на бяло поле h1 | черен топ на бяло поле a8 · черен кон на черно поле b8 · черен топ на бяло поле e8 · черен цар на бяло поле g8 · черна пешка на черно поле a7 · черна пешка на бяло поле b7 · черна пешка на бяло поле f7 · черна пешка на бяло поле h7 · черна пешка на черно поле d6 · черна пешка на бяло поле g6 · черна пешка на черно поле c5 · бяла пешка на бяло поле d5 · бяла пешка на бяло поле h5 · бяла пешка на бяло поле c4 · бял кон на черно поле c3 · бяла пешка на бяло поле a2 · бяла пешка на черно поле b2 · бял цар на бяло поле c2 · бяла дама на черно поле d2 · бяла пешка на черно поле h2 · бял топ на бяло поле b1 · бял офицер на бяло поле f1 · черна дама на бяло поле h1 | черен топ на бяло поле a8 · черен кон на черно поле b8 · черен топ на бяло поле e8 · черен цар на бяло поле g8 · черна пешка на черно поле a7 · черна пешка на бяло поле b7 · черна пешка на бяло поле f7 · черна пешка на бяло поле h7 · черна пешка на черно поле d6 · черна пешка на бяло поле g6 · черна пешка на черно поле c5 · бяла пешка на бяло поле d5 · бяла пешка на бяло поле h5 · бяла пешка на бяло поле c4 · бял кон на черно поле c3 · бяла пешка на бяло поле a2 · бяла пешка на черно поле b2 · бял цар на бяло поле c2 · бяла дама на черно поле d2 · бяла пешка на черно поле h2 · бял топ на бяло поле b1 · бял офицер на бяло поле f1 · черна дама на бяло поле h1 | 6 |
| 5 | черен топ на бяло поле a8 · черен кон на черно поле b8 · черен топ на бяло поле e8 · черен цар на бяло поле g8 · черна пешка на черно поле a7 · черна пешка на бяло поле b7 · черна пешка на бяло поле f7 · черна пешка на бяло поле h7 · черна пешка на черно поле d6 · черна пешка на бяло поле g6 · черна пешка на черно поле c5 · бяла пешка на бяло поле d5 · бяла пешка на бяло поле h5 · бяла пешка на бяло поле c4 · бял кон на черно поле c3 · бяла пешка на бяло поле a2 · бяла пешка на черно поле b2 · бял цар на бяло поле c2 · бяла дама на черно поле d2 · бяла пешка на черно поле h2 · бял топ на бяло поле b1 · бял офицер на бяло поле f1 · черна дама на бяло поле h1 | черен топ на бяло поле a8 · черен кон на черно поле b8 · черен топ на бяло поле e8 · черен цар на бяло поле g8 · черна пешка на черно поле a7 · черна пешка на бяло поле b7 · черна пешка на бяло поле f7 · черна пешка на бяло поле h7 · черна пешка на черно поле d6 · черна пешка на бяло поле g6 · черна пешка на черно поле c5 · бяла пешка на бяло поле d5 · бяла пешка на бяло поле h5 · бяла пешка на бяло поле c4 · бял кон на черно поле c3 · бяла пешка на бяло поле a2 · бяла пешка на черно поле b2 · бял цар на бяло поле c2 · бяла дама на черно поле d2 · бяла пешка на черно поле h2 · бял топ на бяло поле b1 · бял офицер на бяло поле f1 · черна дама на бяло поле h1 | черен топ на бяло поле a8 · черен кон на черно поле b8 · черен топ на бяло поле e8 · черен цар на бяло поле g8 · черна пешка на черно поле a7 · черна пешка на бяло поле b7 · черна пешка на бяло поле f7 · черна пешка на бяло поле h7 · черна пешка на черно поле d6 · черна пешка на бяло поле g6 · черна пешка на черно поле c5 · бяла пешка на бяло поле d5 · бяла пешка на бяло поле h5 · бяла пешка на бяло поле c4 · бял кон на черно поле c3 · бяла пешка на бяло поле a2 · бяла пешка на черно поле b2 · бял цар на бяло поле c2 · бяла дама на черно поле d2 · бяла пешка на черно поле h2 · бял топ на бяло поле b1 · бял офицер на бяло поле f1 · черна дама на бяло поле h1 | черен топ на бяло поле a8 · черен кон на черно поле b8 · черен топ на бяло поле e8 · черен цар на бяло поле g8 · черна пешка на черно поле a7 · черна пешка на бяло поле b7 · черна пешка на бяло поле f7 · черна пешка на бяло поле h7 · черна пешка на черно поле d6 · черна пешка на бяло поле g6 · черна пешка на черно поле c5 · бяла пешка на бяло поле d5 · бяла пешка на бяло поле h5 · бяла пешка на бяло поле c4 · бял кон на черно поле c3 · бяла пешка на бяло поле a2 · бяла пешка на черно поле b2 · бял цар на бяло поле c2 · бяла дама на черно поле d2 · бяла пешка на черно поле h2 · бял топ на бяло поле b1 · бял офицер на бяло поле f1 · черна дама на бяло поле h1 | черен топ на бяло поле a8 · черен кон на черно поле b8 · черен топ на бяло поле e8 · черен цар на бяло поле g8 · черна пешка на черно поле a7 · черна пешка на бяло поле b7 · черна пешка на бяло поле f7 · черна пешка на бяло поле h7 · черна пешка на черно поле d6 · черна пешка на бяло поле g6 · черна пешка на черно поле c5 · бяла пешка на бяло поле d5 · бяла пешка на бяло поле h5 · бяла пешка на бяло поле c4 · бял кон на черно поле c3 · бяла пешка на бяло поле a2 · бяла пешка на черно поле b2 · бял цар на бяло поле c2 · бяла дама на черно поле d2 · бяла пешка на черно поле h2 · бял топ на бяло поле b1 · бял офицер на бяло поле f1 · черна дама на бяло поле h1 | черен топ на бяло поле a8 · черен кон на черно поле b8 · черен топ на бяло поле e8 · черен цар на бяло поле g8 · черна пешка на черно поле a7 · черна пешка на бяло поле b7 · черна пешка на бяло поле f7 · черна пешка на бяло поле h7 · черна пешка на черно поле d6 · черна пешка на бяло поле g6 · черна пешка на черно поле c5 · бяла пешка на бяло поле d5 · бяла пешка на бяло поле h5 · бяла пешка на бяло поле c4 · бял кон на черно поле c3 · бяла пешка на бяло поле a2 · бяла пешка на черно поле b2 · бял цар на бяло поле c2 · бяла дама на черно поле d2 · бяла пешка на черно поле h2 · бял топ на бяло поле b1 · бял офицер на бяло поле f1 · черна дама на бяло поле h1 | черен топ на бяло поле a8 · черен кон на черно поле b8 · черен топ на бяло поле e8 · черен цар на бяло поле g8 · черна пешка на черно поле a7 · черна пешка на бяло поле b7 · черна пешка на бяло поле f7 · черна пешка на бяло поле h7 · черна пешка на черно поле d6 · черна пешка на бяло поле g6 · черна пешка на черно поле c5 · бяла пешка на бяло поле d5 · бяла пешка на бяло поле h5 · бяла пешка на бяло поле c4 · бял кон на черно поле c3 · бяла пешка на бяло поле a2 · бяла пешка на черно поле b2 · бял цар на бяло поле c2 · бяла дама на черно поле d2 · бяла пешка на черно поле h2 · бял топ на бяло поле b1 · бял офицер на бяло поле f1 · черна дама на бяло поле h1 | черен топ на бяло поле a8 · черен кон на черно поле b8 · черен топ на бяло поле e8 · черен цар на бяло поле g8 · черна пешка на черно поле a7 · черна пешка на бяло поле b7 · черна пешка на бяло поле f7 · черна пешка на бяло поле h7 · черна пешка на черно поле d6 · черна пешка на бяло поле g6 · черна пешка на черно поле c5 · бяла пешка на бяло поле d5 · бяла пешка на бяло поле h5 · бяла пешка на бяло поле c4 · бял кон на черно поле c3 · бяла пешка на бяло поле a2 · бяла пешка на черно поле b2 · бял цар на бяло поле c2 · бяла дама на черно поле d2 · бяла пешка на черно поле h2 · бял топ на бяло поле b1 · бял офицер на бяло поле f1 · черна дама на бяло поле h1 | 5 |
| 4 | черен топ на бяло поле a8 · черен кон на черно поле b8 · черен топ на бяло поле e8 · черен цар на бяло поле g8 · черна пешка на черно поле a7 · черна пешка на бяло поле b7 · черна пешка на бяло поле f7 · черна пешка на бяло поле h7 · черна пешка на черно поле d6 · черна пешка на бяло поле g6 · черна пешка на черно поле c5 · бяла пешка на бяло поле d5 · бяла пешка на бяло поле h5 · бяла пешка на бяло поле c4 · бял кон на черно поле c3 · бяла пешка на бяло поле a2 · бяла пешка на черно поле b2 · бял цар на бяло поле c2 · бяла дама на черно поле d2 · бяла пешка на черно поле h2 · бял топ на бяло поле b1 · бял офицер на бяло поле f1 · черна дама на бяло поле h1 | черен топ на бяло поле a8 · черен кон на черно поле b8 · черен топ на бяло поле e8 · черен цар на бяло поле g8 · черна пешка на черно поле a7 · черна пешка на бяло поле b7 · черна пешка на бяло поле f7 · черна пешка на бяло поле h7 · черна пешка на черно поле d6 · черна пешка на бяло поле g6 · черна пешка на черно поле c5 · бяла пешка на бяло поле d5 · бяла пешка на бяло поле h5 · бяла пешка на бяло поле c4 · бял кон на черно поле c3 · бяла пешка на бяло поле a2 · бяла пешка на черно поле b2 · бял цар на бяло поле c2 · бяла дама на черно поле d2 · бяла пешка на черно поле h2 · бял топ на бяло поле b1 · бял офицер на бяло поле f1 · черна дама на бяло поле h1 | черен топ на бяло поле a8 · черен кон на черно поле b8 · черен топ на бяло поле e8 · черен цар на бяло поле g8 · черна пешка на черно поле a7 · черна пешка на бяло поле b7 · черна пешка на бяло поле f7 · черна пешка на бяло поле h7 · черна пешка на черно поле d6 · черна пешка на бяло поле g6 · черна пешка на черно поле c5 · бяла пешка на бяло поле d5 · бяла пешка на бяло поле h5 · бяла пешка на бяло поле c4 · бял кон на черно поле c3 · бяла пешка на бяло поле a2 · бяла пешка на черно поле b2 · бял цар на бяло поле c2 · бяла дама на черно поле d2 · бяла пешка на черно поле h2 · бял топ на бяло поле b1 · бял офицер на бяло поле f1 · черна дама на бяло поле h1 | черен топ на бяло поле a8 · черен кон на черно поле b8 · черен топ на бяло поле e8 · черен цар на бяло поле g8 · черна пешка на черно поле a7 · черна пешка на бяло поле b7 · черна пешка на бяло поле f7 · черна пешка на бяло поле h7 · черна пешка на черно поле d6 · черна пешка на бяло поле g6 · черна пешка на черно поле c5 · бяла пешка на бяло поле d5 · бяла пешка на бяло поле h5 · бяла пешка на бяло поле c4 · бял кон на черно поле c3 · бяла пешка на бяло поле a2 · бяла пешка на черно поле b2 · бял цар на бяло поле c2 · бяла дама на черно поле d2 · бяла пешка на черно поле h2 · бял топ на бяло поле b1 · бял офицер на бяло поле f1 · черна дама на бяло поле h1 | черен топ на бяло поле a8 · черен кон на черно поле b8 · черен топ на бяло поле e8 · черен цар на бяло поле g8 · черна пешка на черно поле a7 · черна пешка на бяло поле b7 · черна пешка на бяло поле f7 · черна пешка на бяло поле h7 · черна пешка на черно поле d6 · черна пешка на бяло поле g6 · черна пешка на черно поле c5 · бяла пешка на бяло поле d5 · бяла пешка на бяло поле h5 · бяла пешка на бяло поле c4 · бял кон на черно поле c3 · бяла пешка на бяло поле a2 · бяла пешка на черно поле b2 · бял цар на бяло поле c2 · бяла дама на черно поле d2 · бяла пешка на черно поле h2 · бял топ на бяло поле b1 · бял офицер на бяло поле f1 · черна дама на бяло поле h1 | черен топ на бяло поле a8 · черен кон на черно поле b8 · черен топ на бяло поле e8 · черен цар на бяло поле g8 · черна пешка на черно поле a7 · черна пешка на бяло поле b7 · черна пешка на бяло поле f7 · черна пешка на бяло поле h7 · черна пешка на черно поле d6 · черна пешка на бяло поле g6 · черна пешка на черно поле c5 · бяла пешка на бяло поле d5 · бяла пешка на бяло поле h5 · бяла пешка на бяло поле c4 · бял кон на черно поле c3 · бяла пешка на бяло поле a2 · бяла пешка на черно поле b2 · бял цар на бяло поле c2 · бяла дама на черно поле d2 · бяла пешка на черно поле h2 · бял топ на бяло поле b1 · бял офицер на бяло поле f1 · черна дама на бяло поле h1 | черен топ на бяло поле a8 · черен кон на черно поле b8 · черен топ на бяло поле e8 · черен цар на бяло поле g8 · черна пешка на черно поле a7 · черна пешка на бяло поле b7 · черна пешка на бяло поле f7 · черна пешка на бяло поле h7 · черна пешка на черно поле d6 · черна пешка на бяло поле g6 · черна пешка на черно поле c5 · бяла пешка на бяло поле d5 · бяла пешка на бяло поле h5 · бяла пешка на бяло поле c4 · бял кон на черно поле c3 · бяла пешка на бяло поле a2 · бяла пешка на черно поле b2 · бял цар на бяло поле c2 · бяла дама на черно поле d2 · бяла пешка на черно поле h2 · бял топ на бяло поле b1 · бял офицер на бяло поле f1 · черна дама на бяло поле h1 | черен топ на бяло поле a8 · черен кон на черно поле b8 · черен топ на бяло поле e8 · черен цар на бяло поле g8 · черна пешка на черно поле a7 · черна пешка на бяло поле b7 · черна пешка на бяло поле f7 · черна пешка на бяло поле h7 · черна пешка на черно поле d6 · черна пешка на бяло поле g6 · черна пешка на черно поле c5 · бяла пешка на бяло поле d5 · бяла пешка на бяло поле h5 · бяла пешка на бяло поле c4 · бял кон на черно поле c3 · бяла пешка на бяло поле a2 · бяла пешка на черно поле b2 · бял цар на бяло поле c2 · бяла дама на черно поле d2 · бяла пешка на черно поле h2 · бял топ на бяло поле b1 · бял офицер на бяло поле f1 · черна дама на бяло поле h1 | 4 |
| 3 | черен топ на бяло поле a8 · черен кон на черно поле b8 · черен топ на бяло поле e8 · черен цар на бяло поле g8 · черна пешка на черно поле a7 · черна пешка на бяло поле b7 · черна пешка на бяло поле f7 · черна пешка на бяло поле h7 · черна пешка на черно поле d6 · черна пешка на бяло поле g6 · черна пешка на черно поле c5 · бяла пешка на бяло поле d5 · бяла пешка на бяло поле h5 · бяла пешка на бяло поле c4 · бял кон на черно поле c3 · бяла пешка на бяло поле a2 · бяла пешка на черно поле b2 · бял цар на бяло поле c2 · бяла дама на черно поле d2 · бяла пешка на черно поле h2 · бял топ на бяло поле b1 · бял офицер на бяло поле f1 · черна дама на бяло поле h1 | черен топ на бяло поле a8 · черен кон на черно поле b8 · черен топ на бяло поле e8 · черен цар на бяло поле g8 · черна пешка на черно поле a7 · черна пешка на бяло поле b7 · черна пешка на бяло поле f7 · черна пешка на бяло поле h7 · черна пешка на черно поле d6 · черна пешка на бяло поле g6 · черна пешка на черно поле c5 · бяла пешка на бяло поле d5 · бяла пешка на бяло поле h5 · бяла пешка на бяло поле c4 · бял кон на черно поле c3 · бяла пешка на бяло поле a2 · бяла пешка на черно поле b2 · бял цар на бяло поле c2 · бяла дама на черно поле d2 · бяла пешка на черно поле h2 · бял топ на бяло поле b1 · бял офицер на бяло поле f1 · черна дама на бяло поле h1 | черен топ на бяло поле a8 · черен кон на черно поле b8 · черен топ на бяло поле e8 · черен цар на бяло поле g8 · черна пешка на черно поле a7 · черна пешка на бяло поле b7 · черна пешка на бяло поле f7 · черна пешка на бяло поле h7 · черна пешка на черно поле d6 · черна пешка на бяло поле g6 · черна пешка на черно поле c5 · бяла пешка на бяло поле d5 · бяла пешка на бяло поле h5 · бяла пешка на бяло поле c4 · бял кон на черно поле c3 · бяла пешка на бяло поле a2 · бяла пешка на черно поле b2 · бял цар на бяло поле c2 · бяла дама на черно поле d2 · бяла пешка на черно поле h2 · бял топ на бяло поле b1 · бял офицер на бяло поле f1 · черна дама на бяло поле h1 | черен топ на бяло поле a8 · черен кон на черно поле b8 · черен топ на бяло поле e8 · черен цар на бяло поле g8 · черна пешка на черно поле a7 · черна пешка на бяло поле b7 · черна пешка на бяло поле f7 · черна пешка на бяло поле h7 · черна пешка на черно поле d6 · черна пешка на бяло поле g6 · черна пешка на черно поле c5 · бяла пешка на бяло поле d5 · бяла пешка на бяло поле h5 · бяла пешка на бяло поле c4 · бял кон на черно поле c3 · бяла пешка на бяло поле a2 · бяла пешка на черно поле b2 · бял цар на бяло поле c2 · бяла дама на черно поле d2 · бяла пешка на черно поле h2 · бял топ на бяло поле b1 · бял офицер на бяло поле f1 · черна дама на бяло поле h1 | черен топ на бяло поле a8 · черен кон на черно поле b8 · черен топ на бяло поле e8 · черен цар на бяло поле g8 · черна пешка на черно поле a7 · черна пешка на бяло поле b7 · черна пешка на бяло поле f7 · черна пешка на бяло поле h7 · черна пешка на черно поле d6 · черна пешка на бяло поле g6 · черна пешка на черно поле c5 · бяла пешка на бяло поле d5 · бяла пешка на бяло поле h5 · бяла пешка на бяло поле c4 · бял кон на черно поле c3 · бяла пешка на бяло поле a2 · бяла пешка на черно поле b2 · бял цар на бяло поле c2 · бяла дама на черно поле d2 · бяла пешка на черно поле h2 · бял топ на бяло поле b1 · бял офицер на бяло поле f1 · черна дама на бяло поле h1 | черен топ на бяло поле a8 · черен кон на черно поле b8 · черен топ на бяло поле e8 · черен цар на бяло поле g8 · черна пешка на черно поле a7 · черна пешка на бяло поле b7 · черна пешка на бяло поле f7 · черна пешка на бяло поле h7 · черна пешка на черно поле d6 · черна пешка на бяло поле g6 · черна пешка на черно поле c5 · бяла пешка на бяло поле d5 · бяла пешка на бяло поле h5 · бяла пешка на бяло поле c4 · бял кон на черно поле c3 · бяла пешка на бяло поле a2 · бяла пешка на черно поле b2 · бял цар на бяло поле c2 · бяла дама на черно поле d2 · бяла пешка на черно поле h2 · бял топ на бяло поле b1 · бял офицер на бяло поле f1 · черна дама на бяло поле h1 | черен топ на бяло поле a8 · черен кон на черно поле b8 · черен топ на бяло поле e8 · черен цар на бяло поле g8 · черна пешка на черно поле a7 · черна пешка на бяло поле b7 · черна пешка на бяло поле f7 · черна пешка на бяло поле h7 · черна пешка на черно поле d6 · черна пешка на бяло поле g6 · черна пешка на черно поле c5 · бяла пешка на бяло поле d5 · бяла пешка на бяло поле h5 · бяла пешка на бяло поле c4 · бял кон на черно поле c3 · бяла пешка на бяло поле a2 · бяла пешка на черно поле b2 · бял цар на бяло поле c2 · бяла дама на черно поле d2 · бяла пешка на черно поле h2 · бял топ на бяло поле b1 · бял офицер на бяло поле f1 · черна дама на бяло поле h1 | черен топ на бяло поле a8 · черен кон на черно поле b8 · черен топ на бяло поле e8 · черен цар на бяло поле g8 · черна пешка на черно поле a7 · черна пешка на бяло поле b7 · черна пешка на бяло поле f7 · черна пешка на бяло поле h7 · черна пешка на черно поле d6 · черна пешка на бяло поле g6 · черна пешка на черно поле c5 · бяла пешка на бяло поле d5 · бяла пешка на бяло поле h5 · бяла пешка на бяло поле c4 · бял кон на черно поле c3 · бяла пешка на бяло поле a2 · бяла пешка на черно поле b2 · бял цар на бяло поле c2 · бяла дама на черно поле d2 · бяла пешка на черно поле h2 · бял топ на бяло поле b1 · бял офицер на бяло поле f1 · черна дама на бяло поле h1 | 3 |
| 2 | черен топ на бяло поле a8 · черен кон на черно поле b8 · черен топ на бяло поле e8 · черен цар на бяло поле g8 · черна пешка на черно поле a7 · черна пешка на бяло поле b7 · черна пешка на бяло поле f7 · черна пешка на бяло поле h7 · черна пешка на черно поле d6 · черна пешка на бяло поле g6 · черна пешка на черно поле c5 · бяла пешка на бяло поле d5 · бяла пешка на бяло поле h5 · бяла пешка на бяло поле c4 · бял кон на черно поле c3 · бяла пешка на бяло поле a2 · бяла пешка на черно поле b2 · бял цар на бяло поле c2 · бяла дама на черно поле d2 · бяла пешка на черно поле h2 · бял топ на бяло поле b1 · бял офицер на бяло поле f1 · черна дама на бяло поле h1 | черен топ на бяло поле a8 · черен кон на черно поле b8 · черен топ на бяло поле e8 · черен цар на бяло поле g8 · черна пешка на черно поле a7 · черна пешка на бяло поле b7 · черна пешка на бяло поле f7 · черна пешка на бяло поле h7 · черна пешка на черно поле d6 · черна пешка на бяло поле g6 · черна пешка на черно поле c5 · бяла пешка на бяло поле d5 · бяла пешка на бяло поле h5 · бяла пешка на бяло поле c4 · бял кон на черно поле c3 · бяла пешка на бяло поле a2 · бяла пешка на черно поле b2 · бял цар на бяло поле c2 · бяла дама на черно поле d2 · бяла пешка на черно поле h2 · бял топ на бяло поле b1 · бял офицер на бяло поле f1 · черна дама на бяло поле h1 | черен топ на бяло поле a8 · черен кон на черно поле b8 · черен топ на бяло поле e8 · черен цар на бяло поле g8 · черна пешка на черно поле a7 · черна пешка на бяло поле b7 · черна пешка на бяло поле f7 · черна пешка на бяло поле h7 · черна пешка на черно поле d6 · черна пешка на бяло поле g6 · черна пешка на черно поле c5 · бяла пешка на бяло поле d5 · бяла пешка на бяло поле h5 · бяла пешка на бяло поле c4 · бял кон на черно поле c3 · бяла пешка на бяло поле a2 · бяла пешка на черно поле b2 · бял цар на бяло поле c2 · бяла дама на черно поле d2 · бяла пешка на черно поле h2 · бял топ на бяло поле b1 · бял офицер на бяло поле f1 · черна дама на бяло поле h1 | черен топ на бяло поле a8 · черен кон на черно поле b8 · черен топ на бяло поле e8 · черен цар на бяло поле g8 · черна пешка на черно поле a7 · черна пешка на бяло поле b7 · черна пешка на бяло поле f7 · черна пешка на бяло поле h7 · черна пешка на черно поле d6 · черна пешка на бяло поле g6 · черна пешка на черно поле c5 · бяла пешка на бяло поле d5 · бяла пешка на бяло поле h5 · бяла пешка на бяло поле c4 · бял кон на черно поле c3 · бяла пешка на бяло поле a2 · бяла пешка на черно поле b2 · бял цар на бяло поле c2 · бяла дама на черно поле d2 · бяла пешка на черно поле h2 · бял топ на бяло поле b1 · бял офицер на бяло поле f1 · черна дама на бяло поле h1 | черен топ на бяло поле a8 · черен кон на черно поле b8 · черен топ на бяло поле e8 · черен цар на бяло поле g8 · черна пешка на черно поле a7 · черна пешка на бяло поле b7 · черна пешка на бяло поле f7 · черна пешка на бяло поле h7 · черна пешка на черно поле d6 · черна пешка на бяло поле g6 · черна пешка на черно поле c5 · бяла пешка на бяло поле d5 · бяла пешка на бяло поле h5 · бяла пешка на бяло поле c4 · бял кон на черно поле c3 · бяла пешка на бяло поле a2 · бяла пешка на черно поле b2 · бял цар на бяло поле c2 · бяла дама на черно поле d2 · бяла пешка на черно поле h2 · бял топ на бяло поле b1 · бял офицер на бяло поле f1 · черна дама на бяло поле h1 | черен топ на бяло поле a8 · черен кон на черно поле b8 · черен топ на бяло поле e8 · черен цар на бяло поле g8 · черна пешка на черно поле a7 · черна пешка на бяло поле b7 · черна пешка на бяло поле f7 · черна пешка на бяло поле h7 · черна пешка на черно поле d6 · черна пешка на бяло поле g6 · черна пешка на черно поле c5 · бяла пешка на бяло поле d5 · бяла пешка на бяло поле h5 · бяла пешка на бяло поле c4 · бял кон на черно поле c3 · бяла пешка на бяло поле a2 · бяла пешка на черно поле b2 · бял цар на бяло поле c2 · бяла дама на черно поле d2 · бяла пешка на черно поле h2 · бял топ на бяло поле b1 · бял офицер на бяло поле f1 · черна дама на бяло поле h1 | черен топ на бяло поле a8 · черен кон на черно поле b8 · черен топ на бяло поле e8 · черен цар на бяло поле g8 · черна пешка на черно поле a7 · черна пешка на бяло поле b7 · черна пешка на бяло поле f7 · черна пешка на бяло поле h7 · черна пешка на черно поле d6 · черна пешка на бяло поле g6 · черна пешка на черно поле c5 · бяла пешка на бяло поле d5 · бяла пешка на бяло поле h5 · бяла пешка на бяло поле c4 · бял кон на черно поле c3 · бяла пешка на бяло поле a2 · бяла пешка на черно поле b2 · бял цар на бяло поле c2 · бяла дама на черно поле d2 · бяла пешка на черно поле h2 · бял топ на бяло поле b1 · бял офицер на бяло поле f1 · черна дама на бяло поле h1 | черен топ на бяло поле a8 · черен кон на черно поле b8 · черен топ на бяло поле e8 · черен цар на бяло поле g8 · черна пешка на черно поле a7 · черна пешка на бяло поле b7 · черна пешка на бяло поле f7 · черна пешка на бяло поле h7 · черна пешка на черно поле d6 · черна пешка на бяло поле g6 · черна пешка на черно поле c5 · бяла пешка на бяло поле d5 · бяла пешка на бяло поле h5 · бяла пешка на бяло поле c4 · бял кон на черно поле c3 · бяла пешка на бяло поле a2 · бяла пешка на черно поле b2 · бял цар на бяло поле c2 · бяла дама на черно поле d2 · бяла пешка на черно поле h2 · бял топ на бяло поле b1 · бял офицер на бяло поле f1 · черна дама на бяло поле h1 | 2 |
| 1 | черен топ на бяло поле a8 · черен кон на черно поле b8 · черен топ на бяло поле e8 · черен цар на бяло поле g8 · черна пешка на черно поле a7 · черна пешка на бяло поле b7 · черна пешка на бяло поле f7 · черна пешка на бяло поле h7 · черна пешка на черно поле d6 · черна пешка на бяло поле g6 · черна пешка на черно поле c5 · бяла пешка на бяло поле d5 · бяла пешка на бяло поле h5 · бяла пешка на бяло поле c4 · бял кон на черно поле c3 · бяла пешка на бяло поле a2 · бяла пешка на черно поле b2 · бял цар на бяло поле c2 · бяла дама на черно поле d2 · бяла пешка на черно поле h2 · бял топ на бяло поле b1 · бял офицер на бяло поле f1 · черна дама на бяло поле h1 | черен топ на бяло поле a8 · черен кон на черно поле b8 · черен топ на бяло поле e8 · черен цар на бяло поле g8 · черна пешка на черно поле a7 · черна пешка на бяло поле b7 · черна пешка на бяло поле f7 · черна пешка на бяло поле h7 · черна пешка на черно поле d6 · черна пешка на бяло поле g6 · черна пешка на черно поле c5 · бяла пешка на бяло поле d5 · бяла пешка на бяло поле h5 · бяла пешка на бяло поле c4 · бял кон на черно поле c3 · бяла пешка на бяло поле a2 · бяла пешка на черно поле b2 · бял цар на бяло поле c2 · бяла дама на черно поле d2 · бяла пешка на черно поле h2 · бял топ на бяло поле b1 · бял офицер на бяло поле f1 · черна дама на бяло поле h1 | черен топ на бяло поле a8 · черен кон на черно поле b8 · черен топ на бяло поле e8 · черен цар на бяло поле g8 · черна пешка на черно поле a7 · черна пешка на бяло поле b7 · черна пешка на бяло поле f7 · черна пешка на бяло поле h7 · черна пешка на черно поле d6 · черна пешка на бяло поле g6 · черна пешка на черно поле c5 · бяла пешка на бяло поле d5 · бяла пешка на бяло поле h5 · бяла пешка на бяло поле c4 · бял кон на черно поле c3 · бяла пешка на бяло поле a2 · бяла пешка на черно поле b2 · бял цар на бяло поле c2 · бяла дама на черно поле d2 · бяла пешка на черно поле h2 · бял топ на бяло поле b1 · бял офицер на бяло поле f1 · черна дама на бяло поле h1 | черен топ на бяло поле a8 · черен кон на черно поле b8 · черен топ на бяло поле e8 · черен цар на бяло поле g8 · черна пешка на черно поле a7 · черна пешка на бяло поле b7 · черна пешка на бяло поле f7 · черна пешка на бяло поле h7 · черна пешка на черно поле d6 · черна пешка на бяло поле g6 · черна пешка на черно поле c5 · бяла пешка на бяло поле d5 · бяла пешка на бяло поле h5 · бяла пешка на бяло поле c4 · бял кон на черно поле c3 · бяла пешка на бяло поле a2 · бяла пешка на черно поле b2 · бял цар на бяло поле c2 · бяла дама на черно поле d2 · бяла пешка на черно поле h2 · бял топ на бяло поле b1 · бял офицер на бяло поле f1 · черна дама на бяло поле h1 | черен топ на бяло поле a8 · черен кон на черно поле b8 · черен топ на бяло поле e8 · черен цар на бяло поле g8 · черна пешка на черно поле a7 · черна пешка на бяло поле b7 · черна пешка на бяло поле f7 · черна пешка на бяло поле h7 · черна пешка на черно поле d6 · черна пешка на бяло поле g6 · черна пешка на черно поле c5 · бяла пешка на бяло поле d5 · бяла пешка на бяло поле h5 · бяла пешка на бяло поле c4 · бял кон на черно поле c3 · бяла пешка на бяло поле a2 · бяла пешка на черно поле b2 · бял цар на бяло поле c2 · бяла дама на черно поле d2 · бяла пешка на черно поле h2 · бял топ на бяло поле b1 · бял офицер на бяло поле f1 · черна дама на бяло поле h1 | черен топ на бяло поле a8 · черен кон на черно поле b8 · черен топ на бяло поле e8 · черен цар на бяло поле g8 · черна пешка на черно поле a7 · черна пешка на бяло поле b7 · черна пешка на бяло поле f7 · черна пешка на бяло поле h7 · черна пешка на черно поле d6 · черна пешка на бяло поле g6 · черна пешка на черно поле c5 · бяла пешка на бяло поле d5 · бяла пешка на бяло поле h5 · бяла пешка на бяло поле c4 · бял кон на черно поле c3 · бяла пешка на бяло поле a2 · бяла пешка на черно поле b2 · бял цар на бяло поле c2 · бяла дама на черно поле d2 · бяла пешка на черно поле h2 · бял топ на бяло поле b1 · бял офицер на бяло поле f1 · черна дама на бяло поле h1 | черен топ на бяло поле a8 · черен кон на черно поле b8 · черен топ на бяло поле e8 · черен цар на бяло поле g8 · черна пешка на черно поле a7 · черна пешка на бяло поле b7 · черна пешка на бяло поле f7 · черна пешка на бяло поле h7 · черна пешка на черно поле d6 · черна пешка на бяло поле g6 · черна пешка на черно поле c5 · бяла пешка на бяло поле d5 · бяла пешка на бяло поле h5 · бяла пешка на бяло поле c4 · бял кон на черно поле c3 · бяла пешка на бяло поле a2 · бяла пешка на черно поле b2 · бял цар на бяло поле c2 · бяла дама на черно поле d2 · бяла пешка на черно поле h2 · бял топ на бяло поле b1 · бял офицер на бяло поле f1 · черна дама на бяло поле h1 | черен топ на бяло поле a8 · черен кон на черно поле b8 · черен топ на бяло поле e8 · черен цар на бяло поле g8 · черна пешка на черно поле a7 · черна пешка на бяло поле b7 · черна пешка на бяло поле f7 · черна пешка на бяло поле h7 · черна пешка на черно поле d6 · черна пешка на бяло поле g6 · черна пешка на черно поле c5 · бяла пешка на бяло поле d5 · бяла пешка на бяло поле h5 · бяла пешка на бяло поле c4 · бял кон на черно поле c3 · бяла пешка на бяло поле a2 · бяла пешка на черно поле b2 · бял цар на бяло поле c2 · бяла дама на черно поле d2 · бяла пешка на черно поле h2 · бял топ на бяло поле b1 · бял офицер на бяло поле f1 · черна дама на бяло поле h1 | 1 |
|   | a | b | c | d | e | f | g | h |   |

|   | a | b | c | d | e | f | g | h |   |
| 8 | черен топ на бяло поле c8 · черен топ на бяло поле e8 · черен цар на бяло поле g8 · черна пешка на черно поле a7 · черен кон на бяло поле d7 · черна пешка на бяло поле f7 · черна пешка на черно поле g7 · черна пешка на черно поле b6 · черна дама на черно поле d6 · черна пешка на бяло поле e6 · черен кон на черно поле f6 · черна пешка на черно поле h6 · бяла пешка на бяло поле c4 · бяла пешка на черно поле d4 · бял офицер на черно поле h4 · бял офицер на бяло поле d3 · бяла дама на бяло поле f3 · бяла пешка на бяло поле a2 · бяла пешка на черно поле f2 · бяла пешка на бяло поле g2 · бяла пешка на черно поле h2 · бял топ на черно поле c1 · бял топ на бяло поле d1 · бял цар на черно поле g1 | черен топ на бяло поле c8 · черен топ на бяло поле e8 · черен цар на бяло поле g8 · черна пешка на черно поле a7 · черен кон на бяло поле d7 · черна пешка на бяло поле f7 · черна пешка на черно поле g7 · черна пешка на черно поле b6 · черна дама на черно поле d6 · черна пешка на бяло поле e6 · черен кон на черно поле f6 · черна пешка на черно поле h6 · бяла пешка на бяло поле c4 · бяла пешка на черно поле d4 · бял офицер на черно поле h4 · бял офицер на бяло поле d3 · бяла дама на бяло поле f3 · бяла пешка на бяло поле a2 · бяла пешка на черно поле f2 · бяла пешка на бяло поле g2 · бяла пешка на черно поле h2 · бял топ на черно поле c1 · бял топ на бяло поле d1 · бял цар на черно поле g1 | черен топ на бяло поле c8 · черен топ на бяло поле e8 · черен цар на бяло поле g8 · черна пешка на черно поле a7 · черен кон на бяло поле d7 · черна пешка на бяло поле f7 · черна пешка на черно поле g7 · черна пешка на черно поле b6 · черна дама на черно поле d6 · черна пешка на бяло поле e6 · черен кон на черно поле f6 · черна пешка на черно поле h6 · бяла пешка на бяло поле c4 · бяла пешка на черно поле d4 · бял офицер на черно поле h4 · бял офицер на бяло поле d3 · бяла дама на бяло поле f3 · бяла пешка на бяло поле a2 · бяла пешка на черно поле f2 · бяла пешка на бяло поле g2 · бяла пешка на черно поле h2 · бял топ на черно поле c1 · бял топ на бяло поле d1 · бял цар на черно поле g1 | черен топ на бяло поле c8 · черен топ на бяло поле e8 · черен цар на бяло поле g8 · черна пешка на черно поле a7 · черен кон на бяло поле d7 · черна пешка на бяло поле f7 · черна пешка на черно поле g7 · черна пешка на черно поле b6 · черна дама на черно поле d6 · черна пешка на бяло поле e6 · черен кон на черно поле f6 · черна пешка на черно поле h6 · бяла пешка на бяло поле c4 · бяла пешка на черно поле d4 · бял офицер на черно поле h4 · бял офицер на бяло поле d3 · бяла дама на бяло поле f3 · бяла пешка на бяло поле a2 · бяла пешка на черно поле f2 · бяла пешка на бяло поле g2 · бяла пешка на черно поле h2 · бял топ на черно поле c1 · бял топ на бяло поле d1 · бял цар на черно поле g1 | черен топ на бяло поле c8 · черен топ на бяло поле e8 · черен цар на бяло поле g8 · черна пешка на черно поле a7 · черен кон на бяло поле d7 · черна пешка на бяло поле f7 · черна пешка на черно поле g7 · черна пешка на черно поле b6 · черна дама на черно поле d6 · черна пешка на бяло поле e6 · черен кон на черно поле f6 · черна пешка на черно поле h6 · бяла пешка на бяло поле c4 · бяла пешка на черно поле d4 · бял офицер на черно поле h4 · бял офицер на бяло поле d3 · бяла дама на бяло поле f3 · бяла пешка на бяло поле a2 · бяла пешка на черно поле f2 · бяла пешка на бяло поле g2 · бяла пешка на черно поле h2 · бял топ на черно поле c1 · бял топ на бяло поле d1 · бял цар на черно поле g1 | черен топ на бяло поле c8 · черен топ на бяло поле e8 · черен цар на бяло поле g8 · черна пешка на черно поле a7 · черен кон на бяло поле d7 · черна пешка на бяло поле f7 · черна пешка на черно поле g7 · черна пешка на черно поле b6 · черна дама на черно поле d6 · черна пешка на бяло поле e6 · черен кон на черно поле f6 · черна пешка на черно поле h6 · бяла пешка на бяло поле c4 · бяла пешка на черно поле d4 · бял офицер на черно поле h4 · бял офицер на бяло поле d3 · бяла дама на бяло поле f3 · бяла пешка на бяло поле a2 · бяла пешка на черно поле f2 · бяла пешка на бяло поле g2 · бяла пешка на черно поле h2 · бял топ на черно поле c1 · бял топ на бяло поле d1 · бял цар на черно поле g1 | черен топ на бяло поле c8 · черен топ на бяло поле e8 · черен цар на бяло поле g8 · черна пешка на черно поле a7 · черен кон на бяло поле d7 · черна пешка на бяло поле f7 · черна пешка на черно поле g7 · черна пешка на черно поле b6 · черна дама на черно поле d6 · черна пешка на бяло поле e6 · черен кон на черно поле f6 · черна пешка на черно поле h6 · бяла пешка на бяло поле c4 · бяла пешка на черно поле d4 · бял офицер на черно поле h4 · бял офицер на бяло поле d3 · бяла дама на бяло поле f3 · бяла пешка на бяло поле a2 · бяла пешка на черно поле f2 · бяла пешка на бяло поле g2 · бяла пешка на черно поле h2 · бял топ на черно поле c1 · бял топ на бяло поле d1 · бял цар на черно поле g1 | черен топ на бяло поле c8 · черен топ на бяло поле e8 · черен цар на бяло поле g8 · черна пешка на черно поле a7 · черен кон на бяло поле d7 · черна пешка на бяло поле f7 · черна пешка на черно поле g7 · черна пешка на черно поле b6 · черна дама на черно поле d6 · черна пешка на бяло поле e6 · черен кон на черно поле f6 · черна пешка на черно поле h6 · бяла пешка на бяло поле c4 · бяла пешка на черно поле d4 · бял офицер на черно поле h4 · бял офицер на бяло поле d3 · бяла дама на бяло поле f3 · бяла пешка на бяло поле a2 · бяла пешка на черно поле f2 · бяла пешка на бяло поле g2 · бяла пешка на черно поле h2 · бял топ на черно поле c1 · бял топ на бяло поле d1 · бял цар на черно поле g1 | 8 |
| 7 | черен топ на бяло поле c8 · черен топ на бяло поле e8 · черен цар на бяло поле g8 · черна пешка на черно поле a7 · черен кон на бяло поле d7 · черна пешка на бяло поле f7 · черна пешка на черно поле g7 · черна пешка на черно поле b6 · черна дама на черно поле d6 · черна пешка на бяло поле e6 · черен кон на черно поле f6 · черна пешка на черно поле h6 · бяла пешка на бяло поле c4 · бяла пешка на черно поле d4 · бял офицер на черно поле h4 · бял офицер на бяло поле d3 · бяла дама на бяло поле f3 · бяла пешка на бяло поле a2 · бяла пешка на черно поле f2 · бяла пешка на бяло поле g2 · бяла пешка на черно поле h2 · бял топ на черно поле c1 · бял топ на бяло поле d1 · бял цар на черно поле g1 | черен топ на бяло поле c8 · черен топ на бяло поле e8 · черен цар на бяло поле g8 · черна пешка на черно поле a7 · черен кон на бяло поле d7 · черна пешка на бяло поле f7 · черна пешка на черно поле g7 · черна пешка на черно поле b6 · черна дама на черно поле d6 · черна пешка на бяло поле e6 · черен кон на черно поле f6 · черна пешка на черно поле h6 · бяла пешка на бяло поле c4 · бяла пешка на черно поле d4 · бял офицер на черно поле h4 · бял офицер на бяло поле d3 · бяла дама на бяло поле f3 · бяла пешка на бяло поле a2 · бяла пешка на черно поле f2 · бяла пешка на бяло поле g2 · бяла пешка на черно поле h2 · бял топ на черно поле c1 · бял топ на бяло поле d1 · бял цар на черно поле g1 | черен топ на бяло поле c8 · черен топ на бяло поле e8 · черен цар на бяло поле g8 · черна пешка на черно поле a7 · черен кон на бяло поле d7 · черна пешка на бяло поле f7 · черна пешка на черно поле g7 · черна пешка на черно поле b6 · черна дама на черно поле d6 · черна пешка на бяло поле e6 · черен кон на черно поле f6 · черна пешка на черно поле h6 · бяла пешка на бяло поле c4 · бяла пешка на черно поле d4 · бял офицер на черно поле h4 · бял офицер на бяло поле d3 · бяла дама на бяло поле f3 · бяла пешка на бяло поле a2 · бяла пешка на черно поле f2 · бяла пешка на бяло поле g2 · бяла пешка на черно поле h2 · бял топ на черно поле c1 · бял топ на бяло поле d1 · бял цар на черно поле g1 | черен топ на бяло поле c8 · черен топ на бяло поле e8 · черен цар на бяло поле g8 · черна пешка на черно поле a7 · черен кон на бяло поле d7 · черна пешка на бяло поле f7 · черна пешка на черно поле g7 · черна пешка на черно поле b6 · черна дама на черно поле d6 · черна пешка на бяло поле e6 · черен кон на черно поле f6 · черна пешка на черно поле h6 · бяла пешка на бяло поле c4 · бяла пешка на черно поле d4 · бял офицер на черно поле h4 · бял офицер на бяло поле d3 · бяла дама на бяло поле f3 · бяла пешка на бяло поле a2 · бяла пешка на черно поле f2 · бяла пешка на бяло поле g2 · бяла пешка на черно поле h2 · бял топ на черно поле c1 · бял топ на бяло поле d1 · бял цар на черно поле g1 | черен топ на бяло поле c8 · черен топ на бяло поле e8 · черен цар на бяло поле g8 · черна пешка на черно поле a7 · черен кон на бяло поле d7 · черна пешка на бяло поле f7 · черна пешка на черно поле g7 · черна пешка на черно поле b6 · черна дама на черно поле d6 · черна пешка на бяло поле e6 · черен кон на черно поле f6 · черна пешка на черно поле h6 · бяла пешка на бяло поле c4 · бяла пешка на черно поле d4 · бял офицер на черно поле h4 · бял офицер на бяло поле d3 · бяла дама на бяло поле f3 · бяла пешка на бяло поле a2 · бяла пешка на черно поле f2 · бяла пешка на бяло поле g2 · бяла пешка на черно поле h2 · бял топ на черно поле c1 · бял топ на бяло поле d1 · бял цар на черно поле g1 | черен топ на бяло поле c8 · черен топ на бяло поле e8 · черен цар на бяло поле g8 · черна пешка на черно поле a7 · черен кон на бяло поле d7 · черна пешка на бяло поле f7 · черна пешка на черно поле g7 · черна пешка на черно поле b6 · черна дама на черно поле d6 · черна пешка на бяло поле e6 · черен кон на черно поле f6 · черна пешка на черно поле h6 · бяла пешка на бяло поле c4 · бяла пешка на черно поле d4 · бял офицер на черно поле h4 · бял офицер на бяло поле d3 · бяла дама на бяло поле f3 · бяла пешка на бяло поле a2 · бяла пешка на черно поле f2 · бяла пешка на бяло поле g2 · бяла пешка на черно поле h2 · бял топ на черно поле c1 · бял топ на бяло поле d1 · бял цар на черно поле g1 | черен топ на бяло поле c8 · черен топ на бяло поле e8 · черен цар на бяло поле g8 · черна пешка на черно поле a7 · черен кон на бяло поле d7 · черна пешка на бяло поле f7 · черна пешка на черно поле g7 · черна пешка на черно поле b6 · черна дама на черно поле d6 · черна пешка на бяло поле e6 · черен кон на черно поле f6 · черна пешка на черно поле h6 · бяла пешка на бяло поле c4 · бяла пешка на черно поле d4 · бял офицер на черно поле h4 · бял офицер на бяло поле d3 · бяла дама на бяло поле f3 · бяла пешка на бяло поле a2 · бяла пешка на черно поле f2 · бяла пешка на бяло поле g2 · бяла пешка на черно поле h2 · бял топ на черно поле c1 · бял топ на бяло поле d1 · бял цар на черно поле g1 | черен топ на бяло поле c8 · черен топ на бяло поле e8 · черен цар на бяло поле g8 · черна пешка на черно поле a7 · черен кон на бяло поле d7 · черна пешка на бяло поле f7 · черна пешка на черно поле g7 · черна пешка на черно поле b6 · черна дама на черно поле d6 · черна пешка на бяло поле e6 · черен кон на черно поле f6 · черна пешка на черно поле h6 · бяла пешка на бяло поле c4 · бяла пешка на черно поле d4 · бял офицер на черно поле h4 · бял офицер на бяло поле d3 · бяла дама на бяло поле f3 · бяла пешка на бяло поле a2 · бяла пешка на черно поле f2 · бяла пешка на бяло поле g2 · бяла пешка на черно поле h2 · бял топ на черно поле c1 · бял топ на бяло поле d1 · бял цар на черно поле g1 | 7 |
| 6 | черен топ на бяло поле c8 · черен топ на бяло поле e8 · черен цар на бяло поле g8 · черна пешка на черно поле a7 · черен кон на бяло поле d7 · черна пешка на бяло поле f7 · черна пешка на черно поле g7 · черна пешка на черно поле b6 · черна дама на черно поле d6 · черна пешка на бяло поле e6 · черен кон на черно поле f6 · черна пешка на черно поле h6 · бяла пешка на бяло поле c4 · бяла пешка на черно поле d4 · бял офицер на черно поле h4 · бял офицер на бяло поле d3 · бяла дама на бяло поле f3 · бяла пешка на бяло поле a2 · бяла пешка на черно поле f2 · бяла пешка на бяло поле g2 · бяла пешка на черно поле h2 · бял топ на черно поле c1 · бял топ на бяло поле d1 · бял цар на черно поле g1 | черен топ на бяло поле c8 · черен топ на бяло поле e8 · черен цар на бяло поле g8 · черна пешка на черно поле a7 · черен кон на бяло поле d7 · черна пешка на бяло поле f7 · черна пешка на черно поле g7 · черна пешка на черно поле b6 · черна дама на черно поле d6 · черна пешка на бяло поле e6 · черен кон на черно поле f6 · черна пешка на черно поле h6 · бяла пешка на бяло поле c4 · бяла пешка на черно поле d4 · бял офицер на черно поле h4 · бял офицер на бяло поле d3 · бяла дама на бяло поле f3 · бяла пешка на бяло поле a2 · бяла пешка на черно поле f2 · бяла пешка на бяло поле g2 · бяла пешка на черно поле h2 · бял топ на черно поле c1 · бял топ на бяло поле d1 · бял цар на черно поле g1 | черен топ на бяло поле c8 · черен топ на бяло поле e8 · черен цар на бяло поле g8 · черна пешка на черно поле a7 · черен кон на бяло поле d7 · черна пешка на бяло поле f7 · черна пешка на черно поле g7 · черна пешка на черно поле b6 · черна дама на черно поле d6 · черна пешка на бяло поле e6 · черен кон на черно поле f6 · черна пешка на черно поле h6 · бяла пешка на бяло поле c4 · бяла пешка на черно поле d4 · бял офицер на черно поле h4 · бял офицер на бяло поле d3 · бяла дама на бяло поле f3 · бяла пешка на бяло поле a2 · бяла пешка на черно поле f2 · бяла пешка на бяло поле g2 · бяла пешка на черно поле h2 · бял топ на черно поле c1 · бял топ на бяло поле d1 · бял цар на черно поле g1 | черен топ на бяло поле c8 · черен топ на бяло поле e8 · черен цар на бяло поле g8 · черна пешка на черно поле a7 · черен кон на бяло поле d7 · черна пешка на бяло поле f7 · черна пешка на черно поле g7 · черна пешка на черно поле b6 · черна дама на черно поле d6 · черна пешка на бяло поле e6 · черен кон на черно поле f6 · черна пешка на черно поле h6 · бяла пешка на бяло поле c4 · бяла пешка на черно поле d4 · бял офицер на черно поле h4 · бял офицер на бяло поле d3 · бяла дама на бяло поле f3 · бяла пешка на бяло поле a2 · бяла пешка на черно поле f2 · бяла пешка на бяло поле g2 · бяла пешка на черно поле h2 · бял топ на черно поле c1 · бял топ на бяло поле d1 · бял цар на черно поле g1 | черен топ на бяло поле c8 · черен топ на бяло поле e8 · черен цар на бяло поле g8 · черна пешка на черно поле a7 · черен кон на бяло поле d7 · черна пешка на бяло поле f7 · черна пешка на черно поле g7 · черна пешка на черно поле b6 · черна дама на черно поле d6 · черна пешка на бяло поле e6 · черен кон на черно поле f6 · черна пешка на черно поле h6 · бяла пешка на бяло поле c4 · бяла пешка на черно поле d4 · бял офицер на черно поле h4 · бял офицер на бяло поле d3 · бяла дама на бяло поле f3 · бяла пешка на бяло поле a2 · бяла пешка на черно поле f2 · бяла пешка на бяло поле g2 · бяла пешка на черно поле h2 · бял топ на черно поле c1 · бял топ на бяло поле d1 · бял цар на черно поле g1 | черен топ на бяло поле c8 · черен топ на бяло поле e8 · черен цар на бяло поле g8 · черна пешка на черно поле a7 · черен кон на бяло поле d7 · черна пешка на бяло поле f7 · черна пешка на черно поле g7 · черна пешка на черно поле b6 · черна дама на черно поле d6 · черна пешка на бяло поле e6 · черен кон на черно поле f6 · черна пешка на черно поле h6 · бяла пешка на бяло поле c4 · бяла пешка на черно поле d4 · бял офицер на черно поле h4 · бял офицер на бяло поле d3 · бяла дама на бяло поле f3 · бяла пешка на бяло поле a2 · бяла пешка на черно поле f2 · бяла пешка на бяло поле g2 · бяла пешка на черно поле h2 · бял топ на черно поле c1 · бял топ на бяло поле d1 · бял цар на черно поле g1 | черен топ на бяло поле c8 · черен топ на бяло поле e8 · черен цар на бяло поле g8 · черна пешка на черно поле a7 · черен кон на бяло поле d7 · черна пешка на бяло поле f7 · черна пешка на черно поле g7 · черна пешка на черно поле b6 · черна дама на черно поле d6 · черна пешка на бяло поле e6 · черен кон на черно поле f6 · черна пешка на черно поле h6 · бяла пешка на бяло поле c4 · бяла пешка на черно поле d4 · бял офицер на черно поле h4 · бял офицер на бяло поле d3 · бяла дама на бяло поле f3 · бяла пешка на бяло поле a2 · бяла пешка на черно поле f2 · бяла пешка на бяло поле g2 · бяла пешка на черно поле h2 · бял топ на черно поле c1 · бял топ на бяло поле d1 · бял цар на черно поле g1 | черен топ на бяло поле c8 · черен топ на бяло поле e8 · черен цар на бяло поле g8 · черна пешка на черно поле a7 · черен кон на бяло поле d7 · черна пешка на бяло поле f7 · черна пешка на черно поле g7 · черна пешка на черно поле b6 · черна дама на черно поле d6 · черна пешка на бяло поле e6 · черен кон на черно поле f6 · черна пешка на черно поле h6 · бяла пешка на бяло поле c4 · бяла пешка на черно поле d4 · бял офицер на черно поле h4 · бял офицер на бяло поле d3 · бяла дама на бяло поле f3 · бяла пешка на бяло поле a2 · бяла пешка на черно поле f2 · бяла пешка на бяло поле g2 · бяла пешка на черно поле h2 · бял топ на черно поле c1 · бял топ на бяло поле d1 · бял цар на черно поле g1 | 6 |
| 5 | черен топ на бяло поле c8 · черен топ на бяло поле e8 · черен цар на бяло поле g8 · черна пешка на черно поле a7 · черен кон на бяло поле d7 · черна пешка на бяло поле f7 · черна пешка на черно поле g7 · черна пешка на черно поле b6 · черна дама на черно поле d6 · черна пешка на бяло поле e6 · черен кон на черно поле f6 · черна пешка на черно поле h6 · бяла пешка на бяло поле c4 · бяла пешка на черно поле d4 · бял офицер на черно поле h4 · бял офицер на бяло поле d3 · бяла дама на бяло поле f3 · бяла пешка на бяло поле a2 · бяла пешка на черно поле f2 · бяла пешка на бяло поле g2 · бяла пешка на черно поле h2 · бял топ на черно поле c1 · бял топ на бяло поле d1 · бял цар на черно поле g1 | черен топ на бяло поле c8 · черен топ на бяло поле e8 · черен цар на бяло поле g8 · черна пешка на черно поле a7 · черен кон на бяло поле d7 · черна пешка на бяло поле f7 · черна пешка на черно поле g7 · черна пешка на черно поле b6 · черна дама на черно поле d6 · черна пешка на бяло поле e6 · черен кон на черно поле f6 · черна пешка на черно поле h6 · бяла пешка на бяло поле c4 · бяла пешка на черно поле d4 · бял офицер на черно поле h4 · бял офицер на бяло поле d3 · бяла дама на бяло поле f3 · бяла пешка на бяло поле a2 · бяла пешка на черно поле f2 · бяла пешка на бяло поле g2 · бяла пешка на черно поле h2 · бял топ на черно поле c1 · бял топ на бяло поле d1 · бял цар на черно поле g1 | черен топ на бяло поле c8 · черен топ на бяло поле e8 · черен цар на бяло поле g8 · черна пешка на черно поле a7 · черен кон на бяло поле d7 · черна пешка на бяло поле f7 · черна пешка на черно поле g7 · черна пешка на черно поле b6 · черна дама на черно поле d6 · черна пешка на бяло поле e6 · черен кон на черно поле f6 · черна пешка на черно поле h6 · бяла пешка на бяло поле c4 · бяла пешка на черно поле d4 · бял офицер на черно поле h4 · бял офицер на бяло поле d3 · бяла дама на бяло поле f3 · бяла пешка на бяло поле a2 · бяла пешка на черно поле f2 · бяла пешка на бяло поле g2 · бяла пешка на черно поле h2 · бял топ на черно поле c1 · бял топ на бяло поле d1 · бял цар на черно поле g1 | черен топ на бяло поле c8 · черен топ на бяло поле e8 · черен цар на бяло поле g8 · черна пешка на черно поле a7 · черен кон на бяло поле d7 · черна пешка на бяло поле f7 · черна пешка на черно поле g7 · черна пешка на черно поле b6 · черна дама на черно поле d6 · черна пешка на бяло поле e6 · черен кон на черно поле f6 · черна пешка на черно поле h6 · бяла пешка на бяло поле c4 · бяла пешка на черно поле d4 · бял офицер на черно поле h4 · бял офицер на бяло поле d3 · бяла дама на бяло поле f3 · бяла пешка на бяло поле a2 · бяла пешка на черно поле f2 · бяла пешка на бяло поле g2 · бяла пешка на черно поле h2 · бял топ на черно поле c1 · бял топ на бяло поле d1 · бял цар на черно поле g1 | черен топ на бяло поле c8 · черен топ на бяло поле e8 · черен цар на бяло поле g8 · черна пешка на черно поле a7 · черен кон на бяло поле d7 · черна пешка на бяло поле f7 · черна пешка на черно поле g7 · черна пешка на черно поле b6 · черна дама на черно поле d6 · черна пешка на бяло поле e6 · черен кон на черно поле f6 · черна пешка на черно поле h6 · бяла пешка на бяло поле c4 · бяла пешка на черно поле d4 · бял офицер на черно поле h4 · бял офицер на бяло поле d3 · бяла дама на бяло поле f3 · бяла пешка на бяло поле a2 · бяла пешка на черно поле f2 · бяла пешка на бяло поле g2 · бяла пешка на черно поле h2 · бял топ на черно поле c1 · бял топ на бяло поле d1 · бял цар на черно поле g1 | черен топ на бяло поле c8 · черен топ на бяло поле e8 · черен цар на бяло поле g8 · черна пешка на черно поле a7 · черен кон на бяло поле d7 · черна пешка на бяло поле f7 · черна пешка на черно поле g7 · черна пешка на черно поле b6 · черна дама на черно поле d6 · черна пешка на бяло поле e6 · черен кон на черно поле f6 · черна пешка на черно поле h6 · бяла пешка на бяло поле c4 · бяла пешка на черно поле d4 · бял офицер на черно поле h4 · бял офицер на бяло поле d3 · бяла дама на бяло поле f3 · бяла пешка на бяло поле a2 · бяла пешка на черно поле f2 · бяла пешка на бяло поле g2 · бяла пешка на черно поле h2 · бял топ на черно поле c1 · бял топ на бяло поле d1 · бял цар на черно поле g1 | черен топ на бяло поле c8 · черен топ на бяло поле e8 · черен цар на бяло поле g8 · черна пешка на черно поле a7 · черен кон на бяло поле d7 · черна пешка на бяло поле f7 · черна пешка на черно поле g7 · черна пешка на черно поле b6 · черна дама на черно поле d6 · черна пешка на бяло поле e6 · черен кон на черно поле f6 · черна пешка на черно поле h6 · бяла пешка на бяло поле c4 · бяла пешка на черно поле d4 · бял офицер на черно поле h4 · бял офицер на бяло поле d3 · бяла дама на бяло поле f3 · бяла пешка на бяло поле a2 · бяла пешка на черно поле f2 · бяла пешка на бяло поле g2 · бяла пешка на черно поле h2 · бял топ на черно поле c1 · бял топ на бяло поле d1 · бял цар на черно поле g1 | черен топ на бяло поле c8 · черен топ на бяло поле e8 · черен цар на бяло поле g8 · черна пешка на черно поле a7 · черен кон на бяло поле d7 · черна пешка на бяло поле f7 · черна пешка на черно поле g7 · черна пешка на черно поле b6 · черна дама на черно поле d6 · черна пешка на бяло поле e6 · черен кон на черно поле f6 · черна пешка на черно поле h6 · бяла пешка на бяло поле c4 · бяла пешка на черно поле d4 · бял офицер на черно поле h4 · бял офицер на бяло поле d3 · бяла дама на бяло поле f3 · бяла пешка на бяло поле a2 · бяла пешка на черно поле f2 · бяла пешка на бяло поле g2 · бяла пешка на черно поле h2 · бял топ на черно поле c1 · бял топ на бяло поле d1 · бял цар на черно поле g1 | 5 |
| 4 | черен топ на бяло поле c8 · черен топ на бяло поле e8 · черен цар на бяло поле g8 · черна пешка на черно поле a7 · черен кон на бяло поле d7 · черна пешка на бяло поле f7 · черна пешка на черно поле g7 · черна пешка на черно поле b6 · черна дама на черно поле d6 · черна пешка на бяло поле e6 · черен кон на черно поле f6 · черна пешка на черно поле h6 · бяла пешка на бяло поле c4 · бяла пешка на черно поле d4 · бял офицер на черно поле h4 · бял офицер на бяло поле d3 · бяла дама на бяло поле f3 · бяла пешка на бяло поле a2 · бяла пешка на черно поле f2 · бяла пешка на бяло поле g2 · бяла пешка на черно поле h2 · бял топ на черно поле c1 · бял топ на бяло поле d1 · бял цар на черно поле g1 | черен топ на бяло поле c8 · черен топ на бяло поле e8 · черен цар на бяло поле g8 · черна пешка на черно поле a7 · черен кон на бяло поле d7 · черна пешка на бяло поле f7 · черна пешка на черно поле g7 · черна пешка на черно поле b6 · черна дама на черно поле d6 · черна пешка на бяло поле e6 · черен кон на черно поле f6 · черна пешка на черно поле h6 · бяла пешка на бяло поле c4 · бяла пешка на черно поле d4 · бял офицер на черно поле h4 · бял офицер на бяло поле d3 · бяла дама на бяло поле f3 · бяла пешка на бяло поле a2 · бяла пешка на черно поле f2 · бяла пешка на бяло поле g2 · бяла пешка на черно поле h2 · бял топ на черно поле c1 · бял топ на бяло поле d1 · бял цар на черно поле g1 | черен топ на бяло поле c8 · черен топ на бяло поле e8 · черен цар на бяло поле g8 · черна пешка на черно поле a7 · черен кон на бяло поле d7 · черна пешка на бяло поле f7 · черна пешка на черно поле g7 · черна пешка на черно поле b6 · черна дама на черно поле d6 · черна пешка на бяло поле e6 · черен кон на черно поле f6 · черна пешка на черно поле h6 · бяла пешка на бяло поле c4 · бяла пешка на черно поле d4 · бял офицер на черно поле h4 · бял офицер на бяло поле d3 · бяла дама на бяло поле f3 · бяла пешка на бяло поле a2 · бяла пешка на черно поле f2 · бяла пешка на бяло поле g2 · бяла пешка на черно поле h2 · бял топ на черно поле c1 · бял топ на бяло поле d1 · бял цар на черно поле g1 | черен топ на бяло поле c8 · черен топ на бяло поле e8 · черен цар на бяло поле g8 · черна пешка на черно поле a7 · черен кон на бяло поле d7 · черна пешка на бяло поле f7 · черна пешка на черно поле g7 · черна пешка на черно поле b6 · черна дама на черно поле d6 · черна пешка на бяло поле e6 · черен кон на черно поле f6 · черна пешка на черно поле h6 · бяла пешка на бяло поле c4 · бяла пешка на черно поле d4 · бял офицер на черно поле h4 · бял офицер на бяло поле d3 · бяла дама на бяло поле f3 · бяла пешка на бяло поле a2 · бяла пешка на черно поле f2 · бяла пешка на бяло поле g2 · бяла пешка на черно поле h2 · бял топ на черно поле c1 · бял топ на бяло поле d1 · бял цар на черно поле g1 | черен топ на бяло поле c8 · черен топ на бяло поле e8 · черен цар на бяло поле g8 · черна пешка на черно поле a7 · черен кон на бяло поле d7 · черна пешка на бяло поле f7 · черна пешка на черно поле g7 · черна пешка на черно поле b6 · черна дама на черно поле d6 · черна пешка на бяло поле e6 · черен кон на черно поле f6 · черна пешка на черно поле h6 · бяла пешка на бяло поле c4 · бяла пешка на черно поле d4 · бял офицер на черно поле h4 · бял офицер на бяло поле d3 · бяла дама на бяло поле f3 · бяла пешка на бяло поле a2 · бяла пешка на черно поле f2 · бяла пешка на бяло поле g2 · бяла пешка на черно поле h2 · бял топ на черно поле c1 · бял топ на бяло поле d1 · бял цар на черно поле g1 | черен топ на бяло поле c8 · черен топ на бяло поле e8 · черен цар на бяло поле g8 · черна пешка на черно поле a7 · черен кон на бяло поле d7 · черна пешка на бяло поле f7 · черна пешка на черно поле g7 · черна пешка на черно поле b6 · черна дама на черно поле d6 · черна пешка на бяло поле e6 · черен кон на черно поле f6 · черна пешка на черно поле h6 · бяла пешка на бяло поле c4 · бяла пешка на черно поле d4 · бял офицер на черно поле h4 · бял офицер на бяло поле d3 · бяла дама на бяло поле f3 · бяла пешка на бяло поле a2 · бяла пешка на черно поле f2 · бяла пешка на бяло поле g2 · бяла пешка на черно поле h2 · бял топ на черно поле c1 · бял топ на бяло поле d1 · бял цар на черно поле g1 | черен топ на бяло поле c8 · черен топ на бяло поле e8 · черен цар на бяло поле g8 · черна пешка на черно поле a7 · черен кон на бяло поле d7 · черна пешка на бяло поле f7 · черна пешка на черно поле g7 · черна пешка на черно поле b6 · черна дама на черно поле d6 · черна пешка на бяло поле e6 · черен кон на черно поле f6 · черна пешка на черно поле h6 · бяла пешка на бяло поле c4 · бяла пешка на черно поле d4 · бял офицер на черно поле h4 · бял офицер на бяло поле d3 · бяла дама на бяло поле f3 · бяла пешка на бяло поле a2 · бяла пешка на черно поле f2 · бяла пешка на бяло поле g2 · бяла пешка на черно поле h2 · бял топ на черно поле c1 · бял топ на бяло поле d1 · бял цар на черно поле g1 | черен топ на бяло поле c8 · черен топ на бяло поле e8 · черен цар на бяло поле g8 · черна пешка на черно поле a7 · черен кон на бяло поле d7 · черна пешка на бяло поле f7 · черна пешка на черно поле g7 · черна пешка на черно поле b6 · черна дама на черно поле d6 · черна пешка на бяло поле e6 · черен кон на черно поле f6 · черна пешка на черно поле h6 · бяла пешка на бяло поле c4 · бяла пешка на черно поле d4 · бял офицер на черно поле h4 · бял офицер на бяло поле d3 · бяла дама на бяло поле f3 · бяла пешка на бяло поле a2 · бяла пешка на черно поле f2 · бяла пешка на бяло поле g2 · бяла пешка на черно поле h2 · бял топ на черно поле c1 · бял топ на бяло поле d1 · бял цар на черно поле g1 | 4 |
| 3 | черен топ на бяло поле c8 · черен топ на бяло поле e8 · черен цар на бяло поле g8 · черна пешка на черно поле a7 · черен кон на бяло поле d7 · черна пешка на бяло поле f7 · черна пешка на черно поле g7 · черна пешка на черно поле b6 · черна дама на черно поле d6 · черна пешка на бяло поле e6 · черен кон на черно поле f6 · черна пешка на черно поле h6 · бяла пешка на бяло поле c4 · бяла пешка на черно поле d4 · бял офицер на черно поле h4 · бял офицер на бяло поле d3 · бяла дама на бяло поле f3 · бяла пешка на бяло поле a2 · бяла пешка на черно поле f2 · бяла пешка на бяло поле g2 · бяла пешка на черно поле h2 · бял топ на черно поле c1 · бял топ на бяло поле d1 · бял цар на черно поле g1 | черен топ на бяло поле c8 · черен топ на бяло поле e8 · черен цар на бяло поле g8 · черна пешка на черно поле a7 · черен кон на бяло поле d7 · черна пешка на бяло поле f7 · черна пешка на черно поле g7 · черна пешка на черно поле b6 · черна дама на черно поле d6 · черна пешка на бяло поле e6 · черен кон на черно поле f6 · черна пешка на черно поле h6 · бяла пешка на бяло поле c4 · бяла пешка на черно поле d4 · бял офицер на черно поле h4 · бял офицер на бяло поле d3 · бяла дама на бяло поле f3 · бяла пешка на бяло поле a2 · бяла пешка на черно поле f2 · бяла пешка на бяло поле g2 · бяла пешка на черно поле h2 · бял топ на черно поле c1 · бял топ на бяло поле d1 · бял цар на черно поле g1 | черен топ на бяло поле c8 · черен топ на бяло поле e8 · черен цар на бяло поле g8 · черна пешка на черно поле a7 · черен кон на бяло поле d7 · черна пешка на бяло поле f7 · черна пешка на черно поле g7 · черна пешка на черно поле b6 · черна дама на черно поле d6 · черна пешка на бяло поле e6 · черен кон на черно поле f6 · черна пешка на черно поле h6 · бяла пешка на бяло поле c4 · бяла пешка на черно поле d4 · бял офицер на черно поле h4 · бял офицер на бяло поле d3 · бяла дама на бяло поле f3 · бяла пешка на бяло поле a2 · бяла пешка на черно поле f2 · бяла пешка на бяло поле g2 · бяла пешка на черно поле h2 · бял топ на черно поле c1 · бял топ на бяло поле d1 · бял цар на черно поле g1 | черен топ на бяло поле c8 · черен топ на бяло поле e8 · черен цар на бяло поле g8 · черна пешка на черно поле a7 · черен кон на бяло поле d7 · черна пешка на бяло поле f7 · черна пешка на черно поле g7 · черна пешка на черно поле b6 · черна дама на черно поле d6 · черна пешка на бяло поле e6 · черен кон на черно поле f6 · черна пешка на черно поле h6 · бяла пешка на бяло поле c4 · бяла пешка на черно поле d4 · бял офицер на черно поле h4 · бял офицер на бяло поле d3 · бяла дама на бяло поле f3 · бяла пешка на бяло поле a2 · бяла пешка на черно поле f2 · бяла пешка на бяло поле g2 · бяла пешка на черно поле h2 · бял топ на черно поле c1 · бял топ на бяло поле d1 · бял цар на черно поле g1 | черен топ на бяло поле c8 · черен топ на бяло поле e8 · черен цар на бяло поле g8 · черна пешка на черно поле a7 · черен кон на бяло поле d7 · черна пешка на бяло поле f7 · черна пешка на черно поле g7 · черна пешка на черно поле b6 · черна дама на черно поле d6 · черна пешка на бяло поле e6 · черен кон на черно поле f6 · черна пешка на черно поле h6 · бяла пешка на бяло поле c4 · бяла пешка на черно поле d4 · бял офицер на черно поле h4 · бял офицер на бяло поле d3 · бяла дама на бяло поле f3 · бяла пешка на бяло поле a2 · бяла пешка на черно поле f2 · бяла пешка на бяло поле g2 · бяла пешка на черно поле h2 · бял топ на черно поле c1 · бял топ на бяло поле d1 · бял цар на черно поле g1 | черен топ на бяло поле c8 · черен топ на бяло поле e8 · черен цар на бяло поле g8 · черна пешка на черно поле a7 · черен кон на бяло поле d7 · черна пешка на бяло поле f7 · черна пешка на черно поле g7 · черна пешка на черно поле b6 · черна дама на черно поле d6 · черна пешка на бяло поле e6 · черен кон на черно поле f6 · черна пешка на черно поле h6 · бяла пешка на бяло поле c4 · бяла пешка на черно поле d4 · бял офицер на черно поле h4 · бял офицер на бяло поле d3 · бяла дама на бяло поле f3 · бяла пешка на бяло поле a2 · бяла пешка на черно поле f2 · бяла пешка на бяло поле g2 · бяла пешка на черно поле h2 · бял топ на черно поле c1 · бял топ на бяло поле d1 · бял цар на черно поле g1 | черен топ на бяло поле c8 · черен топ на бяло поле e8 · черен цар на бяло поле g8 · черна пешка на черно поле a7 · черен кон на бяло поле d7 · черна пешка на бяло поле f7 · черна пешка на черно поле g7 · черна пешка на черно поле b6 · черна дама на черно поле d6 · черна пешка на бяло поле e6 · черен кон на черно поле f6 · черна пешка на черно поле h6 · бяла пешка на бяло поле c4 · бяла пешка на черно поле d4 · бял офицер на черно поле h4 · бял офицер на бяло поле d3 · бяла дама на бяло поле f3 · бяла пешка на бяло поле a2 · бяла пешка на черно поле f2 · бяла пешка на бяло поле g2 · бяла пешка на черно поле h2 · бял топ на черно поле c1 · бял топ на бяло поле d1 · бял цар на черно поле g1 | черен топ на бяло поле c8 · черен топ на бяло поле e8 · черен цар на бяло поле g8 · черна пешка на черно поле a7 · черен кон на бяло поле d7 · черна пешка на бяло поле f7 · черна пешка на черно поле g7 · черна пешка на черно поле b6 · черна дама на черно поле d6 · черна пешка на бяло поле e6 · черен кон на черно поле f6 · черна пешка на черно поле h6 · бяла пешка на бяло поле c4 · бяла пешка на черно поле d4 · бял офицер на черно поле h4 · бял офицер на бяло поле d3 · бяла дама на бяло поле f3 · бяла пешка на бяло поле a2 · бяла пешка на черно поле f2 · бяла пешка на бяло поле g2 · бяла пешка на черно поле h2 · бял топ на черно поле c1 · бял топ на бяло поле d1 · бял цар на черно поле g1 | 3 |
| 2 | черен топ на бяло поле c8 · черен топ на бяло поле e8 · черен цар на бяло поле g8 · черна пешка на черно поле a7 · черен кон на бяло поле d7 · черна пешка на бяло поле f7 · черна пешка на черно поле g7 · черна пешка на черно поле b6 · черна дама на черно поле d6 · черна пешка на бяло поле e6 · черен кон на черно поле f6 · черна пешка на черно поле h6 · бяла пешка на бяло поле c4 · бяла пешка на черно поле d4 · бял офицер на черно поле h4 · бял офицер на бяло поле d3 · бяла дама на бяло поле f3 · бяла пешка на бяло поле a2 · бяла пешка на черно поле f2 · бяла пешка на бяло поле g2 · бяла пешка на черно поле h2 · бял топ на черно поле c1 · бял топ на бяло поле d1 · бял цар на черно поле g1 | черен топ на бяло поле c8 · черен топ на бяло поле e8 · черен цар на бяло поле g8 · черна пешка на черно поле a7 · черен кон на бяло поле d7 · черна пешка на бяло поле f7 · черна пешка на черно поле g7 · черна пешка на черно поле b6 · черна дама на черно поле d6 · черна пешка на бяло поле e6 · черен кон на черно поле f6 · черна пешка на черно поле h6 · бяла пешка на бяло поле c4 · бяла пешка на черно поле d4 · бял офицер на черно поле h4 · бял офицер на бяло поле d3 · бяла дама на бяло поле f3 · бяла пешка на бяло поле a2 · бяла пешка на черно поле f2 · бяла пешка на бяло поле g2 · бяла пешка на черно поле h2 · бял топ на черно поле c1 · бял топ на бяло поле d1 · бял цар на черно поле g1 | черен топ на бяло поле c8 · черен топ на бяло поле e8 · черен цар на бяло поле g8 · черна пешка на черно поле a7 · черен кон на бяло поле d7 · черна пешка на бяло поле f7 · черна пешка на черно поле g7 · черна пешка на черно поле b6 · черна дама на черно поле d6 · черна пешка на бяло поле e6 · черен кон на черно поле f6 · черна пешка на черно поле h6 · бяла пешка на бяло поле c4 · бяла пешка на черно поле d4 · бял офицер на черно поле h4 · бял офицер на бяло поле d3 · бяла дама на бяло поле f3 · бяла пешка на бяло поле a2 · бяла пешка на черно поле f2 · бяла пешка на бяло поле g2 · бяла пешка на черно поле h2 · бял топ на черно поле c1 · бял топ на бяло поле d1 · бял цар на черно поле g1 | черен топ на бяло поле c8 · черен топ на бяло поле e8 · черен цар на бяло поле g8 · черна пешка на черно поле a7 · черен кон на бяло поле d7 · черна пешка на бяло поле f7 · черна пешка на черно поле g7 · черна пешка на черно поле b6 · черна дама на черно поле d6 · черна пешка на бяло поле e6 · черен кон на черно поле f6 · черна пешка на черно поле h6 · бяла пешка на бяло поле c4 · бяла пешка на черно поле d4 · бял офицер на черно поле h4 · бял офицер на бяло поле d3 · бяла дама на бяло поле f3 · бяла пешка на бяло поле a2 · бяла пешка на черно поле f2 · бяла пешка на бяло поле g2 · бяла пешка на черно поле h2 · бял топ на черно поле c1 · бял топ на бяло поле d1 · бял цар на черно поле g1 | черен топ на бяло поле c8 · черен топ на бяло поле e8 · черен цар на бяло поле g8 · черна пешка на черно поле a7 · черен кон на бяло поле d7 · черна пешка на бяло поле f7 · черна пешка на черно поле g7 · черна пешка на черно поле b6 · черна дама на черно поле d6 · черна пешка на бяло поле e6 · черен кон на черно поле f6 · черна пешка на черно поле h6 · бяла пешка на бяло поле c4 · бяла пешка на черно поле d4 · бял офицер на черно поле h4 · бял офицер на бяло поле d3 · бяла дама на бяло поле f3 · бяла пешка на бяло поле a2 · бяла пешка на черно поле f2 · бяла пешка на бяло поле g2 · бяла пешка на черно поле h2 · бял топ на черно поле c1 · бял топ на бяло поле d1 · бял цар на черно поле g1 | черен топ на бяло поле c8 · черен топ на бяло поле e8 · черен цар на бяло поле g8 · черна пешка на черно поле a7 · черен кон на бяло поле d7 · черна пешка на бяло поле f7 · черна пешка на черно поле g7 · черна пешка на черно поле b6 · черна дама на черно поле d6 · черна пешка на бяло поле e6 · черен кон на черно поле f6 · черна пешка на черно поле h6 · бяла пешка на бяло поле c4 · бяла пешка на черно поле d4 · бял офицер на черно поле h4 · бял офицер на бяло поле d3 · бяла дама на бяло поле f3 · бяла пешка на бяло поле a2 · бяла пешка на черно поле f2 · бяла пешка на бяло поле g2 · бяла пешка на черно поле h2 · бял топ на черно поле c1 · бял топ на бяло поле d1 · бял цар на черно поле g1 | черен топ на бяло поле c8 · черен топ на бяло поле e8 · черен цар на бяло поле g8 · черна пешка на черно поле a7 · черен кон на бяло поле d7 · черна пешка на бяло поле f7 · черна пешка на черно поле g7 · черна пешка на черно поле b6 · черна дама на черно поле d6 · черна пешка на бяло поле e6 · черен кон на черно поле f6 · черна пешка на черно поле h6 · бяла пешка на бяло поле c4 · бяла пешка на черно поле d4 · бял офицер на черно поле h4 · бял офицер на бяло поле d3 · бяла дама на бяло поле f3 · бяла пешка на бяло поле a2 · бяла пешка на черно поле f2 · бяла пешка на бяло поле g2 · бяла пешка на черно поле h2 · бял топ на черно поле c1 · бял топ на бяло поле d1 · бял цар на черно поле g1 | черен топ на бяло поле c8 · черен топ на бяло поле e8 · черен цар на бяло поле g8 · черна пешка на черно поле a7 · черен кон на бяло поле d7 · черна пешка на бяло поле f7 · черна пешка на черно поле g7 · черна пешка на черно поле b6 · черна дама на черно поле d6 · черна пешка на бяло поле e6 · черен кон на черно поле f6 · черна пешка на черно поле h6 · бяла пешка на бяло поле c4 · бяла пешка на черно поле d4 · бял офицер на черно поле h4 · бял офицер на бяло поле d3 · бяла дама на бяло поле f3 · бяла пешка на бяло поле a2 · бяла пешка на черно поле f2 · бяла пешка на бяло поле g2 · бяла пешка на черно поле h2 · бял топ на черно поле c1 · бял топ на бяло поле d1 · бял цар на черно поле g1 | 2 |
| 1 | черен топ на бяло поле c8 · черен топ на бяло поле e8 · черен цар на бяло поле g8 · черна пешка на черно поле a7 · черен кон на бяло поле d7 · черна пешка на бяло поле f7 · черна пешка на черно поле g7 · черна пешка на черно поле b6 · черна дама на черно поле d6 · черна пешка на бяло поле e6 · черен кон на черно поле f6 · черна пешка на черно поле h6 · бяла пешка на бяло поле c4 · бяла пешка на черно поле d4 · бял офицер на черно поле h4 · бял офицер на бяло поле d3 · бяла дама на бяло поле f3 · бяла пешка на бяло поле a2 · бяла пешка на черно поле f2 · бяла пешка на бяло поле g2 · бяла пешка на черно поле h2 · бял топ на черно поле c1 · бял топ на бяло поле d1 · бял цар на черно поле g1 | черен топ на бяло поле c8 · черен топ на бяло поле e8 · черен цар на бяло поле g8 · черна пешка на черно поле a7 · черен кон на бяло поле d7 · черна пешка на бяло поле f7 · черна пешка на черно поле g7 · черна пешка на черно поле b6 · черна дама на черно поле d6 · черна пешка на бяло поле e6 · черен кон на черно поле f6 · черна пешка на черно поле h6 · бяла пешка на бяло поле c4 · бяла пешка на черно поле d4 · бял офицер на черно поле h4 · бял офицер на бяло поле d3 · бяла дама на бяло поле f3 · бяла пешка на бяло поле a2 · бяла пешка на черно поле f2 · бяла пешка на бяло поле g2 · бяла пешка на черно поле h2 · бял топ на черно поле c1 · бял топ на бяло поле d1 · бял цар на черно поле g1 | черен топ на бяло поле c8 · черен топ на бяло поле e8 · черен цар на бяло поле g8 · черна пешка на черно поле a7 · черен кон на бяло поле d7 · черна пешка на бяло поле f7 · черна пешка на черно поле g7 · черна пешка на черно поле b6 · черна дама на черно поле d6 · черна пешка на бяло поле e6 · черен кон на черно поле f6 · черна пешка на черно поле h6 · бяла пешка на бяло поле c4 · бяла пешка на черно поле d4 · бял офицер на черно поле h4 · бял офицер на бяло поле d3 · бяла дама на бяло поле f3 · бяла пешка на бяло поле a2 · бяла пешка на черно поле f2 · бяла пешка на бяло поле g2 · бяла пешка на черно поле h2 · бял топ на черно поле c1 · бял топ на бяло поле d1 · бял цар на черно поле g1 | черен топ на бяло поле c8 · черен топ на бяло поле e8 · черен цар на бяло поле g8 · черна пешка на черно поле a7 · черен кон на бяло поле d7 · черна пешка на бяло поле f7 · черна пешка на черно поле g7 · черна пешка на черно поле b6 · черна дама на черно поле d6 · черна пешка на бяло поле e6 · черен кон на черно поле f6 · черна пешка на черно поле h6 · бяла пешка на бяло поле c4 · бяла пешка на черно поле d4 · бял офицер на черно поле h4 · бял офицер на бяло поле d3 · бяла дама на бяло поле f3 · бяла пешка на бяло поле a2 · бяла пешка на черно поле f2 · бяла пешка на бяло поле g2 · бяла пешка на черно поле h2 · бял топ на черно поле c1 · бял топ на бяло поле d1 · бял цар на черно поле g1 | черен топ на бяло поле c8 · черен топ на бяло поле e8 · черен цар на бяло поле g8 · черна пешка на черно поле a7 · черен кон на бяло поле d7 · черна пешка на бяло поле f7 · черна пешка на черно поле g7 · черна пешка на черно поле b6 · черна дама на черно поле d6 · черна пешка на бяло поле e6 · черен кон на черно поле f6 · черна пешка на черно поле h6 · бяла пешка на бяло поле c4 · бяла пешка на черно поле d4 · бял офицер на черно поле h4 · бял офицер на бяло поле d3 · бяла дама на бяло поле f3 · бяла пешка на бяло поле a2 · бяла пешка на черно поле f2 · бяла пешка на бяло поле g2 · бяла пешка на черно поле h2 · бял топ на черно поле c1 · бял топ на бяло поле d1 · бял цар на черно поле g1 | черен топ на бяло поле c8 · черен топ на бяло поле e8 · черен цар на бяло поле g8 · черна пешка на черно поле a7 · черен кон на бяло поле d7 · черна пешка на бяло поле f7 · черна пешка на черно поле g7 · черна пешка на черно поле b6 · черна дама на черно поле d6 · черна пешка на бяло поле e6 · черен кон на черно поле f6 · черна пешка на черно поле h6 · бяла пешка на бяло поле c4 · бяла пешка на черно поле d4 · бял офицер на черно поле h4 · бял офицер на бяло поле d3 · бяла дама на бяло поле f3 · бяла пешка на бяло поле a2 · бяла пешка на черно поле f2 · бяла пешка на бяло поле g2 · бяла пешка на черно поле h2 · бял топ на черно поле c1 · бял топ на бяло поле d1 · бял цар на черно поле g1 | черен топ на бяло поле c8 · черен топ на бяло поле e8 · черен цар на бяло поле g8 · черна пешка на черно поле a7 · черен кон на бяло поле d7 · черна пешка на бяло поле f7 · черна пешка на черно поле g7 · черна пешка на черно поле b6 · черна дама на черно поле d6 · черна пешка на бяло поле e6 · черен кон на черно поле f6 · черна пешка на черно поле h6 · бяла пешка на бяло поле c4 · бяла пешка на черно поле d4 · бял офицер на черно поле h4 · бял офицер на бяло поле d3 · бяла дама на бяло поле f3 · бяла пешка на бяло поле a2 · бяла пешка на черно поле f2 · бяла пешка на бяло поле g2 · бяла пешка на черно поле h2 · бял топ на черно поле c1 · бял топ на бяло поле d1 · бял цар на черно поле g1 | черен топ на бяло поле c8 · черен топ на бяло поле e8 · черен цар на бяло поле g8 · черна пешка на черно поле a7 · черен кон на бяло поле d7 · черна пешка на бяло поле f7 · черна пешка на черно поле g7 · черна пешка на черно поле b6 · черна дама на черно поле d6 · черна пешка на бяло поле e6 · черен кон на черно поле f6 · черна пешка на черно поле h6 · бяла пешка на бяло поле c4 · бяла пешка на черно поле d4 · бял офицер на черно поле h4 · бял офицер на бяло поле d3 · бяла дама на бяло поле f3 · бяла пешка на бяло поле a2 · бяла пешка на черно поле f2 · бяла пешка на бяло поле g2 · бяла пешка на черно поле h2 · бял топ на черно поле c1 · бял топ на бяло поле d1 · бял цар на черно поле g1 | 1 |
|   | a | b | c | d | e | f | g | h |   |